# Deutscher Limes-Radweg
Der deutsche Limes-Radweg ist ein rund 818 Kilometer langer Radwanderweg zwischen Rhein und Donau. Er folgt dem Obergermanisch-Raetischen Limes, einem römischen Grenzwall aus dem ersten bzw. zweiten Jahrhundert n. Chr., der seit 2005 Weltkulturerbe der UNESCO ist.
Der Limes-Radweg verläuft durch die vier Bundesländer Rheinland-Pfalz, Hessen, Baden-Württemberg und Bayern; dabei durchquert er die Naturparks Rhein-Westerwald, Nassau, Rhein-Taunus, Schwäbisch-Fränkischer Wald und Altmühltal. Da der Radweg meist durch ruhige, unberührte Landstriche abseits von Großstädten verläuft, ist er neben Geschichtsinteressierten auch Naturfreunden zu empfehlen. Die Strecke ist sehr bergig und kann daher Ungeübten und Familien mit Kindern nicht empfohlen werden.

## Charakteristik
Der Limes-Radweg verbindet zahlreiche Sehenswürdigkeiten entlang des Obergermanisch-Raetischen Limes. Dazu gehören rekonstruierte Wachtürme und Kastelle sowie andere erhaltene oder rekonstruierte Anlagen des Limes. Außerdem führt er zu verschiedenen Römer- und Limesmuseen. An der Strecke liegen interessante Städte, Burgen und Schlösser sowie reizvolle Landschaften.
Der Wegezustand reicht von sehr gut für asphaltierte Flussradwege bis extrem schlecht für ausgewaschene Kieswege mit enormer Steigung. Da die Beschilderung teilweise fehlt, sollte eine Karte oder GPS mitgenommen werden. Mehr oder weniger parallel verlaufen die Deutsche Limes-Straße und auf Teilabschnitten die Limes-Wanderwege, so dass sich immer wieder alternative Routen ergeben. Einige Abschnitte des Limes-Radwegs (Taunus, Schwäbischer Wald) sind vom Höhenprofil sehr anspruchsvoll.
Am geeignetsten für die Route ist ein Tourenrad mit bergtauglicher Schaltung. Da die Strecke verkehrstechnisch weitgehend gut erschlossen ist, kann der Limes-Radweg auch leicht in Teilabschnitten befahren werden.
Nach ADFC-Angaben sind:
- Der Schwierigkeitsgrad: ca. 45 % leicht, 45 % mittel, 9 % schwer, 1 % sportlich
- Die Streckenbeschaffenheit: ca. 40 % rennradgeeignet, 60 % wird Tourenrad empfohlen
- Die Verkehrsbelastung: ca. 97 % keine bis geringe, 2 % mäßig, 1 % hoch
- Ideal für Kinder: 6 %

## Streckenverlauf

### Abschnitt Bad Hönningen–Bendorf
ADFC-Angaben:

31,0 km; bergauf 494 Höhenmeter (Hm); bergab 431 Hm; Mittelgebirgslandschaft

Schwierigkeitsgrad: ca. 14 % leicht, 70 % mittel, 16 % schwer

Streckenbeschaffenheit: Tourenrad empfohlen

Verkehrsbelastung: keine bis geringe
Die Strecke hat einen Anstieg von fast 300 Höhenmetern aus dem Rheintal. Nach etwa zwölf Kilometer fällt die Strecke bis Neuwied-Rodenbach wieder fast auf das Ausgangsniveau ab und führt leicht hügelig bis zum Abschnittsziel. Die Route startet in Bad Hönningen, wo sich das Kleinkastell Rheinbrohl und die RömerWelt am Caput Limitis, dem Anfang des Obergermanischen Limes, befinden und führt auf der Kreisstraße K1 vorbei am Kleinkastell „Am Forsthofweg“ ins 17 Kilometer entfernte Rodenbach. Zwischen Rodenbach und Oberbieber befinden sich die konservierten Reste des Kastells Niederbieber. Auf der Landesstraße L260 über die Neuwieder Stadtteile Gladbach und Heimbach-Weis wird Bendorf erreicht. Sehenswert sind dort die Doppelkirche Medardus und St. Medard, die Sayner Hütte, das Schloss Sayn uns die Abtei Sayn.

### Abschnitt Bendorf–Kemmenau
ADFC-Angaben:

38,3 km; bergauf 846 Hm; bergab 603 Hm; Mittelgebirgslandschaft

Schwierigkeitsgrad: ca. 80 % mittel, 20 % schwer

Streckenbeschaffenheit: Tourenrad empfohlen

Verkehrsbelastung: keine bis geringe, kleiner 1 % mäßig
In Bendorf startet die Route mit einem Anstieg von rund 200 Höhenmetern, führt dann bergig weiter durch den Westerwald, bevor mit dem Endanstieg vor Kemmenau noch einmal 200 Höhenmeter zu überwinden sind. Nach Bendorf verläuft die Route vorbei am Keramikmuseum Westerwald und erreicht nach 14 Kilometern das Zentrum von Höhr-Grenzhausen. Die nächste Ortschaft ist Hillscheid, vom dortigen Kleinkastell sind nur wenige rekonstruierte Reste zu sehen. Kurz vor Hillscheid wurde ein Limesturm rekonstruiert. Danach geht es durch die Ortschaften Neuhäusel und Eitelborn nach Arzbach, an dessen südlichem Rand das nicht mehr sichtbare Bodendenkmal Kastell Arzbach liegt. Danach muss noch auf der Kreisstraße K2 ein Höhenzug mit ca. 220 Höhenmetern überwunden werden, bevor Kemmenau erreicht wird.

### Abschnitt Kemmenau–Marienfels
ADFC-Angaben:

27,5 km; bergauf 429 Hm; bergab 603 Hm; Mittelgebirgslandschaft

Schwierigkeitsgrad: ca. 55 % leicht, 4 % mittel, 41 % schwer

Streckenbeschaffenheit: Tourenrad empfohlen

Verkehrsbelastung: keine bis geringe
Der Abschnitt startet mit einer Abfahrt von etwa 330 Höhenmetern nach Bad Ems im Lahntal. Nach einer kurzen Strecke entlang der Lahn erklimmt die Route die Höhen des Taunus, wobei bis Schweigenhausen ungefähr 300 Höhenmeter zu bewältigen sind. Danach fällt der Weg bis zum Abschnittsziel Marienfeld. Von Kemmenau führt die Route auf der Landesstraße L327 hinunter ins Lahntal und in die Kurstadt Bad Ems, die nach rund drei Kilometern erreicht wird. Vorbei am Stadtschloss erreicht der Weg das Zentrum. Zur Zeit der Römer sicherten zwei Kastelle den Lahnübergang. Im Innenstadtbereich befanden sich das Kastell Ems und das Kleinkastell Auf der Schanz, von dem nichts mehr erhalten ist. Im Stadtmuseum werden römische Funde gezeigt. Schon seit dem Mittelalter entwickelte sich Bad Ems zu einem der bedeutendsten Heilbäder Deutschlands und besitzt eine eindrucksvolle Bäderarchitektur. Neben Deutschlands größtem Blumenkorso findet jährlich ein Musikfestival statt. Nach einem kurzen Abschnitt an der Lahn überquert der Limes-Radweg den Fluss und zweigt bei Nievern mit der Kreisstraße K65 nach Süden in den Taunus ab. Kurz vor der Ortschaft Schweighausen führt die Route am ehemaligen Kleinkastell Becheln vorbei, das nur noch als nicht mehr sichtbares Bodendenkmal existiert. Nach dem 300 Höhenmeter überwindenden Aufstieg nach Schweighausen verläuft die Route abwärts ins 150 Höhenmeter tiefer gelegene Marienfels im Mühlbachtal.

### Abschnitt Marienfels–Adolfseck
ADFC-Angaben:

32,7 km; bergauf 614 Hm; bergab 536 Hm; Mittelgebirgslandschaft

Schwierigkeitsgrad: ca. 8 % leicht, 78 % mittel, 14 % schwer

Streckenbeschaffenheit: Tourenrad empfohlen

Verkehrsbelastung: keine bis geringe
Das Höhenprofil des Abschnitts ist durch zwei Aufstiege geprägt. Der erste Aufstieg von Marienfels aus dem Mühlbachtal überwindet auf einem Kilometer rund einhundert Höhenmeter, steigt dann langsam über zwölf Kilometer noch einmal um 100 Höhenmeter an und überwindet auf dem letzten Kilometer noch einmal einhundert Höhenmeter. Am Grauen Kopf hinter Grebenroth wird der höchste Punkt erreicht. Der zweite Aufstieg führt von Laufenselden über circa fünf Kilometer und 55 Höhenmeter bis Huppert. Die erste Ortschaft auf dem Abschnitt ist Pohl, etwa fünf Kilometer hinter Marienfels, wo das historische Kastell Pohl liegt, das nur als Bodendenkmal erhalten ist. In dessen Nähe wurde im Oktober 2011 ein Nachbau des Kastells eröffnet. Drei Kilometer weiter liegt Holzhausen an der Haide, in dessen Wäldern das Kohortenkastell Holzhausen auf durchschnittlich 495 Höhenmetern am nordwestlichen Hang des Grauen Kopfs liegt, des mit 543,4 m ü. NN zweithöchsten Berges im westlichen Hintertaunus. Es zählt zu den am besten erhaltenen Limeskastellen Deutschlands und ist als gut erhaltene Ruine erkennbar. Über den Limeswanderweg ist es von Holzhausen aus zu erreichen. Der Radweg verläuft südlich des Grauen Kopfs am Kastell vorbei nach Laufenselden und weiter ins 15 Kilometer entfernte Huppert. Dort lag das Kleinkastell „Auf dem Dörsterberg“, wo eine Limespalisade rekonstruiert wurde (ca. 300 m südlich des Radwegs). Danach erreicht die Route Heidenrod-Kemel, wo das einstige Kastell Kemel weitgehend überbaut ist. Vorbei an der Villa Lilly führt die Route ins Aartal nach Adolfseck mit der Burg Adolfseck und dem Kleinkastell Adolfseck, das nur noch ein nicht sichtbares Bodendenkmal ist.

### Abschnitt Adolfseck–Dasbach
ADFC-Angaben:

23,7 km; bergauf 461 Hm; bergab 422 Hm; Mittelgebirgslandschaft

Schwierigkeitsgrad: ca. 20 % leicht, 62 % mittel, 18 % schwer

Streckenbeschaffenheit: Tourenrad empfohlen; 4 % auch rennradgeeignet

Verkehrsbelastung: ca. 95 % keine bis geringe, 5 % mäßig
Dieser Abschnitt beginnt mit einem steilen Anstieg über zwei Kilometer und 230 Höhenmeter. Danach wird die Route etwas flacher und steigt dann auf 3,5 Kilometern noch einmal 60 Höhenmeter an. Es folgt ein 11 km langer hügliger Abschnitt, bevor die Route mit 200 Höhenmetern in die Idsteiner Senke führt. Vor dem Abschnittsziel liegt noch ein Anstieg mit 60 Höhenmetern. Etwa auf halber Strecke bei der Ortschaft Orlen an der Bundesstraße 417 befand sich das Kastell Zugmantel. Etwa einen Kilometer östlich des Bodendenkmals befindet sich ein rekonstruierter steinerner Wachturm nebst einem Stück Limes mit Palisade. Die Route führt dann durch den Naturpark Rhein-Taunus, vorbei an der Hohen Kanzel, dem Wildpark Engenhahn und unter der Autobahnbrücke der BAB 3 nach Niederseelbach, danach über Oberseelbach nach Dasbach. Dort befindet sich an der L3026 der Römerturm Idstein-Dasbach, eine Rekonstruktion von 2002. Es ist nach der Auffassung von Historikern die authentischste Rekonstruktion eines römischen Wachturms aus der Zeit ab 150 n. Chr. Im Turm befindet sich eine kleine Ausstellung zum Thema Die Römer im Taunus.

### Abschnitt Dasbach–Langenhain
ADFC-Angaben:

43,9 km; bergauf 521 Hm; bergab 787 Hm; Mittelgebirgslandschaft mit Schiebepassagen

Schwierigkeitsgrad: ca. 22 % leicht, 58 % mittel, 17 % schwer, 3 % sportlich

Streckenbeschaffenheit: Tourenrad empfohlen

Verkehrsbelastung: keine bis geringe
Dieser Abschnitt ist mit einem Aufstieg mit über 455 Höhenmetern zwischen der niedrigsten Stelle vor Schloßborn und dem Kastell Altes Jagdhaus sehr anspruchsvoll. Fast der gesamte Abschnitt führt durch die Wälder des Hochtaunus. Nach Dasbach führt die Route zum Kastell Alteburg, wo nur noch schwache Bodenspuren zu sehen sind. Auf dem Gelände wird dreimal jährlich der Alteburger Markt abgehalten. Weiter führt die Route über Schloßborn nach Glashütten. Vom dortigen Kleinkastell Maisel ist an der Oberfläche nichts mehr zu erkennen. Die Route steigt dann weiter an und führt nördlich des Kleinen Feldbergs zum dortigen Kastell. Mit seiner Höhenlage von mehr als 700 Metern über dem Meeresspiegel ist es das höchstgelegene Kastell am gesamten Obergermanisch-Raetischen Limes. In den Jahren 2004 und 2005 wurde es umfassend restauriert. Die Route verläuft dann vorbei am Großen Feldberg zum Kleinkastell Altes Jagdhaus auf dem Taunuskamm. Das Kastell und das im 16. Jahrhundert darin errichtete Jagdhaus wurden 2009 konserviert, wodurch die Anlage durch einen Erdwall und darin die Grundmauern des Jagdhauses wahrnehmbar sind. Das Kleinkastell Heidenstock liegt abseits des Radwegs und kann über den Taunusrundweg vom Sandplacken erreicht werden. Von ihm sind noch Reste der Grundmauern erkennbar. Die Route führt abwärts und erreicht das bekannteste Bauwerk des germanischen Limes, die Saalburg. Über etwa ein Jahrzehnt bis 1907 entstand die vollständigste Rekonstruktion eines Kastell am gesamten Limes, das mit dem Saalburgmuseum die wohl neben dem Aalener Limesmuseum bedeutendste Einrichtung dieser Art zur deutschen Limesforschung ist. Der weitere Weg führt nach zwei Kilometern zur Saalburgsiedlung mit dem Kleinkastell Lochmühle, das kaum noch erkennbare Spuren aufweist, und weiter zum Kleinkastell Kaisergrube. Das Kastell ist kaum erkennbar, aber auf dem nahen Gaulskopf wurde ein Wachturm aus Stein rekonstruiert, an dem der Radweg vorbeiführt. Die Route erreicht dann das Abschnittsziel Langenhain-Ziegenberg mit seinem Schloss Ziegenberg und dem Kastell Langenhain (nicht sichtbar).

### Abschnitt Langenhain–Grüningen
ADFC-Angaben:

26,9 km; bergauf 384 Hm; bergab 344 Hm; Mittelgebirgslandschaft

Schwierigkeitsgrad: ca. 9 % leicht, 91 % mittel

Streckenbeschaffenheit: Tourenrad empfohlen; 10 % auch rennradgeeignet

Verkehrsbelastung: ca. 91 % keine bis geringe, 9 % mäßig
Der Abschnitt befindet sich im Übergangsbereich zwischen Taunus und Wetterau. Bis Butzbach ist die Strecke noch gebirgig mit drei Höhenrücken zwischen 50 und 150 Höhenmetern, danach folgen nur noch leichtere Anstiege bis Grüningen. Mit der nächsten Ortschaft Wiesental ist die Stadt Butzbach bereits erreicht. Nach den weiteren Stadtteilen Fauerbach vor der Höhe und Hoch-Weisel bildet die Kernstadt von Butzbach etwa die Mitte des Abschnittes. Vom ehemaligen Kastell im Stadtzentrum ist nichts mehr vorhanden. Noch Mitte des 17. Jahrhunderts wurde von einer gut sichtbaren Anlage berichtet. Man hielt die als billigen Steinbruch benutzten Reste fälschlicherweise für eine Burg des Hunnenkönigs Attila, daher der Name Hunnenburg. Im Museum der Stadt befindet sich ein Modell der Hunnenburg, die größer war als die restaurierte Saalburg. Sehenswert ist auch die Altstadt um den Marktplatz. Die nächsten römischen Spuren befinden sich am Kleinkastell Holzheimer Unterwald. Die Grundmauern des Kastells wurden konserviert und teilweise rekonstruiert. Etwa einen Kilometer in nordöstlicher Richtung, hinter einem Wäldchen, wurde ein Wachturm mit einem Limesabschnitt rekonstruiert. Kurz darauf wird Grüningen erreicht.

### Abschnitt Grüningen–Reichelsheim
ADFC-Angaben:

38,1 km; bergauf 227 Hm; bergab 349 Hm

Schwierigkeitsgrad: ca. 48 % leicht, 52 % mittel

Streckenbeschaffenheit: Tourenrad empfohlen; 20 % auch rennradgeeignet

Verkehrsbelastung: keine bis geringe
Dieser Abschnitt ist relativ flach mit zwei leichten Anstiegen von ca. 50 Höhenmetern. Nach dem Queren der BAB 5 erreicht die Route die Ruine der ehemaligen Zisterzienserabtei Arnsburg im Tal der Wetter und kurz darauf mit der Ortschaft Muschenheim das Stadtgebiet von Lich. Nach den Stadtteilen Birklar und Bettenhausen führt die Route in die Nähe des Kleinkastells Feldheimer Wald, von dem nur noch eine flache Bodenwelle vorhanden ist. Insgesamt sind die Limesreste in der Wetterau durch den dort jahrhundertelang betriebenen Ackerbau fast vollständig abgetragen. Etwa zwei Kilometer später ist die Stadt Hungen mit ihrem sehenswerten Schloss Hungen erreicht. Der Radweg führt dann weiter in Richtung Süden zum Stadtteil Inheiden und zum Trais-Horloffer See. Das ehemalige, nicht mehr sichtbare Kastell Inheiden bleibt links liegen. Weiter in Richtung Süden führt die Route über die Hungener Stadtteile Steinheim und Unter-Widdersheim, das zur Stadt Nidda gehört, nach Echzell. Dort befanden sich zwei Kastelle, Kleinkastell Haselheck und Kastell Echzell, von denen keine oberirdischen Spuren zu erkennen sind. Das Heimatmuseum zeigt aber lokale Funde und vor dem Museum ist eine Jupitergigantensäule rekonstruiert, außerdem wurden an der Kirche Grundmauern des Kastellbades sichtbar gemacht. Die Route führt dann nach Echzell-Bingenheim mit dem Schloss Bingenheim und an dem nicht mehr erkennbaren Kleinkastell Lochberg vorbei, bevor das Ende des Abschnitts mit Reichelsheim in der Wetterau erreicht wird.

### Abschnitt Reichelsheim–Marköbel
ADFC-Angaben:

22,9 km; bergauf 195 Hm; bergab 188 Hm

Schwierigkeitsgrad: ca. 47 % leicht, 53 % mittel

Streckenbeschaffenheit: Tourenrad empfohlen; 4 % auch rennradgeeignet

Verkehrsbelastung: keine bis geringe
Auf diesem Abschnitt ist ein größerer Anstieg von etwa 100 Höhenmetern hinter Staden zu überwinden, bevor die Abfahrt nach Altenstadt beginnt. Nach Reichelsheim erreicht die Route Florstadt-Staden mit Löw’schem Schloss und dem nicht mehr erkennbaren Kleinkastell Staden. Mit seinen vielen Brücken über den Mühlbach und die Nidda wird der Ort von seinen Einwohnern als „Klein Venedig“ bezeichnet. Die nächste Ortschaft auf der Route ist Florstadt-Stammheim mit Schloss Stammheim und dem nur noch als Bodendenkmal erhaltenen Kleinkastell Stammheim. Nach der Überwindung eines Höhenrückens erreicht die Route Altenstadt mit seinem oberirdisch nicht mehr erkennbaren Kastell Altenstadt. Mit der urkundlichen Ersterwähnung im Jahre 767 gilt sie als eine der ältesten Gemeinden Oberhessens. Der Radweg führt weiter in südlicher Richtung und erreicht das Bodendenkmal des Kleinkastells „Auf dem Buchkopf“. An der Landstraße L3347 nach Rommelhausen wurde ein Palisadenabschnitt rekonstruiert. Am Abschnittsziel in Hammersbach-Marköbel gab es ein weiteres Steinkastell, das heute überbaute Kastell Marköbel. Sehenswert in Marköbel sind auch das Untere Tor und das Fachwerkrathaus.

### Abschnitt Marköbel–Seligenstadt
ADFC-Angaben:

28,7 km; bergauf 128 Hm; bergab 150 Hm

Schwierigkeitsgrad: ca. 85 % leicht, 15 % mittel

Streckenbeschaffenheit: Tourenrad empfohlen; 1 % auch rennradgeeignet

Verkehrsbelastung: ca. 98 % keine bis geringe, 2 % mäßig
Dieser Abschnitt ist bis auf einen Anstieg von ca. 50 Höhenmetern am Beginn des Abschnitts weitgehend flach. Weiter in südlicher Richtung führt die Route über die Ortschaft Ravolzhausen nach Erlensee, wo sich das inzwischen überbaute Kleinkastell Langendiebach befand. Kurz darauf gelangt die Route zum Stadtteil Rückingen, wo die Grundmauern des Kastellbades des ehemaligen Kastells Rückingen rekonstruiert und mit Hinweistafeln versehen wurden. Im Ort gibt es außerdem die Wasserburg Rückingen, in der ein Heimatmuseum untergebracht ist. Nach dem Queren der BAB 66 führt die Route an der in einem Waldgebiet liegenden Ruine des ehemaligen Servitenklosters St. Wolfgang und am Jagdschloss Wolfgang vorbei. Danach quert die Route die BAB 45 und erreicht das Kleinkastell Neuwirtshaus, von dem nur noch Geländeverformungen und eine Hinweistafel zeugen.
Nach weiteren ca. drei Kilometern werden Großkrotzenburg und der Main erreicht. Vom im Mittelalter überbauten Kastell Großkrotzenburg wurden die Grundmauern zweier Türme sowie Teile der Kastellmauer rekonstruiert. Südlich von Großkrotzenburg bildete der Main als sogenannter Mainlimes oder „Nasser Limes“ die Grenze bis zum Kastell Wörth (Odenwaldlimes) bzw. Kastell Miltenberg-Ost (jüngere Odenwaldlinie). Bei der Staustufe Krotzenburg überquert der Limes-Radweg den Main und führt zusammen mit dem Main-Radweg nach Seligenstadt. Vom ehemaligen Kohortenkastell auf dem heutigen Marktplatz ist nichts mehr zu erkennen. In Seligenstadt sind vor allem die Einhard-Basilika St. Marcellinus und Petrus mit der angeschlossenen ehemaligen Klosteranlage und die Altstadt sehenswert.

### Abschnitt Seligenstadt–Miltenberg
ADFC-Angaben:

58,4 km; bergauf 204 Hm; bergab 187 Hm; Flussradweg

Schwierigkeitsgrad: ca. 99 % leicht, 1 % mittel

Streckenbeschaffenheit: Tourenrad empfohlen; 70 % auch rennradgeeignet

Verkehrsbelastung: keine bis geringe
Dieser Abschnitt entlang des Mains ist weitgehend eben. Die Route folgt mit weiteren vier Kilometern dem Main-Radweg, bis dieser in Mainflingen ans rechte Ufer wechselt, während der Limes-Radweg am linken Ufer bleibt. Kurz hinter Seligenstadt kann das sehenswerte Seligenstädter Wasserschloss besichtigt werden, das ca. 200 Meter südlich des Radwegs liegt. Nach dem Unterqueren der BAB 3 wechselt der Limes-Radweg in Stockstadt am Main ebenfalls auf die rechte Mainseite und führt mit dem Main-Radweg gemeinsam nach Aschaffenburg. Auch in Stockstadt existierte ein Kastell, an das aber nur noch eine Hinweistafel an der Obernburger Straße erinnert. In Aschaffenburg führt der Radweg unterhalb des Pompejanums und des Schlosses Johannisburg vorbei, bevor er mit dem Main-Radweg das Mainufer wechselt. In der Ortschaft Niedernberg wurde das Kastell Niedernberg gefunden, von dem es aber keine oberirdischen Spuren gibt. In der Ortsmitte kennzeichnen Markierungen im Straßenpflaster die Lage der ehemaligen Torturm-Fundamente. Über Großwallstadt führt die Route nach Obernburg am Main. Auch das dort nachgewiesene Kastell ist vollständig überbaut. Im Römermuseum Obernburg werden vorwiegend Fundstücke aus dem ehemaligen Kastell gezeigt. Vor dem Gebäude wurde eine Jupitergigantensäule rekonstruiert. Auch die Altstadt von Obernburg ist sehenswert. Die nächste Stadt auf der Route ist Wörth am Main. Die Funktion des dort gefundenen Kastells ist ungeklärt, da der Übergang zur Odenwaldlinie noch nicht festgelegt werden konnte. In der Stadt gibt es das Schifffahrts- und Schiffbaumuseum, das die historische Entwicklung der Binnenschifffahrt und des Schiffbaus am Main dokumentiert, sowie die sehenswerte Altstadt. Durch die Orte Trennfurt, Laudenbach und Kleinheubach mit seinem Schloss Löwenstein führt die Route nach Miltenberg am Main. Vor der Laurentiuskapelle zweigt sie nach Südwesten ab und folgt dem Tal der Mud. Wer die historische Altstadt von Miltenberg besuchen will, kann sie auf dem Main-Radweg in ca. einem Kilometer erreichen.

### Abschnitt Miltenberg–Walldürn
ADFC-Angaben:

24,7 km; bergauf 361 Hm; bergab 108 Hm; Mittelgebirgslandschaft

Schwierigkeitsgrad: ca. 37 % leicht, 63 % mittel

Streckenbeschaffenheit: Tourenrad empfohlen; 72 % auch rennradgeeignet

Verkehrsbelastung: keine bis geringe
Der Abschnitt steigt wieder an; bis Schneeberg nur leicht, danach bis Walldürn stärker (200 Höhenmeter auf 11 Kilometer). Mit dem 3-Länder-Radweg führt der Limes-Radweg über Weilbach nach Amorbach. In Amorbach sind das ehemalige Benediktiner-Kloster Amorbach, das Templerhaus und das Fürstlich-Leiningensches Palais sehenswert. Über einen steileren Anstieg wird über die Ortschaften Schneeberg und Rippberg das Abschnittsziel, der Wallfahrtsort Walldürn, erreicht. In der historischen Altstadt sind vor allem die Wallfahrtsbasilika St. Georg, das Rathaus und das ehemalige Schloss sehenswert.

### Abschnitt Walldürn–Leibenstadt
ADFC-Angaben:

34 km; bergauf 328 Hm; bergab 457 Hm, Mittelgebirgslandschaft

Schwierigkeitsgrad: ca. 58 % leicht, 42 % mittel

Streckenbeschaffenheit: Tourenrad empfohlen; 56 % auch rennradgeeignet

Verkehrsbelastung: ca. 99 % keine bis geringe; 1 % hoch
Dieser Abschnitt hat einen sehr hügeligen Verlauf. Mit zwei leichten Anstiegen führt die Route nach Osterburken, bevor ein starker Anstieg mit ca. 100 Hm folgt. Danach geht es stark hügelig weiter bis zum Abschnittsziel. Etwa 6,5 km hinter Walldürn erreicht die Route in einem Waldgebiet kurz nach dem Überqueren der Landstraße 518 das Kleinkastell Hönehaus. Von ihm sind deutliche Konservierungsspuren der Umwehrung sichtbar. Das nächste bekannte Kastell ist das Kleinkastell Rinschheim. Es lag in der Nähe der Ortschaft Buchen-Rinschheim, ist aber an der Oberfläche nicht mehr zu erkennen, da die Fläche landwirtschaftlich genutzt wird. Nach Götzingen und Bofsheim erreicht die Route Osterburken, wo es ebenfalls ein Kastell gab. Davon sind teilweise noch sichtbare und konservierte Baureste zu sehen. Das Kastellbad wurde nach seiner Freilegung in das Römermuseum Osterburken integriert. Nach der Erweiterung 2006 wurde es als überregionales Limes-Informationszentrum und Zweigstelle des Archäologischen Landesmuseums Baden-Württemberg wiedereröffnet. Stark hügelig führt die Route dann die letzten 11 km durch Wiesen, Felder und Wälder sowie zwei Weiler zum Abschnittsziel Adelsheim-Leibenstadt.

### Abschnitt Leibenstadt–Öhringen
ADFC-Angaben:

27,2 km; bergauf 566 Hm; bergab 611 Hm; Mittelgebirgslandschaft

Schwierigkeitsgrad: ca. 58 % leicht, 30 % mittel, 12 % schwer

Streckenbeschaffenheit: Tourenrad empfohlen; 99 % auch rennradgeeignet

Verkehrsbelastung: ca. 98 % keine bis geringe; 2 % mäßig oder hoch
Dieser bergige, anspruchsvolle Abschnitt enthält drei Anstiege von über 100 Höhenmetern. Die Route führt auf den Kreisstraßen K2952 und K2022 über die BAB 81 und durch die Ortschaft Unterkessach in Tal der Kessach nach Jagsthausen am Unterlauf der Jagst. In der Ortsmitte befindet sich das archäologische Denkmal und Freilichtmuseum Römerbad Jagsthausen. In etwa 400 Meter Entfernung zum Limes, im Bereich der heutigen Parkanlagen des Weißen Schlosses und der Burg Jagsthausen sowie des nördlichen Ortskerns von Jagsthausen, lag das zugehörige römische Kohortenkastell Jagsthausen. Von dort führt die Route über den Weiler Edelmannshof, der 140 Höhenmeter über Jagsthausen liegt, zur ca. 6 Kilometer entfernten Kocher nach Sindringen mit dem dortigen Kleinkastell, von dem an der Oberfläche nichts mehr sichtbar ist. Die Route verlässt das Kochertal und führt weiter in Richtung Süden durch die Ortschaft Zweiflingen-Pfahlbach (160 Höhenmeter Anstieg) und Zweiflingen-Wersternbach nach Querung der BAB 6 zum Abschnittsziel Öhringen im flachen Tal der Ohrn. Die Stadt besitzt einen mittelalterlichen Marktplatz, wo sich auch das ehemals hohenlohische Schloss zusammen mit der Stiftskirche, das Wahrzeichen der Stadt, befindet. Im Bereich der Stadt gab es zwei römische Kastelle.

### Abschnitt Öhringen–Murrhardt
ADFC-Angaben:

40,2 km; bergauf 598 Hm; bergab 541 Hm; Mittelgebirgslandschaft

Schwierigkeitsgrad: ca. 52 % leicht, 41 % mittel, 7 % schwer

Streckenbeschaffenheit: Tourenrad empfohlen; 74 % auch rennradgeeignet

Verkehrsbelastung: ca. 79 % keine bis geringe; 21 % mäßig
Der anspruchsvolle Abschnitt ist geprägt von drei Aufstiegen. Der erste flachere überwindet über ca. 6,5 Kilometer fast 240 Höhenmeter, die beiden steileren haben auf ca. 2,5 Kilometer Höhendifferenzen von fast 150 bzw. 100 Metern. Der erste Aufstieg führt durch meist offenes Gelände über Heuberg, Buchhorn und Untergleichen, vorbei am Gleichener See nach Frohnfalls, das zur Gemeinde Mainhardt gehört. Danach wird das Tal der Brettach gequert und der Luftkurort Mainhardt nach dem Aufstieg aus dem Tal erreicht. Das Gemeindegebiet wird vom oft deutlich erkennbaren Limes durchzogen, dem ein ausgeschilderter Wanderweg folgt. Etwas westlich des Weilers Seehäuser wurde beim ehemaligen Café Römergraben an der dort noch sehr gut erkennbaren Limes-Trasse ein öffentlich zugänglicher Wachturm im Stil römischer Holzwachtürme errichtet, der aber nicht dem historischen Vorbild entspricht. Von ehemaligen Kleinkastell sind oberflächlich keine Spuren vorhanden. Nach Mainhardt wird das Rottal gequert, in dem das Kleinkastell Hankertsmühle liegt. Mit der Ortschaft Grab ist der Aufstieg aus dem Rottal geschafft und die Route führt noch durch eine Senke, bevor nach der Abfahrt ins Murrtal das Abschnittsziel Murrhardt erreicht wird. Die Kleinstadt liegt im Herzen des Schwäbischen Waldes an der Idyllischen Straße. Das Kastell Murrhardt lag im Osten der Stadt und wurde in der zweiten Hälfte des 20. Jahrhunderts überbaut. Sehenswert in Murrhardt sind die Altstadt und die Stadtkirche, die ursprünglich als Klosterkirche diente.

### Abschnitt Murrhardt–Lorch
ADFC-Angaben:

36,4 km; bergauf 541 Hm; bergab 539 Hm; Mittelgebirgslandschaft

Schwierigkeitsgrad: ca. 54 % leicht, 36 % mittel, 10 % schwer

Streckenbeschaffenheit: Tourenrad empfohlen; 75 % auch rennradgeeignet

Verkehrsbelastung: ca. 74 % keine bis geringe; 24 % mäßig
Dieser Abschnitt führt über die Höhen des Murrhardter Waldes und ist entsprechend anspruchsvoll. Bis zum Ebnisee etwa in der Mitte des Abschnitts sind 300 Höhenmeter zu überwinden, bevor es vorwiegend abwärts nach Lorch geht. Der Aufstieg verläuft in weitem Bogen durch meist offenes Gelände zum Weiler Althütte-Fautspach und dann durch ein Waldgebiet zum Ebnisee. Der See wurde im 18. Jahrhundert als Schwellenweiher für die Flößerei angelegt und dient heute vor allem der Naherholung. Etwa zwei Kilometer hinter dem See an der L1150 liegt das Kleinkastell Ebnisee, dessen Reste im Wald nur noch schwer erkennbar sind. Die Radroute verläuft dann auf der L1150 bis Welzheim. Vor Welzheim gab es das Kleinkastell Rötelsee. Es wurde nach der wissenschaftlichen Ausgrabung im Herbst 1974 für die Öffentlichkeit konserviert, so ist der Grabenverlauf sichtbar, die Innenbebauung wurde durch Betonplatten angedeutet. In Welzheim gab es zwei weitere Kastelle. Das Westkastell wurde vollständig überbaut, während das Ostkastell teilweise rekonstruiert und 1993 durch einen archäologischen Park ergänzt wurde. Die Route führt jetzt vorbei an den Hochwasserrückhaltebecken Eisenbach und Leineck nach Alfdorf-Pfahlbronn. Über eine Abfahrt mit ca. 200 Höhenmetern vorwiegend durch Wald erreicht die Route das Abschnittsziel Lorch im Remstal. Die Hauptattraktion der Stadt ist das Kloster Lorch auf dem Klosterberg. Neben den Klostergebäuden erinnert eine Nachbildung eines hölzernen römischen Wachtturmes an den Limes. Die dort gezeigte Blockbauweise war aber für römische Holzbauwerke untypisch.

### Abschnitt Lorch–Aalen
ADFC-Angaben:

35,9 km; bergauf 299 Hm; bergab 157 Hm

Schwierigkeitsgrad: ca. 74 % leicht, 26 % mittel

Streckenbeschaffenheit: Tourenrad empfohlen; 95 % auch rennradgeeignet

Verkehrsbelastung: ca. 98 % keine bis geringe; 2 % mäßig
Das Höhenprofil des Abschnitts ist vor allem durch den langgezogenen Aufstieg nach Essingen mit etwa 190 Höhenmetern geprägt. Die letzten sechs Kilometer nach Aalen führen dann abwärts. Die Route folgt von Lorch nach Schwäbisch Gmünd der Rems, dabei passiert sie das Rotenbachtal, wo die Provinzgrenze zwischen Obergermanien und Rätien verlief, sowie das Kastell Schirenhof. Im Zuge der Neugestaltung des Kastellareals von Freimühle wurden im Rotenbachtal südlich des historischen Grenzverlaufes die ältere Palisade und die jüngere rätische Mauer rekonstruiert. Das Kastell Schierenhof liegt südlich der Rems. Der Kastellplatz ist weitgehend überbaut, das Kastellbad wurde aber konserviert, wobei der Verlauf der Grundmauern sichtbar ist. In der Stadt Schwäbisch Gmünd sind von der Stadtmauer aus dem 14. Jahrhundert noch sechs Wehrtürme erhalten. Die zahlreichen Kirchen, Klöster und Kapellen brachten der katholischen Reichsstadt schon früh den Ruf eines „schwäbischen Nazareth“ ein. Die größte Kirche und das Wahrzeichen der Stadt ist das Heilig-Kreuz-Münster. Die Route folgt weiter der Rems und erreicht Böbingen an der Rems, wo es ein Kastell gab, von dem Teile konserviert wurden und sichtbar sind. Immer noch der Rems folgend wird dann über Mögglingen Essingen erreicht. Dort ist der Scheitelpunkt des Abschnittes und die Route führt hinunter nach Aalen im oberen Kochertal mit seinem Kastell und dem Limesmuseum. Es ist das größte Museum am Obergermanisch-Raetischen Limes und steht auf dem Gelände des ehemals größten Reiterkastells nördlich der Alpen. Sehenswert in Aalen sind außerdem der historische Marktplatz mit dem Alten Rathaus sowie die die Innenstadt beherrschende evangelische Stadtkirche St. Nikolaus.

### Abschnitt Aalen–Großlellenfeld
ADFC-Angaben:

72,2 km; bergauf 590 Hm; bergab 500 Hm

Schwierigkeitsgrad: ca. 46 % leicht, 54 % mittel

Streckenbeschaffenheit: Tourenrad empfohlen; 55 % auch rennradgeeignet

Verkehrsbelastung: keine bis geringe
Der Abschnitt steigt die ersten 25 km bis nach Stödtlen-Gerau, das ca. 120 Hm über Aalen liegt, meist an. Die dann beginnende fallende oder ebene Strecke wird nur noch von einer nennenswerten Steigung bei Wittelshofen unterbrochen. Die ersten sieben Kilometer der Route verlaufen flach im Kochertal nach Hüttlingen, wo das Tal Richtung Nordwesten verlassen wird. Vor Rainau-Buch, wo sich ein teilweise konservierte Kastell mit Schautafeln befindet, ist eine Kuppe mit ca. 60 Hm zu überwinden. Die nächste Fundstelle am Weg ist das Limestor Dalkingen vor der Ortschaft Dalkingen. Die Route quert danach die BAB 7 und erreicht über Röhlingen die Ortschaft Pfahlheim und wenig später Ellwangen-Halheim, wo am dortigen Kastell die Kontur durch Bepflanzung sichtbar gemacht wurde.
Durch mehrere kleine Dörfer führt die Radroute nach Wilburgstetten an der Wörnitz. Dieser folgt der Radweg über Weiltingen zum Römerpark Ruffenhofen auf dem Gelände des ehemaligen Kastells. Bis Wittelshofen folgt die Route noch der Wörnitz und verlässt dann mit der Sulzach das Tal, um über Felder und Wiesen Ehingen und kurz darauf den Ortsteil Dambach zu erreichen, wo das Kastell Dambach lag, von dem heute oberirdisch nichts mehr zu erkennen ist. Der Radweg verläuft jetzt am Rande eines Waldgebietes zum Dennenloher See und kurz darauf zum Abschnittsziel Großlellenfeld, einem Ortsteil von Arberg.

### Abschnitt Großlellenfeld–Weißenburg
ADFC-Angaben:

40,6 km; bergauf 374 Hm; bergab 281 Hm; Fränkisches Seenland

Schwierigkeitsgrad: ca. 43 % leicht, 63 % mittel,

Streckenbeschaffenheit: Tourenrad empfohlen; 56 % auch rennradgeeignet

Verkehrsbelastung: ca. 68 % keine bis geringe, 32 % mäßig
Das Höhenprofil des Abschnitts ist geprägt von einem leichten und einen steileren Anstieg nach Thannhausen. Die Route führt im Wechsel durch Felder Wiesen und Wälder, vorbei am Altmühlsee nach Gunzenhausen mit seinem ehemaligen Kastell, der teilweise erhaltenen Stadtbefestigung und dem von Barockbauten geprägten historischen Marktplatz. Das römische Kastell ist vollständig überbaut. Dafür wurde ein Abschnitt zwischen zwei ehemaligen Wachtürmen vom Bayerischen Landesamt für Denkmalpflege konserviert und teilrekonstruiert. Nach dem Stadtteil Frickenfelden verlässt die Route die Stadt und erreicht Kastell Theilenhofen, das durch Umpflanzungen sichtbar ist und dessen Bad teilrekonstruiert wurde. Die Fundstücke der Ausgrabung befinden sich im Museum für Vor- und Frühgeschichte Gunzenhausen, in der Archäologischen Staatssammlung München und im Germanischen Nationalmuseum Nürnberg. Hinter Theilenhofen führt die Radroute weiter durch abwechslungsreiche Landschaft und mehrere Weiler zur Ortschaft Gündersbach, in dessen Nähe sich ein weiteres Kleinkastell befand, an dem noch keine Ausgrabungen vorgenommen wurden. Nur wenige Kilometer später wird die Stadt Ellingen erreicht, deren Stadtbild maßgeblich durch das Wirken des Deutschen Ordens geprägt wurde und die stilistische Geschlossenheit einer kleinen Barockresidenz hat. Die Akzente setzen Residenz Ellingen, Rathaus und Pfarrkirche St. Georg. Die Route verlässt die Stadt in Richtung Süden und erreicht kurz darauf das Abschnittsziel Weißenburg in Bayern. Das ehemalige Kastell Biriciana wurde teilrekonstruiert, die zugehörigen Thermen wurden 1988 entdeckt und als Museum ausgebaut. Schwerpunkte des Römermuseums sind die vor- und frühgeschichtlichen Kulturen der Region. Die gesamte historische Altstadt ist denkmalgeschützt. Das Stadtbild ist geprägt von spätmittelalterlichen Fachwerkhäusern und barocken Bürgerhäusern. Besonders bemerkenswert sind das Ellinger Tor und die St.-Andreas-Kirche.

### Abschnitt Weißenburg–Kipfenberg
ADFC-Angaben:

40,7 km; bergauf 407 Hm; bergab 442 Hm

Schwierigkeitsgrad: ca. 31 % leicht, 64 % mittel, 5 % schwer

Streckenbeschaffenheit: Tourenrad empfohlen; 33 % auch rennradgeeignet

Verkehrsbelastung: ca. 98 % keine bis geringe, 2 % mäßig
Der Abschnitt ist geprägt von einer langen Steigung nach Oberhochstatt mit ca. 130 Höhenmetern und dann noch einmal von einer kürzeren steileren Steigung mit ca. 60 Höhenmetern im letzten Drittel des Abschnitts, bevor die Route steil abwärts ins Abschnittsziel Kipfenberg im Altmühltal führt. Auf dem Startanstieg blickt man in südlicher Richtung auf die Hohenzollernfestung Wülzburg und durchfährt die beiden Weißenburger Stadtteile Niederhofen und Oberhochstatt. In dem dortigen Kastell gab es noch keine Ausgrabungen. Die Route passiert dann die beiden Kastelle „In der Harlach“ und Raitenbuch und folgt dann zwischen Petersbuch und Erkertshofen dem antiken Limesverlauf, wo sich hinter Erkertshofen ein rekonstruierter Wachturm befindet. Der Radweg tritt jetzt in ein großes Waldgebiet ein, durchquert ein Seitental der Altmühl, und erreicht über die Ortschaften Hirnstetten und Pfahldorf das Abschnittsziel Kipfenberg. Der Ort wird überragt von der mittelalterlichen Burg Kipfenberg. In einem ihrer Wirtschaftsgebäude ist das Römer und Bajuwaren Museum Burg Kipfenberg mit dem Limes-InfoPoint untergebracht.

### Abschnitt Kipfenberg–Eining
ADFC-Angaben:

39,3 km; bergauf 294 Hm; bergab 326 Hm

Schwierigkeitsgrad: ca. 35 % leicht, 54 % mittel, 11 % schwer

Streckenbeschaffenheit: Tourenrad empfohlen; 55 % auch rennradgeeignet

Verkehrsbelastung: keine bis geringe
Auch dieser Abschnitt hat durch zwei größere Anstiege einen eher sportlichen Charakter. Aus dem Altmühltal müssen ca. 150 Höhenmeter überwunden werden und hinter Altmannstein noch einmal ca. 50 Höhenmeter. Die Route führt aus dem Altmühltal an der Burg Kipfenberg vorbei, passiert den Sender Gelbelsee und wendet sich kurze Zeit später bei der Ortschaft Gelbelsee mit der BAB 9 Richtung Südwesten nach Denkendorf. Dort wendet sie sich wieder nach Westen, quert die BAB 9 und erreicht über den Ortsteil Zandt das Gemeindegebiet von Altmannstein mit den beiden Weilern Breitenhill und Megmannsdorf. Die Route führt danach mit einem südlichen Versatz durch ein größeres Waldgebiet weiter nach Westen. In diesem Wald liegen südlich der Route die beiden Kleinkastelle Güßgraben und Hinterer Seeberg. Die Route erreicht dann Altmannstein-Schamhaupten im Riedenburger Schambachtal. Dem Tal folgend erreicht sie über die Ortsteile Sandersdorf mit seinem Schloss, Neuenhinzenhausen und Sollern den Markt Altmannstein. Mit der Kreisstraße E130 verlässt die Route den Hauptort und das Tal und gelangt über die Altmannsteiner Ortsteile Hagenhill und Laimerstadt nach Hienheim an der Donau. Die Fähre verbindet mit dem Abschnittsziel Eining, das zur Stadt Neustadt an der Donau gehört. Dort sind noch die Grundmauern des ehemaligen Römerkastells erhalten.

### Abschnitt Eining–Oberndorf
ADFC-Angaben:

33,5 km; bergauf 247 Hm; bergab 257 Hm; Flussradweg

Schwierigkeitsgrad: ca. 89 % leicht, 6 % mittel, 5 % schwer

Streckenbeschaffenheit: Tourenrad empfohlen; 38 % auch rennradgeeignet

Verkehrsbelastung: ca. 94 % keine bis geringe, 6 % mäßig
Der vom ADFC beschriebene Abschnitt führt zwischen Kloster Weltenburg und Kelheim über die Kreisstraße St2233 und muss dort 130 Höhenmeter überwinden. Deutlich weniger anstrengend ist dieses Teilstück mit dem Schiff auf der Donau zurückzulegen. Anschließend ist der Abschnitt weitgehend eben. Die Route führt auf dem Donau-Radweg bis Weltenburg. Hier kann man entscheiden, ob man die Route über den Bergrücken oberhalb der Donau nimmt oder zum Kloster Weltenburg fährt, von wo es eine Schiffsverbindung nach Kelheim gibt. Das Schiff fährt durch den landschaftlich sehr sehenswerten Donaudurchbruch. Das Durchbruchstal wird von bis zu 80 Meter hohen Felswänden begrenzt, in denen kleinere Höhlen liegen. Die Stadt Kelheim ist vor allem durch die Befreiungshalle auf dem Michelsberg und den Donaudurchbruch mit Kloster Weltenburg, Wipfelsfurt und Klösterl bekannt. In Kelheim wird die Donau überquert und die Route folgt weiter dem Donau-Radweg über den Kelheimer Stadtteil Kapfelberg in den Kurort Bad Abbach, wo die Donau wieder gequert wird. Im Ortsteil Oberndorf donauabwärts endet der Abschnitt.

### Abschnitt Oberndorf–Regensburg
ADFC-Angaben:

17,7 km; bergauf 84 Hm; bergab 88 Hm

Schwierigkeitsgrad: ca. 64 % leicht, 36 % mittel

Streckenbeschaffenheit: Tourenrad empfohlen

Verkehrsbelastung: keine bis geringe
Die restliche Strecke zum Tourziel Regensburg ist weitgehend eben. Sie folgt dem rechten Uferpfad entlang der Donau bis in die Altstadt von Regensburg. Regensburg (von lateinisch Castra Regina, italienisch Ratisbona: Lager am Regen nach dem 179 n. Chr. von Kaiser Marc Aurel gegründeten römischen Legionslager) ist die Hauptstadt des bayerischen Regierungsbezirks Oberpfalz. Seit 2006 gehört die Regensburger Altstadt mit Stadtamhof zum UNESCO-Welterbe. Die ehemals Freie Reichsstadt war von 1663 bis 1803 Sitz des Immerwährenden Reichstags und besitzt eine große Fülle an Sehenswürdigkeiten von der historisch bedeutsamen Steinernen Brücke, dem Alten Rathaus mit Reichstagsmuseum, den Wohntürmen der ehemaligen Handelsherren über viele weitere historische Gebäude, Kirchen und Klöster bis zum Regensburger Dom.

## Anschlussradwege
- Durch Bad Hönningen verläuft der Rheinradweg, die EuroVelo 15 (auch: EV15). Über ihn besteht Verbindung in Richtung Norden bis zur Rhein-Mündung in Rotterdam oder in Richtung Süden bis ins Quellgebiet des Rheins in den Schweizer Alpen am Oberalppass.
- In Bad Ems kreuzt der Limes-Radweg den Lahntal-Radweg. Dieser führt über 245 Kilometer von der Lahnquelle im Siegerland bis zur Mündung in den Rhein bei Koblenz.
- Bei Idstein-Dasbach im Taunus kreuzen die beiden hessischen Radfernwege R6 und R8. Beide Radwege durchqueren Hessen von Nord nach Süd. Der R6 führt über 404 Kilometer vom Waldecker Land ins Rheintal bei Mainz. Der R8 startet am Edersee und führt über 297 Kilometer vom Edertal durch den Westerwald und Taunus zur Bergstraße.
- In Staden in der Wetterau kreuzt der Hessische Radfernweg R4, ebenfalls eine Nord-Süd-Verbindung, die Bad Karlshafen an der Weser über 415 Kilometer bis nach Hirschhorn am Neckar führt.
- In Altenstadt in der Wetterau kreuzt der Bahnradweg Hessen den Limes-Radweg. Der Bahnradweg Hessen führt von Hanau auf ehemaligen Bahntrassen 250 Kilometer durch den Vogelsberg und die Rhön und endet in Bad Hersfeld.
- In Erlensee nahe Hanau kreuzen sich Limes-Radweg und Hessischer Radfernweg R3. Der R3 führt als Rhein-Main-Kinzig-Radweg von Rüdesheim am Rhein nach Tann und endet an der hessisch-thüringischen Grenze.
- Zwischen Großkrotzenburg und Miltenberg begleitet der Limes-Radweg den Main. Dort verläuft auch der Main-Radweg, der die beiden oberfränkischen Mainquellen mit der Mündung in den Rhein bei Mainz verbindet. Dort verläuft auch die D-Route D5, Saar-Mosel-Main.
- Anschluss an den Neckar-Radweg kann in Walldürn über den 3-Länder-Radweg oder in Jagsthausen oder Sindringen über den Kocher-Jagst-Radweg gefunden werden.
- Der letzte Abschnitt des Limes-Radweges verläuft an der Donau zusammen mit dem Donauradweg, ein Radfernweg, der von der Quelle der Donau bis zu deren Mündung ins Schwarze Meer führt.

## Bahnanbindung
Beide Endpunkte des deutschen Limes-Radwegs sind gut mit der Bahn zu erreichen. Der Bahnhof Bad Hönningen an der rechtsrheinischen Bahnstrecke Köln–Koblenz wird im Halbstunden-Takt angefahren. Der Hauptbahnhof Regensburg liegt an den Strecken München–Regensburg, Nürnberg–Regensburg und Regensburg–Ingolstadt.
Auf der gesamten Route bestehen in regelmäßigen Abständen auch Anschlussmöglichkeiten an Bahnstrecken mit Personenverkehr einschließlich Fahrradtransport. So
- in Bad Ems an die Lahntalbahn mit Anschluss an den Fernverkehr in Wetzlar, Gießen und Koblenz;
- in Idstein an die Main-Lahn-Bahn mit Anschluss ins Rhein-Main-Gebiet;
- in Butzbach an die Main-Weser-Bahn im Bereich des Rhein-Main-Verkehrsverbunds, an der Hauptstrecke Frankfurt-Gießen-Kassel;
- in Hungen an die Lahn-Kinzig-Bahn im Bereich des Rhein-Main-Verkehrsverbunds;
- in Altenstadt an der Niddertalbahn im Bereich des Rhein-Main-Verkehrsverbunds, mit direkter Verbindung nach Frankfurt am Main;
- zwischen Großkrotzenburg und Miltenberg entlang des Mains finden sich Bahnhöfe der Main-Spessart-Bahn und der Bahnstrecke Aschaffenburg–Miltenberg;
- in Amorbach und Walldürn sind Bahnhöfe der Bahnstrecke Seckach–Miltenberg über die sowohl das Neckartal als auch Maintal erreichbar ist;
- in Osterburken als Eisenbahnknotenpunkt besteht Anschluss an die Frankenbahn Stuttgart–Würzburg und die Bahnstrecke Neckarelz–Osterburken, ein Teil der Badischen Odenwaldbahn, stoßen hier aufeinander. Auf letzterer Strecke ist die Stadt Endstation der Linie S1 der S-Bahn RheinNeckar;
- in Öhringen liegt der Hauptbahnhof an der Bahnstrecke Crailsheim–Heilbronn mit Anschluss an den Bahnknoten Heilbronn;
- in Murrhardt an die Bahnstrecke Waiblingen–Schwäbisch Hall;
- zwischen Lorch und Aalen befinden sich vier Bahnhöfe der Bahnstrecke Stuttgart-Bad Cannstatt–Nördlingen mit einem direkten Anschluss zum Hauptbahnhof Stuttgart;
- in Schwäbisch Gmünd und Aalen an den IC Karlsruhe – Nürnberg
- in Aalen an die Regionalbahnen der Bahnstrecke Stuttgart-Bad Cannstatt–Nördlingen nach Donauwörth, der Brenzbahn nach Ulm und der Oberen Jagstbahn nach Crailsheim
- in Gunzenhausen an die Bahnstrecken Treuchtlingen–Würzburg;
- in Weißenburg/Bayern an die Bahnstrecke Treuchtlingen–Nürnberg;
- hinter Kelheim gibt es mehrere Bahnhöfe der Bahnstrecke Regensburg–Ingolstadt.

Siehe auch Infobox

## Landschaft und Kultur
Der deutsche Limes-Radweg folgt dem Obergermanisch-Raetischen Limes, der 2005 in seiner Gesamtheit zum Weltkulturerbe der UNESCO erhoben wurde. Er entstand in mehreren Bauperioden im ersten und zweiten Jahrhundert nach Chr. und wurde unter Kaiser Domitian (81–96 n. Chr.) begonnen. Als geschichtlicher Hintergrund zu sehen ist die Besetzung rechtsrheinischer Gebiete nach der Eroberung Galliens durch das Römische Reich, die mit der ersten Rheinüberquerung durch Caesar bei Neuwied in den Jahren 55 und 53 v. Chr. begann. Nachdem die Römer bis zur Weser und Elbe vorgedrungen waren, mussten sie auch Niederlagen wie die sogenannte Schlacht im Teutoburger Wald hinnehmen. Nach weiteren kräftezehrenden Auseinandersetzungen mit den Chatten im Rhein-Taunus-Gebiet begannen die Römer unter Kaiser Domitian mit dem Bau einer durchgehenden Grenzbefestigung zwischen Rhein und Donau. Sie dienten vor allem der Sicherung der römischen Provinzen Raetien und Germania superior mit der Provinzhauptstadt Mogontiacum dem heutigen Mainz. In mehreren Ausbauphasen entstand eine Palisadenwand mit zwei bis drei Metern Höhe und einem dahinter liegenden Graben mit Wallaufschüttung. In Rätien wurden die Palisaden später durch eine ca. ein Meter breite Bruchsteinmauer ersetzt. Diese Linie wurde von über 900 Wachtürmen kontrolliert. Hinzu kamen 100 größere und weitere Kleinkastelle (siehe Liste der Kastelle am Obergermanisch-Raetischen Limes) unmittelbar an der Grenzbefestigung, in denen Soldaten zur Verteidigung und Überwachung des Limes stationiert waren. An den Kastellen entstanden zivile Siedlungen, sogenannte Vici, aus denen die Versorgung der Truppen gewährleistet wurde. Weitere römische Truppen waren in den großen Legionsstädten im Hinterland, wie Mainz, Straßburg oder Regensburg, stationiert. Mitte des 3. Jahrhunderts wurde der Limes infolge innerer Schwierigkeiten und äußerer Übergriffe durch die germanischen Stämme von den Römern aufgegeben. (Ausführliches unter Limesfall.)
Heute bietet der Limes-Radweg zahlreiche Sehenswürdigkeiten aus der Römerzeit, wie rekonstruierte Gräben, Palisaden und Limeswachtürme, teilweise rekonstruierte Kastelle und Badeanlagen sowie Museen mit Funden und ausführlichen Erklärungen zur Römerzeit in Deutschland. Daneben bietet der Radweg aber auch landschaftlich viel Abwechslung. Beginnend am Rhein im Kurort Bad Hönningen, führt er durch den Naturpark Rhein-Westerwald ins Lahntal und das Nassauer Land. Durch den Naturpark Taunus und die Wetterau wird das Maintal erreicht. Zwischen den Höhen des Spessarts und des Odenwaldes setzt sich die Route entlang des Mains fort. Ab Miltenberg führt die Route durch das Bauland, die Hohenloher Ebene und des Weiteren durch den Schwäbisch-Fränkischen Wald nach Gunzenhausen in das Fränkische Seenland. Durch den Naturpark Altmühltal erreicht der Weg dann die Donau und begleitet diese bis Regensburg.

## Sehenswürdigkeiten
Entlang der Route bieten sich eine ganze Reihe von Sehenswürdigkeiten zur Besichtigung an. Im Folgenden wird nur eine unvollständige Liste angegeben. Die meisten Orte mit Bezug auf den Limes und die Römer in Deutschland sind auch in der Beschreibung des Streckenverlaufs erwähnt.

### Westerwald, Taunus und Wetterau

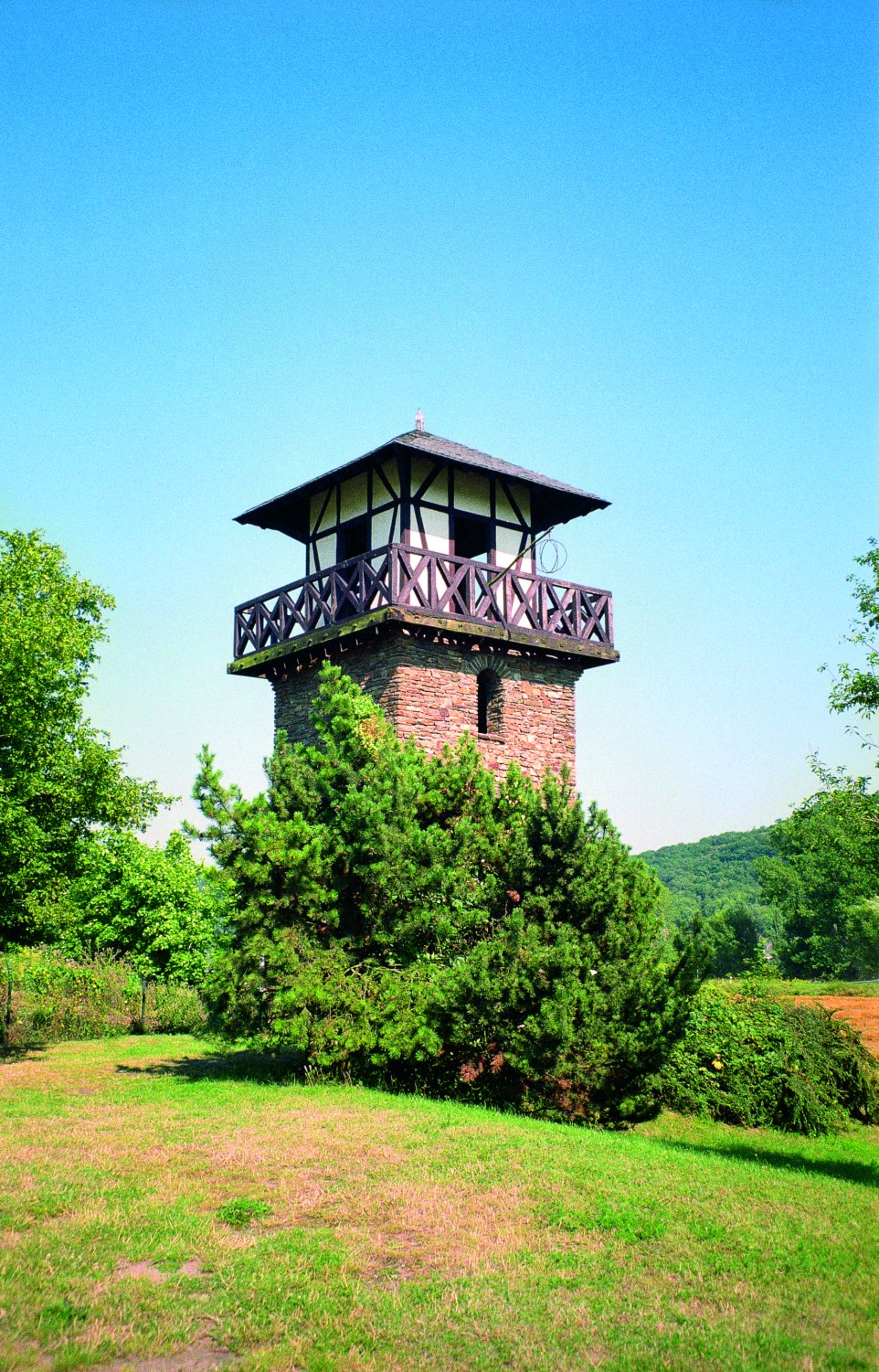
Limes-Wachturm 1 bei Rheinbrohl
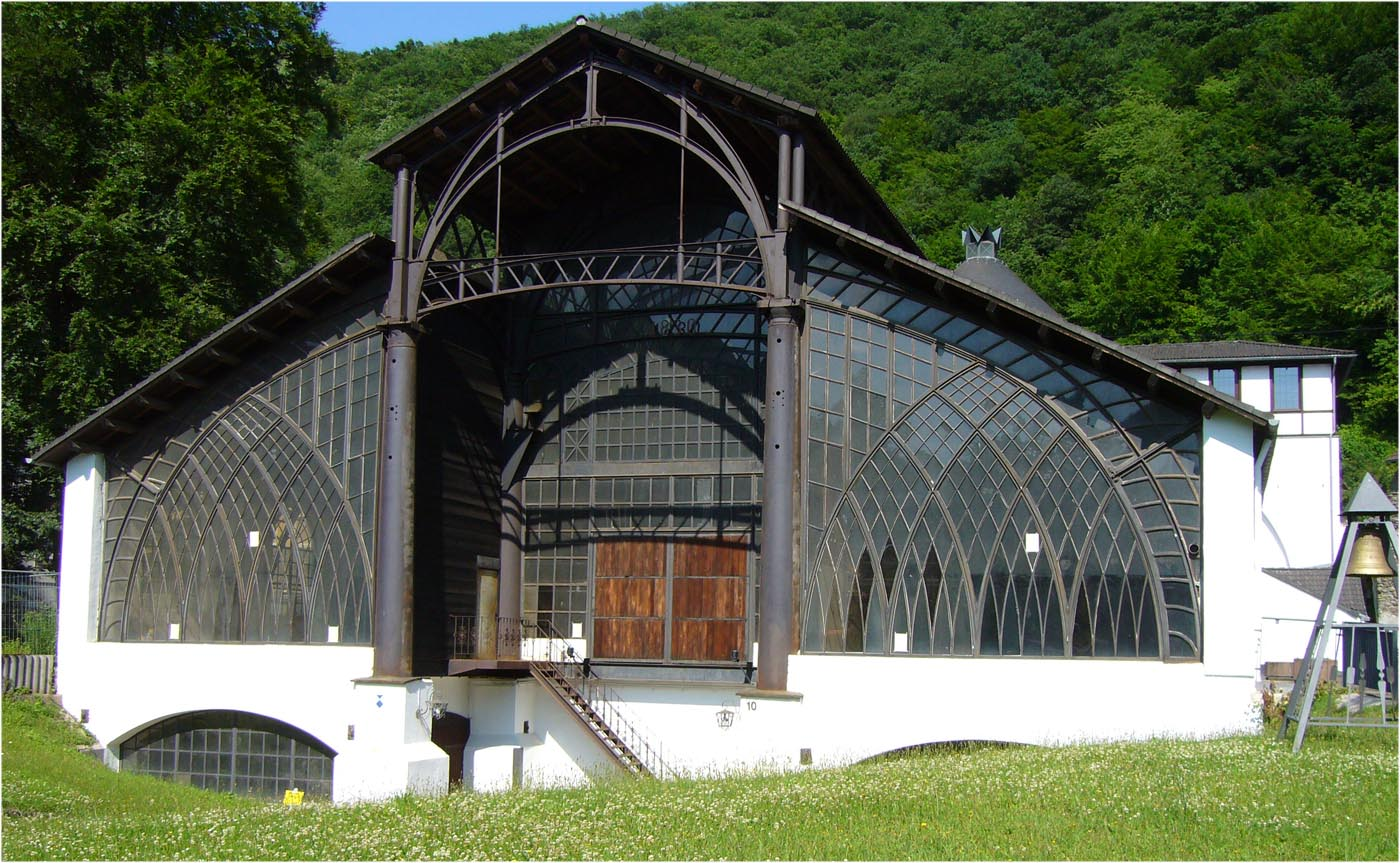
Vorderansicht der Sayner Gießhalle
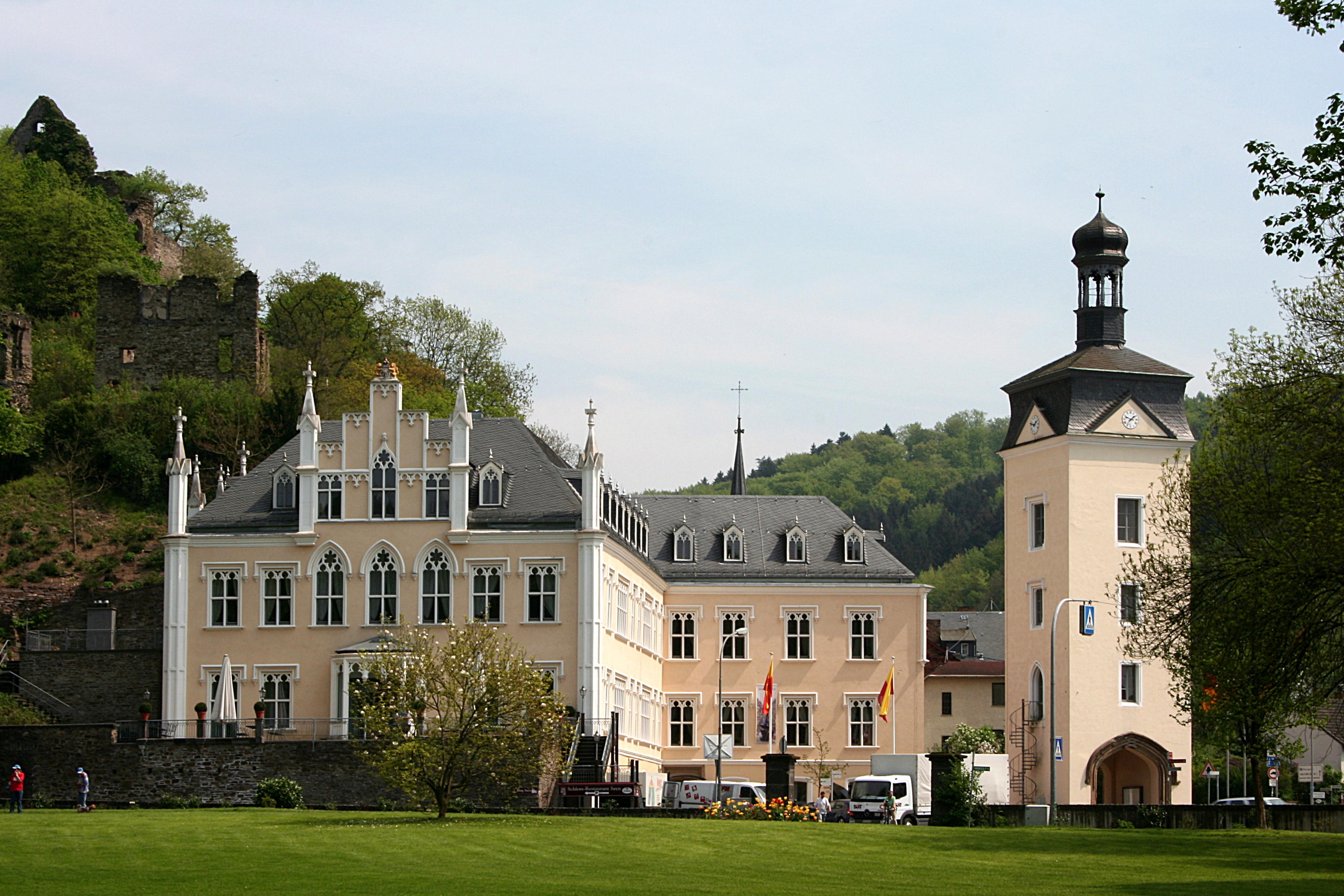
Schloss Sayn
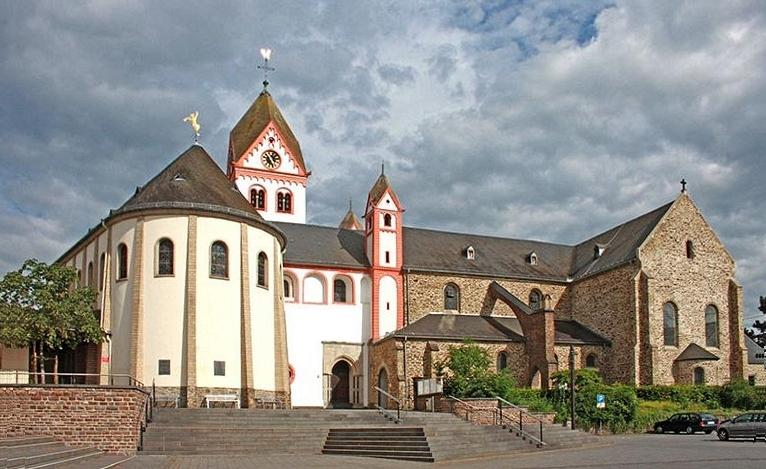
Die Medarduskirche in Bendorf
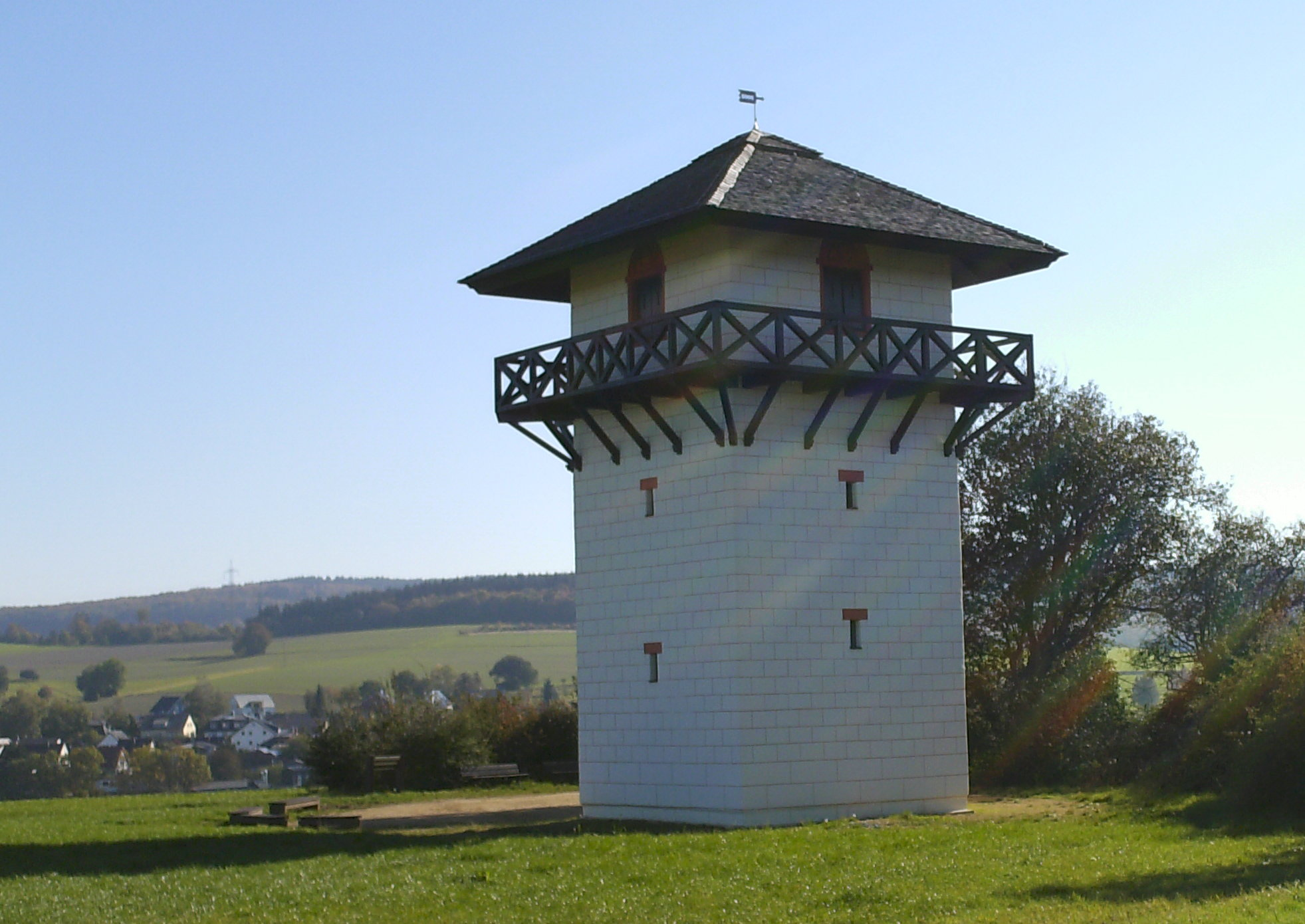
Römerturm Idstein-Dasbach
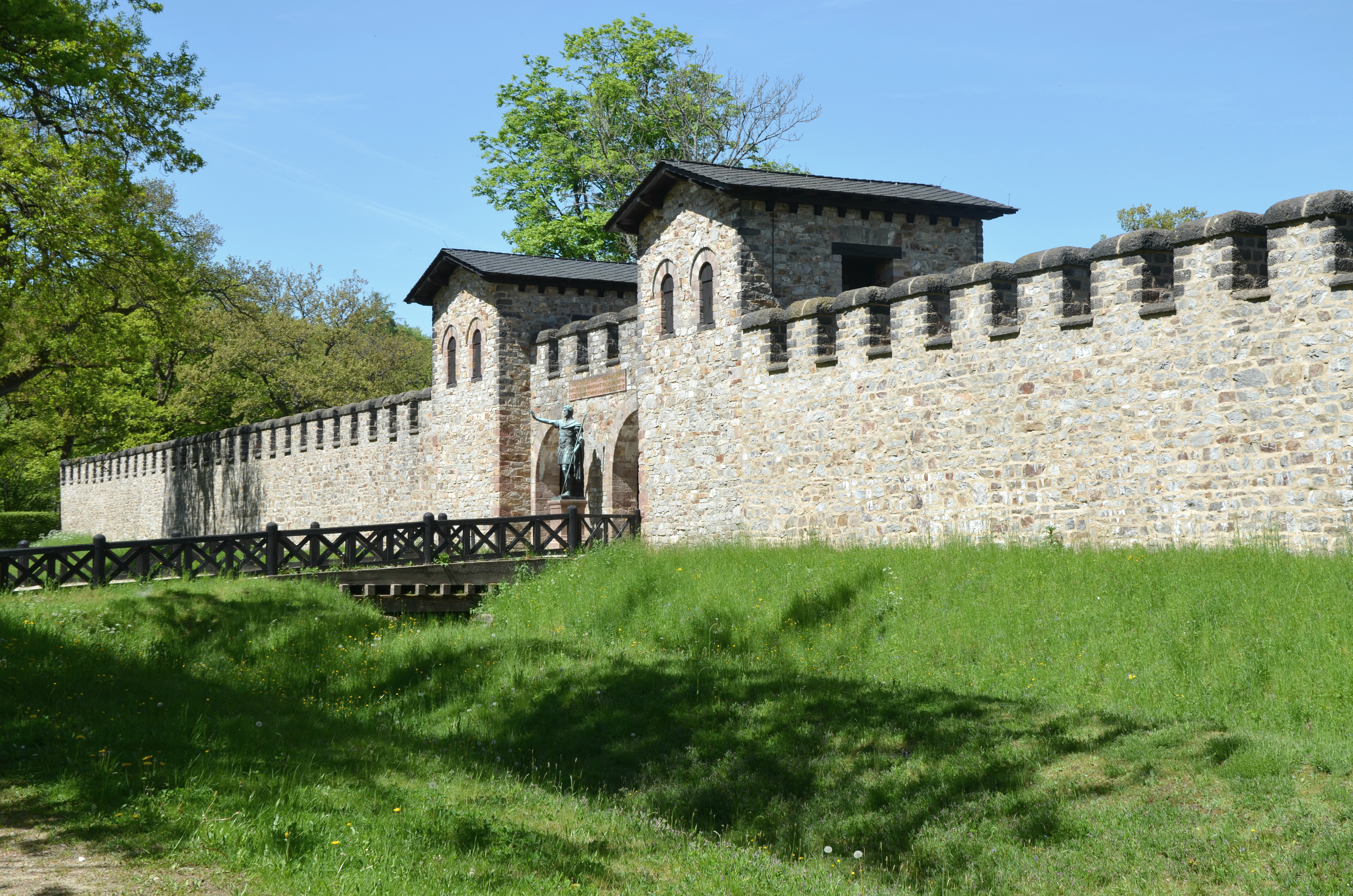
Saalburg Haupteingang
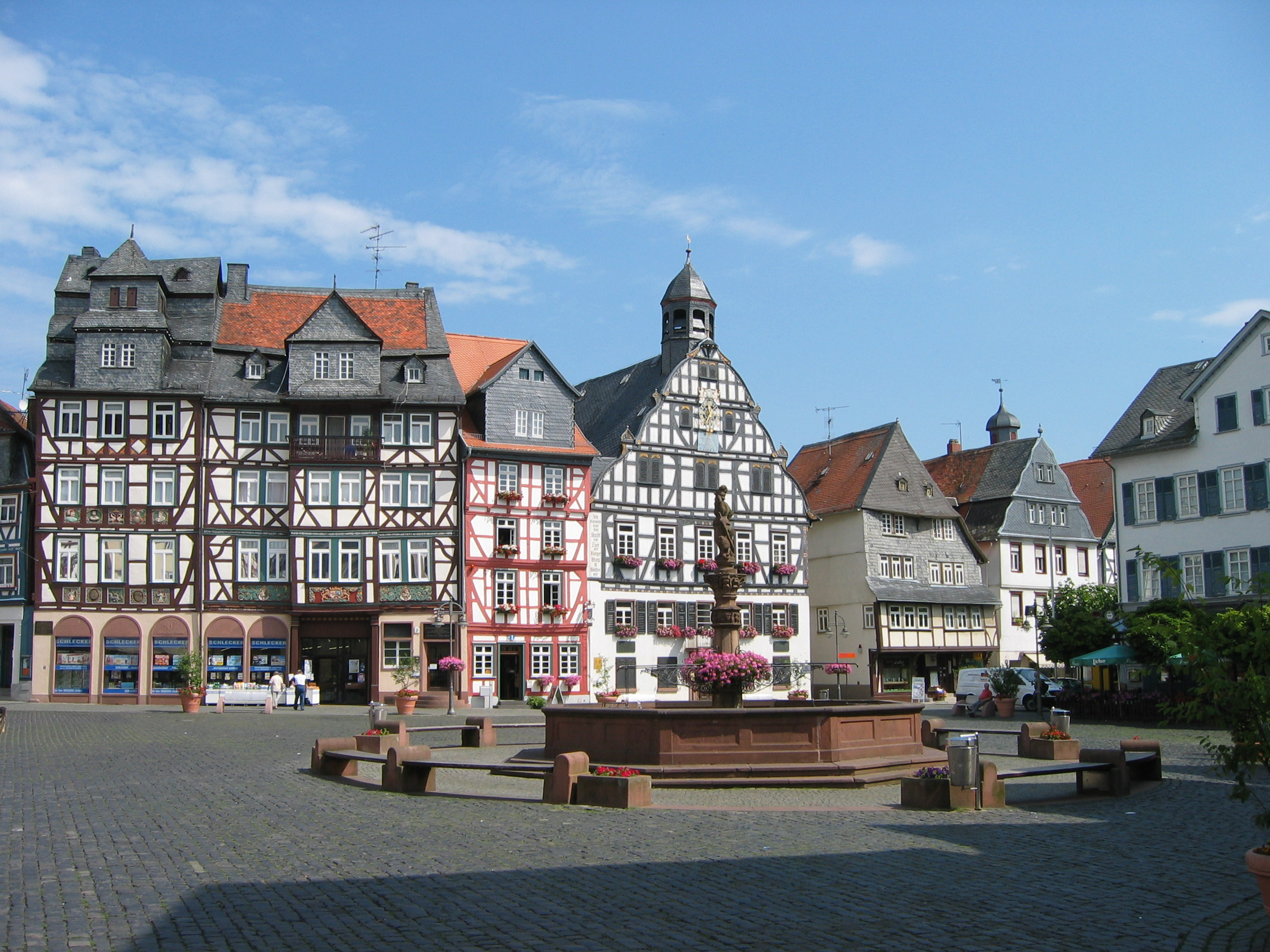
Marktplatz in Butzbach
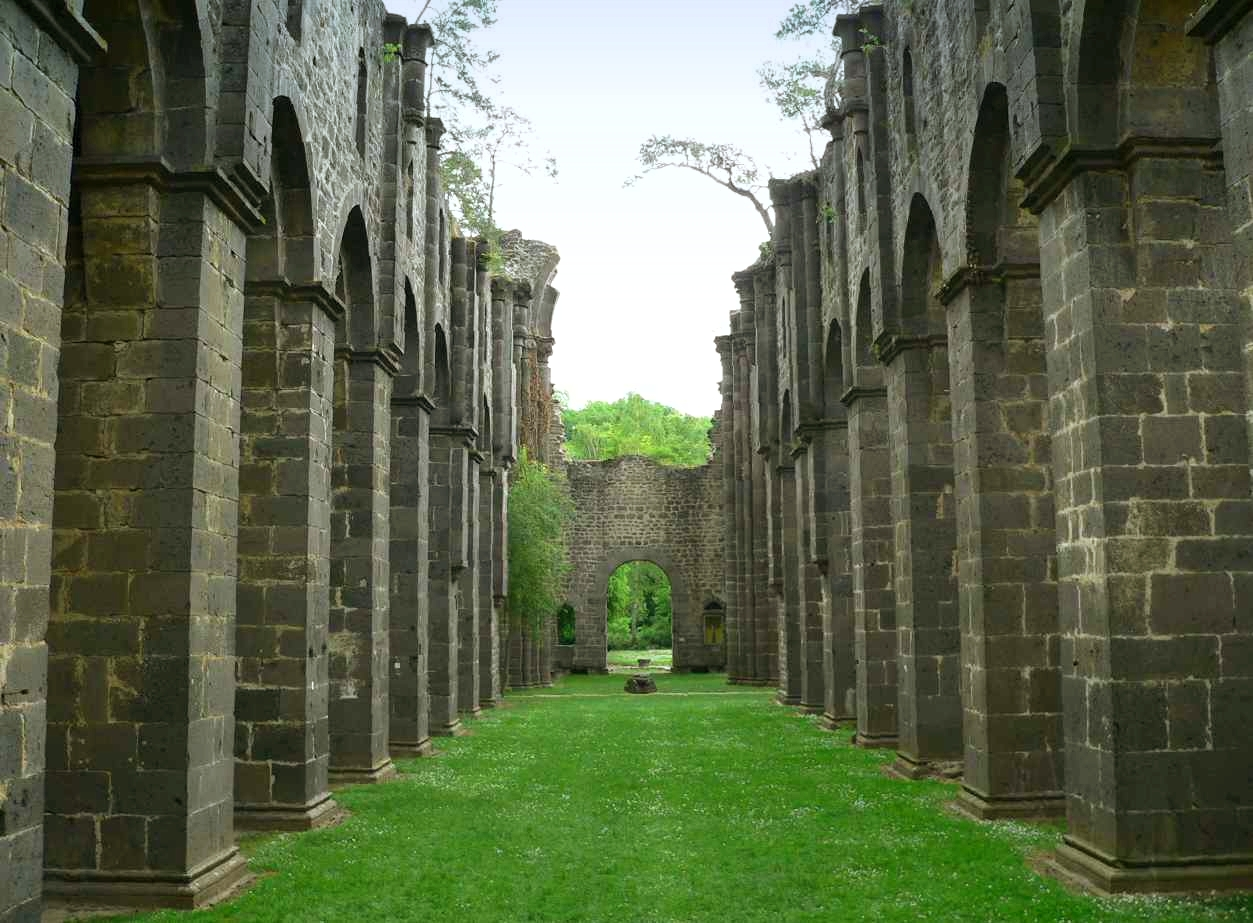
Ruine der Klosterkirche Arnsburg
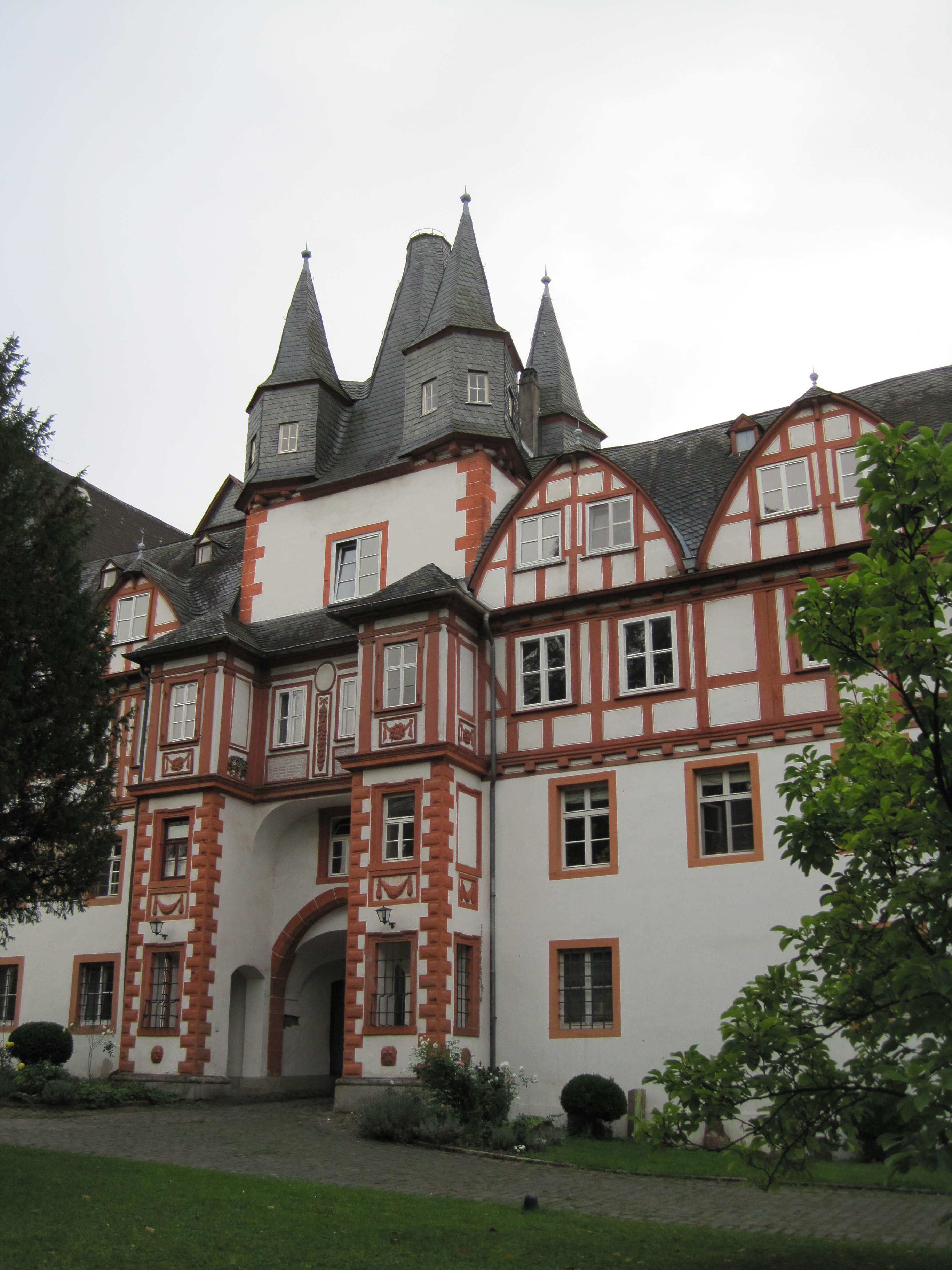
Schloss Hungen
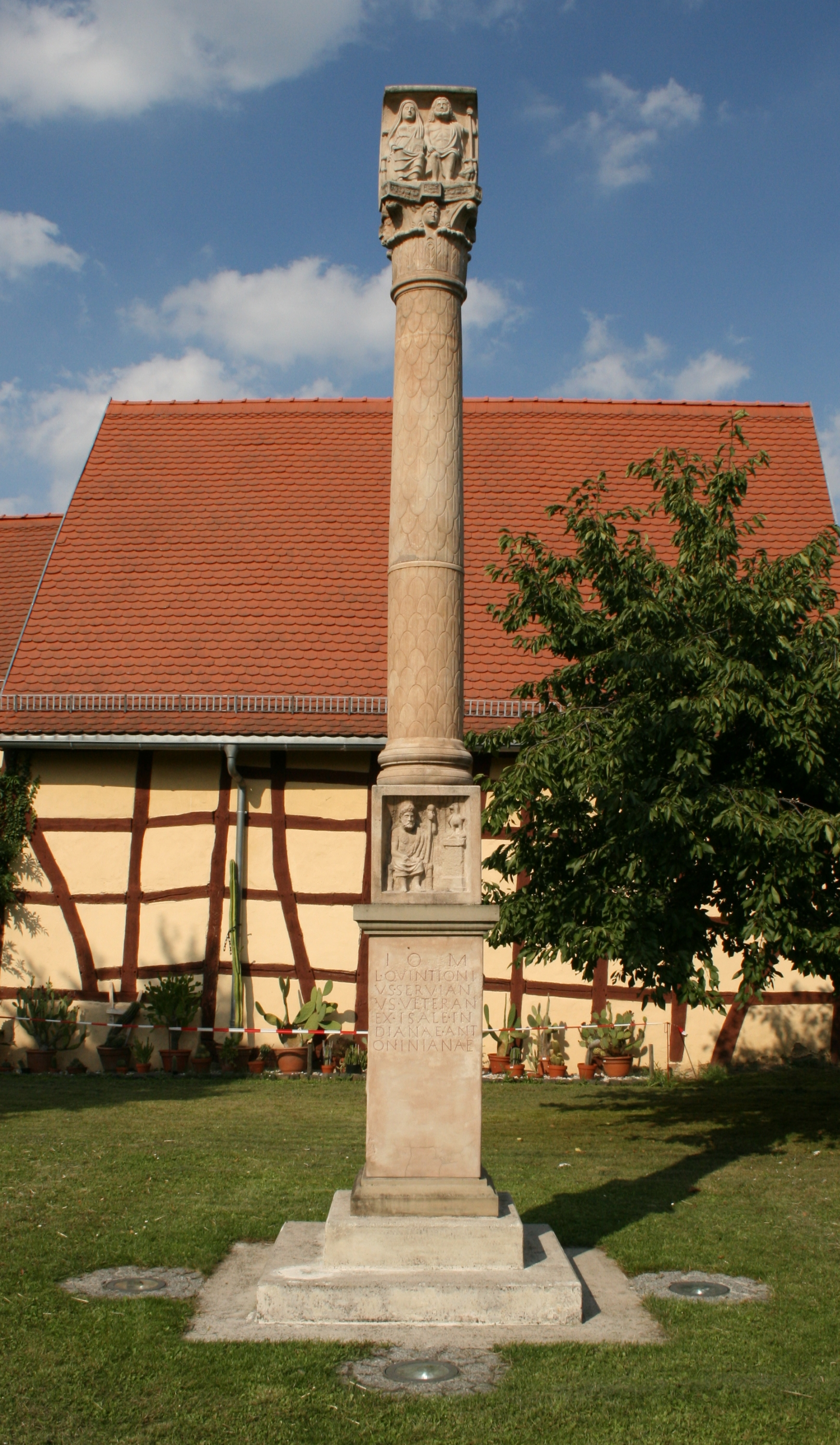
Rekonstruktion Jupitersäule im Museum Echzell

- Oberhalb Bad Hönningen befindet sich das Schloss Arenfels und in der Nachbargemeinde Rheinbrohl kann die RömerWelt besucht werden. Es das Limesinformationszentrum des Landes Rheinland-Pfalz und wurde als Erlebnismuseum auf einer Fläche von rund 6000 m² eingerichtet.
- In Sayn, einem Stadtteil von Bendorf, befindet sich die Sayner Hütte als Industriedenkmal. 2010 zeichnete die Bundesingenieurkammer die Sayner Hütte als Historisches Wahrzeichen der Ingenieurbaukunst in Deutschland aus. Außerdem befindet sich hier das Schloss Sayn, in dem sich das Rheinische Eisenkunstguss-Museum befindet, sowie die Abtei Sayn. In Bendorf selbst ist die Doppelkirche Medardus und St. Medard besonders interessant.
- Höhr-Grenzhausen ist ein Mittelpunkt der keramischen Industrie im sogenannten Kannenbäckerland. Hier befindet sich das Keramikmuseum Westerwald.
- Die Kurstadt Bad Ems bietet neben dem Kurhaus, das Stadtschloss Karlsburg, das spätklassizistische Künstlerhaus Schloss Balmoral und den Quellenturm von 1907. Im Stadtmuseum wird neben dem Schwerpunkt Geschichte der Kur und des Tourismus die Ausstellung Leben am Limes gezeigt.
- In Pohl, einer Taunus-Gemeinde im Naturpark Nassau, wurde ein Kleinkastell rekonstruiert.
- In Holzhausen an der Haide gibt es neben der Ruine des Römerkastells das Nicolaus-August-Otto-Museum, das an den hier geborenen Miterfinder des Viertaktprinzips erinnert, dem zu Ehren seit 1940 der Otto-Motor seinen Namen trägt.
- In Taunusstein-Orlen befand sich das Kastell Zugmantel. Nördlich davon wurde ein Stück des Limes-Grenzwalls mit einem Wachturm rekonstruiert, in dem sich eine kleine Ausstellung zum Thema „Die Römer im Taunus“ befindet. In Idstein-Dassbach wurde ein weiterer Limesturm rekonstruiert.
- Die in den Jahren 1897 bis 1907 rekonstruierte Saalburg war ein ehemaliges Kohortenkastell, in dessen endgültigen Ausbauzustand Mitte des 2. Jahrhunderts eine etwa 500 Mann starke teilberittene Infanterieeinheit stationiert war. In dem heute als Museum ausgebauten Kastell wurde die Umwehrung vollständig rekonstruiert. Ebenso das Principia (Stabsgebäude) mit dem Fahnenheiligtum (Aedes) und der Appellhalle, der Horreum (Getreidespeicher) sowie zwei Mannschaftsbaracken. Das Wohngebäude des Kommandanten wurden nur teilweise wiederhergestellt. Im ehemaligen Getreidespeicher befindet sich eine Ausstellung, deren Schwerpunkte in der Darstellung kulturhistorischer sowie bau- und militärtechnischer Aspekte des römischen Germaniens besteht.
- In Butzbach mit seinem historischen Marktplatz mit mittelalterlichen Fachwerkhäusern und Rathaus gibt es außerdem folgende Sehenswürdigkeiten:
  - Die sehenswerte gotische Markuskirche stammt aus dem 15. Jahrhundert.
  - Das Landgrafenschloss entstand aus einer Burg des 12. Jahrhunderts.
  - Im Bereich der ehemaligen Burg befindet sich das Solmser Schloss, das als Amts- und Witwensitz der Grafen von Solms genutzt wurde.
  - Die Wendelinskapelle ist die älteste Fachwerkkirche Hessens aus der Zeit um 1440.
  - Das Museum der Stadt Butzbach gibt Einblicke in die Römerzeit und in die Butzbacher Industriegeschichte.
- Das Kloster Arnsburg ist die Ruine einer ehemaligen Zisterzienserabtei nahe der Stadt Lich. Es wurde 1174 gegründet und 1803 im Laufe der Säkularisation aufgehoben. Nach dem Abzug der Mönche 1810 fiel das Klostergut an die Herren von Solms-Laubach, die Teile der barocken Gebäude der Anlage bis heute als Schloss nutzen, während die spätromanischen und frühgotischen Teile der Kirche als imposante Ruine erhalten sind.
- Die Stadt Hungen wird oft als „Schäferstadt“ bezeichnet. Besonders sehenswert ist hier das Schloss Hungen. Für das Jahr 1383 ist eine Burganlage in Hungen belegt, die sich im Besitz der Falkensteiner befand. 1418 starben die Falkensteiner aus und Teile ihres Besitzes, darunter die Burg in Hungen, fielen an die Grafen von Solms. Die heutige Form erhielt das Schloss im 16. und 17. Jahrhundert.
- In Echzell befand sich eines der größten Kastelle am obergermanischen Limes. Im Heimatmuseum sind die dortigen Funde ausgestellt. Vor dem Museum ist außerdem eine Jupitergigantensäule rekonstruiert und an der Kirche wurden Grundmauern des Kastellbades sichtbar gemacht.
- In Florstadt-Staden befindet sich das Löw’schem Schloss. Daneben gibt es in dem, wegen der vielen Brücken über den Mühlbach und die Nidda, als „Klein Venedig“ bezeichneten Ort:
  - das Schlosshotel Ysenburg aus dem 16. Jahrhundert,
  - den historischen Ortskern mit der sogenannten Seufzerbrücke. Über sie gingen die Verurteilten zum Hinrichtungsplatz,
  - eine historische Parkanlage mit Mineralbrunnen und
  - die mittelalterliche Stadtbefestigung mit erhaltenen Wehrtürmen.
- Marköbel liegt im Ronneburger Hügelland und besitzt einen historischen Ortskern. Von der ehemaligen Stadtbefestigung steht noch das Untertor und Reste des Obertors.
- In Erlensee-Rückingen wurden die Grundmauern vom Kastellbad des ehemaligen Kastells freigelegt. In einem Infopavillon wird auf Tafeln über das Bad und das römische Leben in der Region informiert.

### Main, Odenwald und Schwäbischer Wald

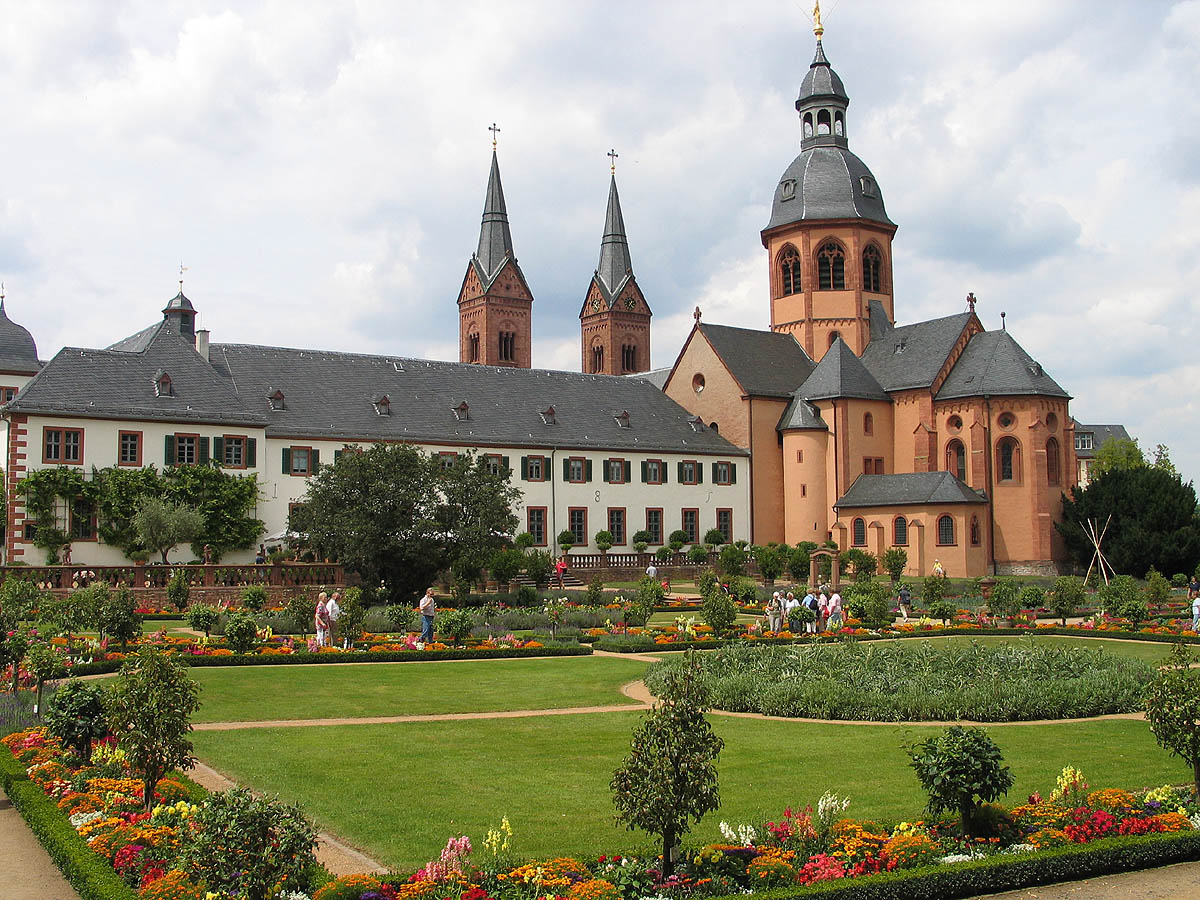
Einhard-Basilika Seligenstadt
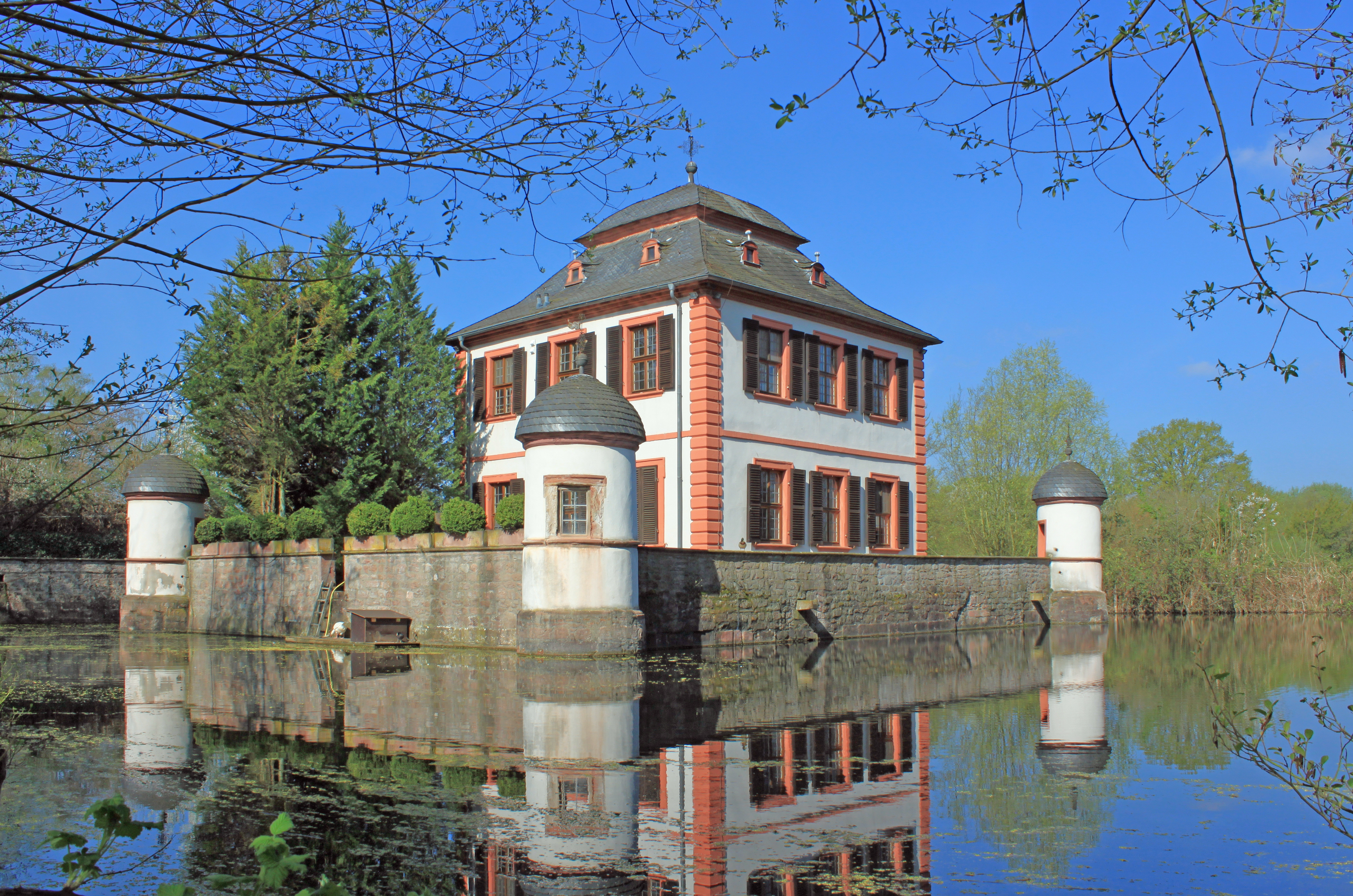
Wasserburg in Klein-Welzheim
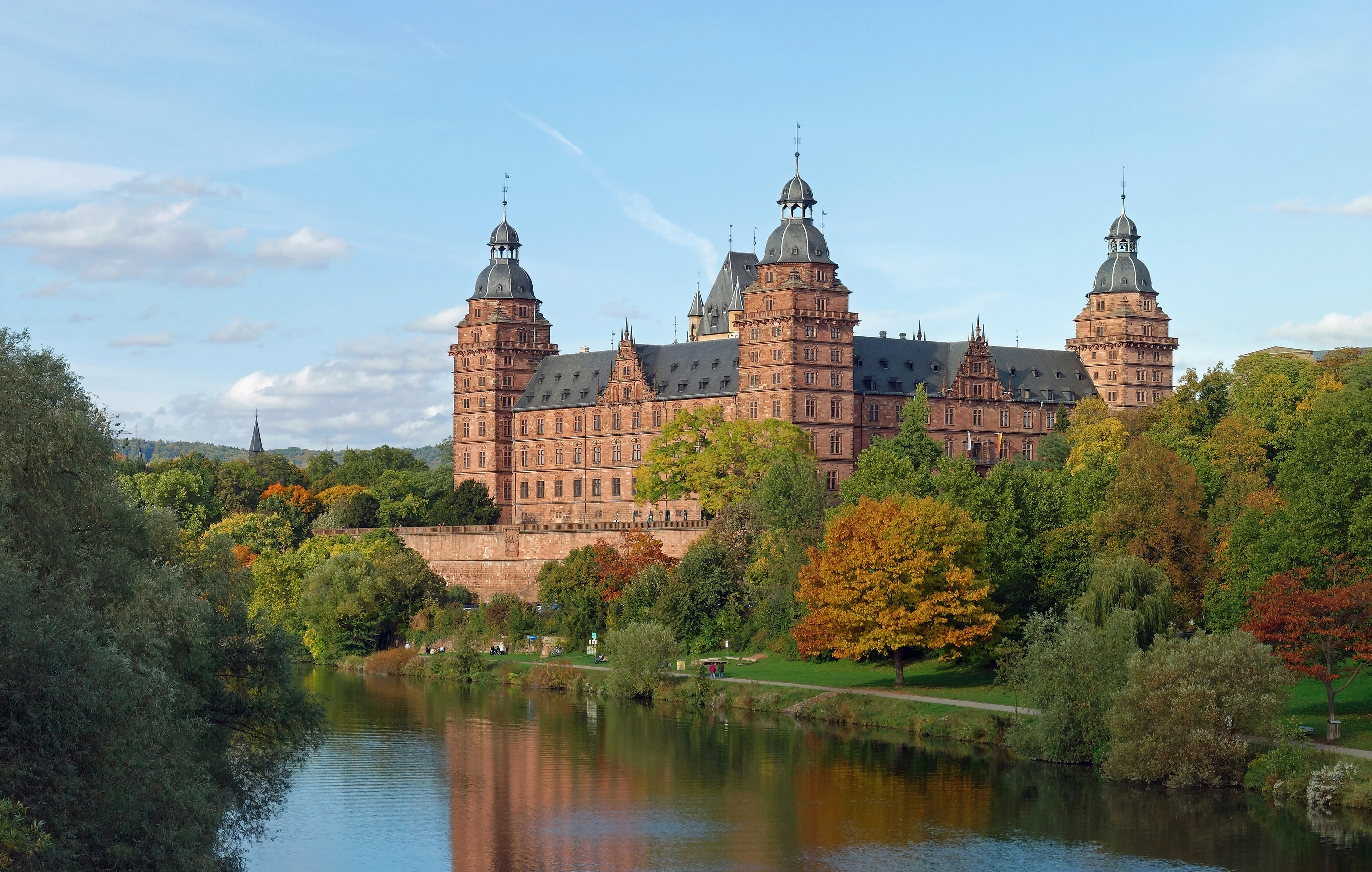
Schloss Johannisburg in Aschaffenburg
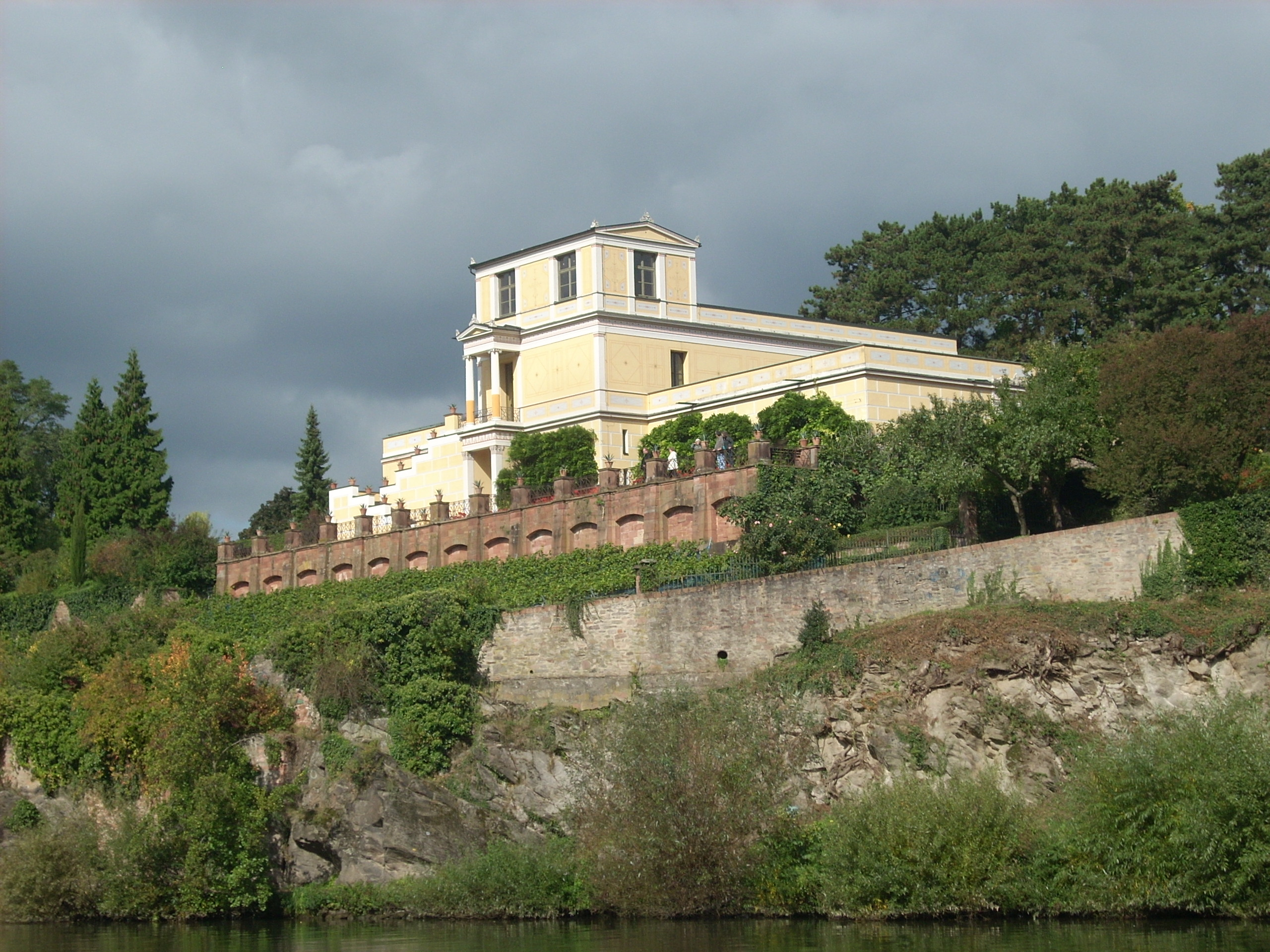
Pompejanum Aschaffenburg
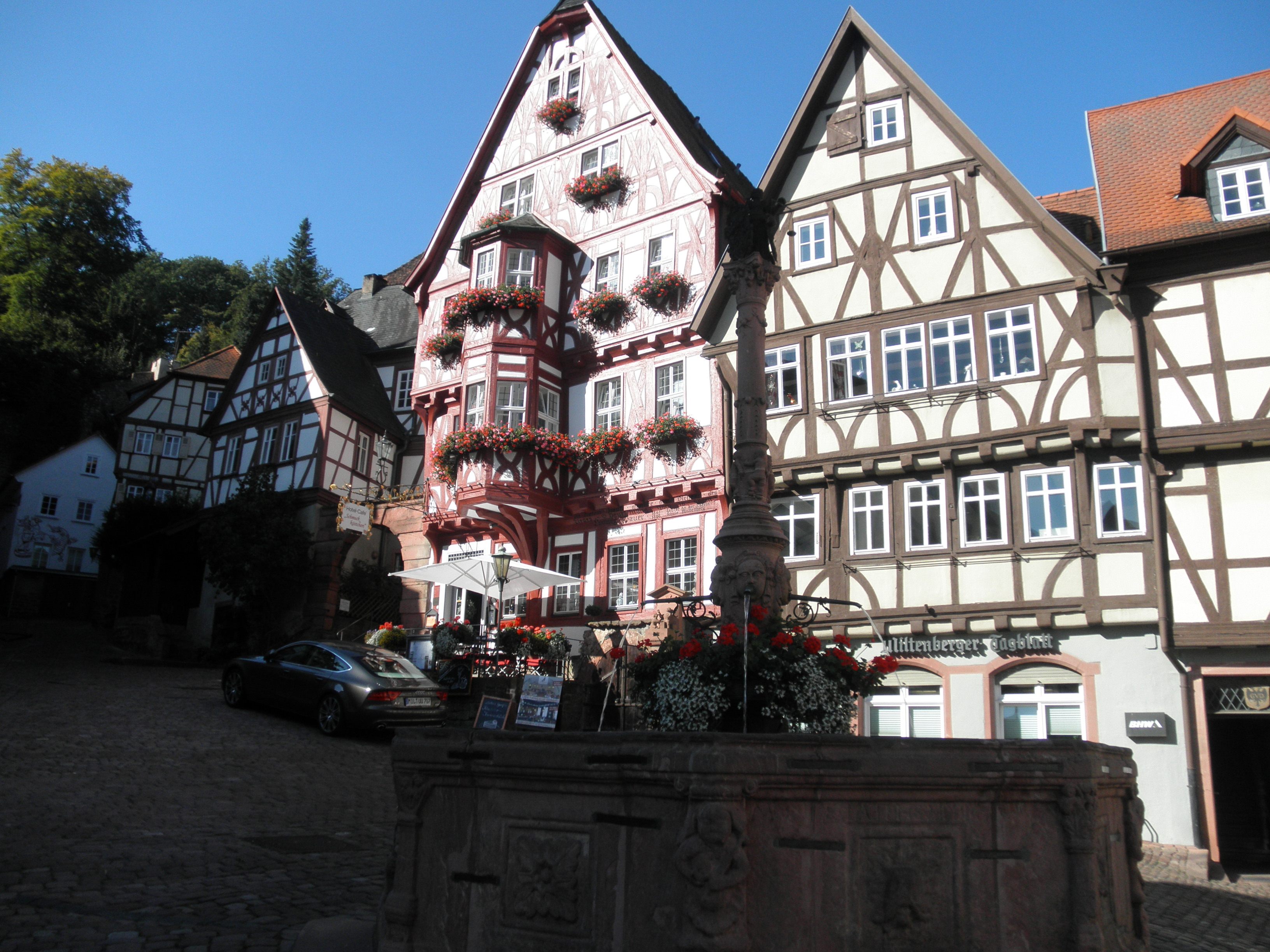
Markt in Miltenberg
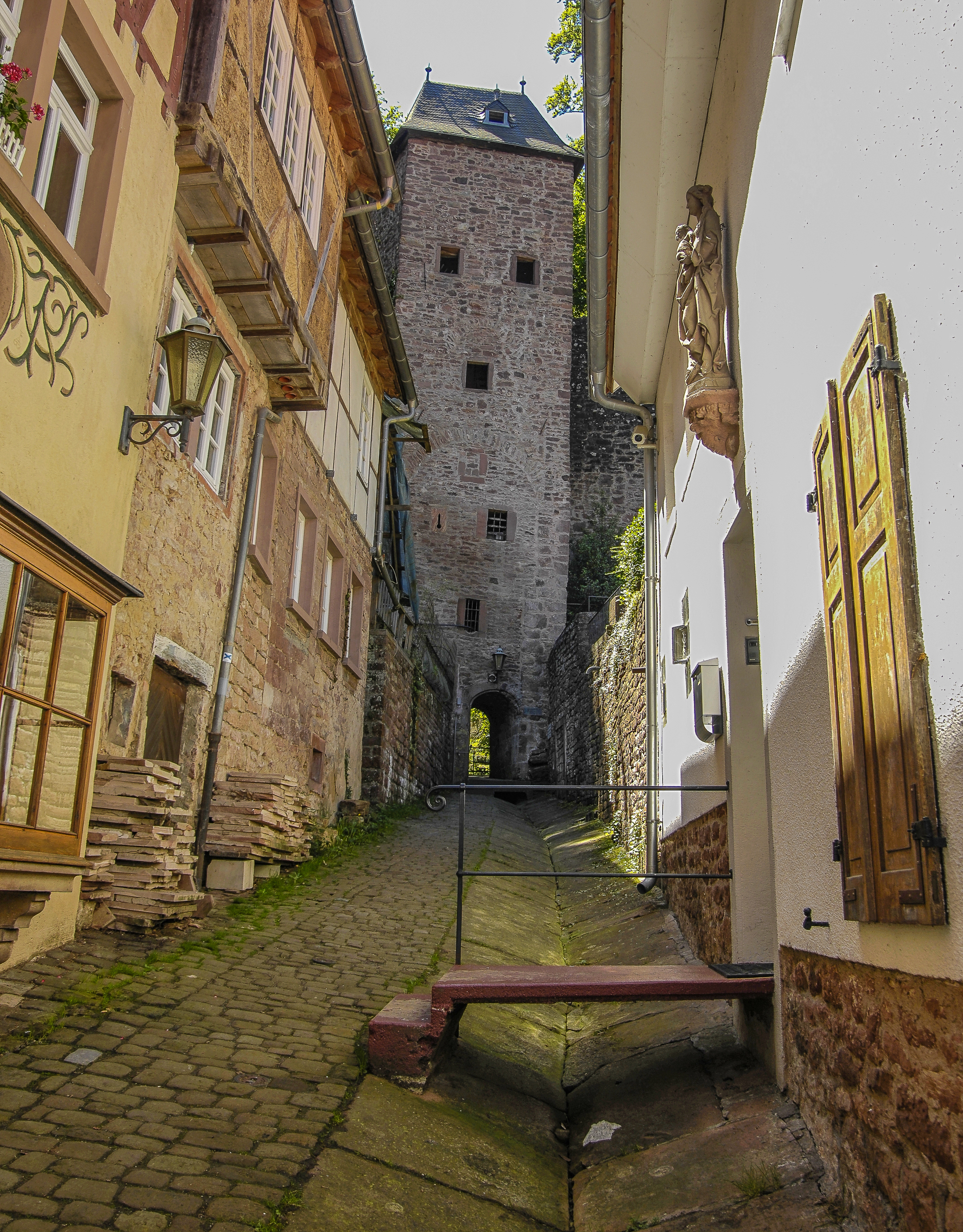
Schnatterlochtor in Miltenberg
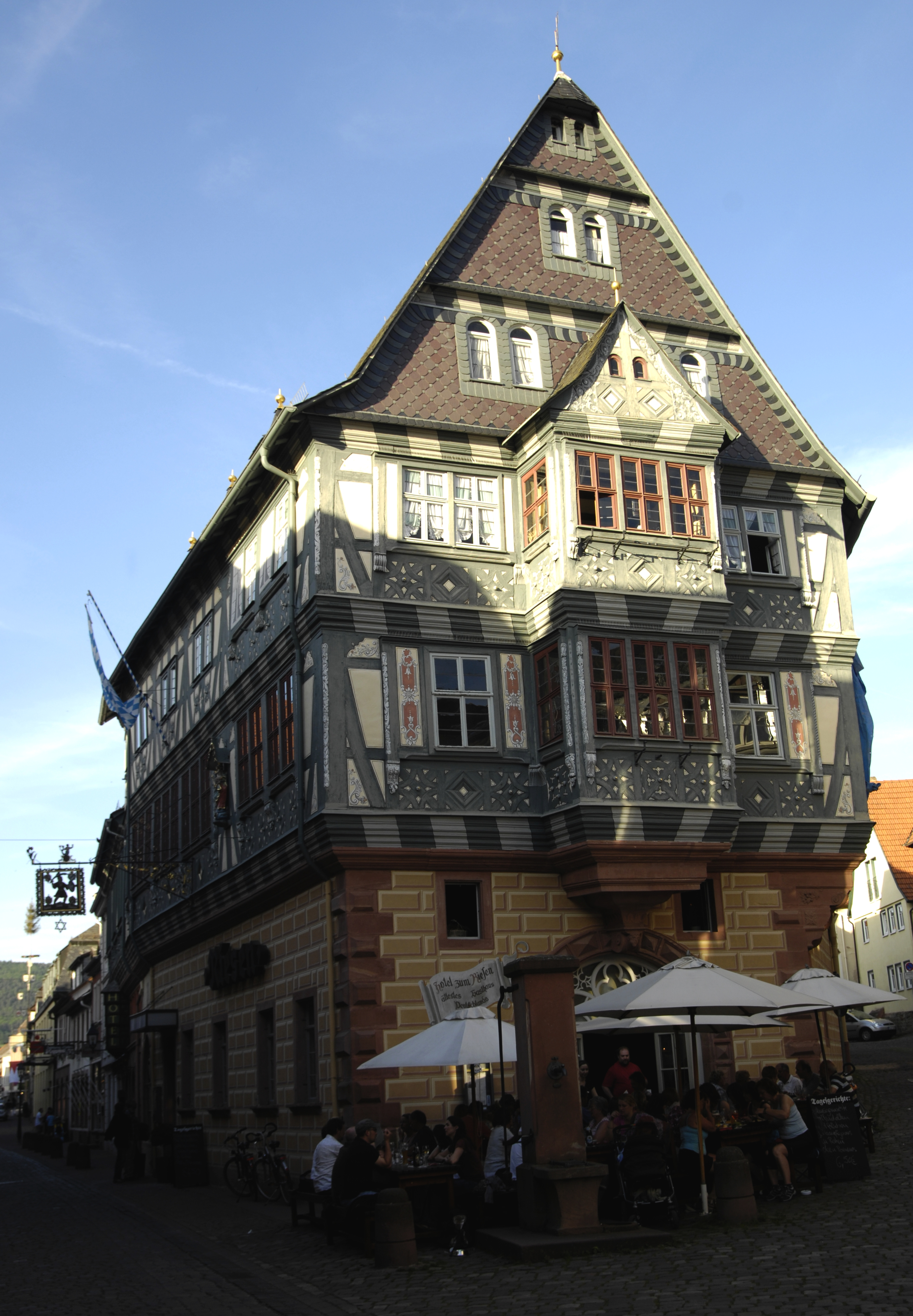
Gasthof ’’Zum Riesen’’ in Miltenberg
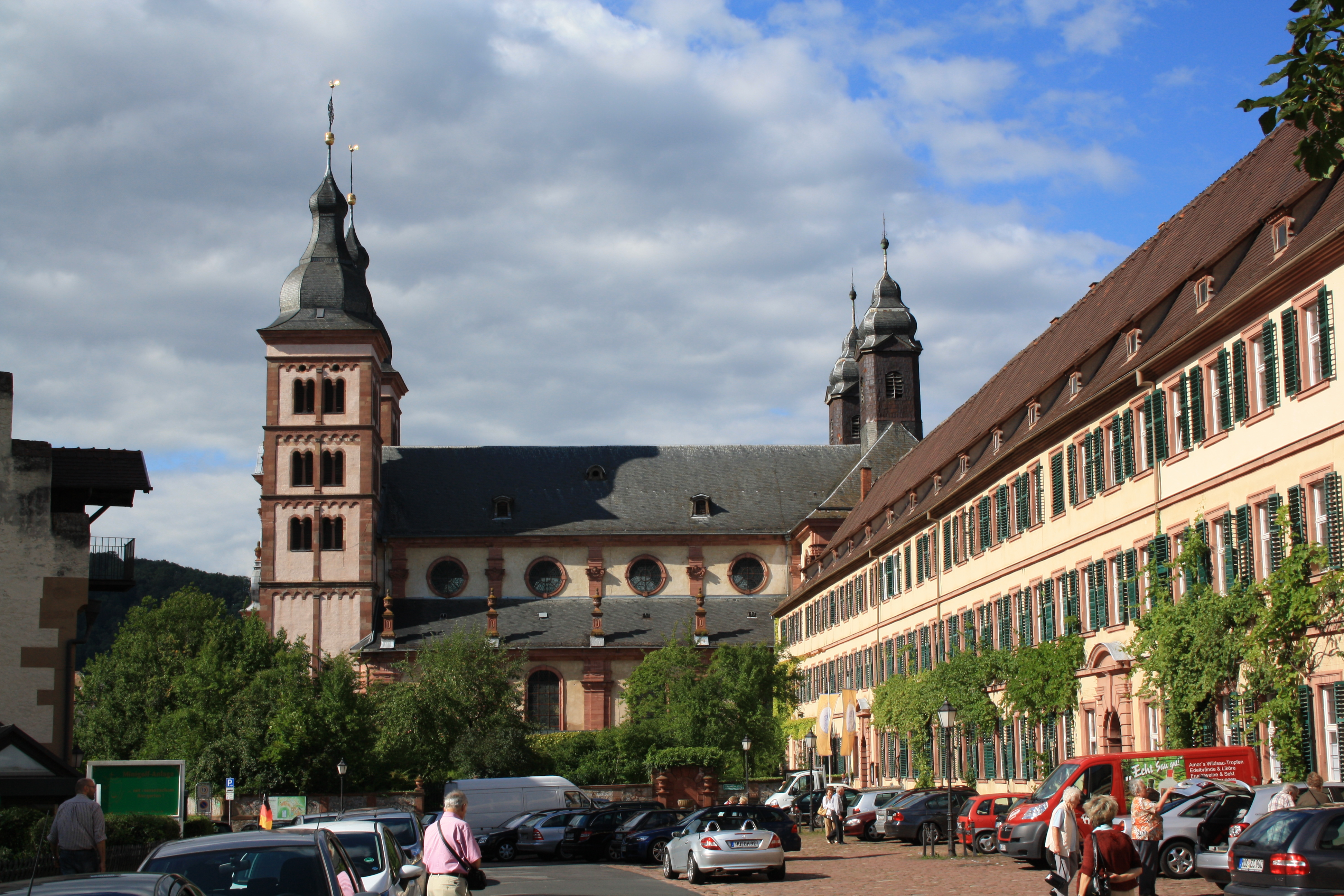
Kloster Amorbach
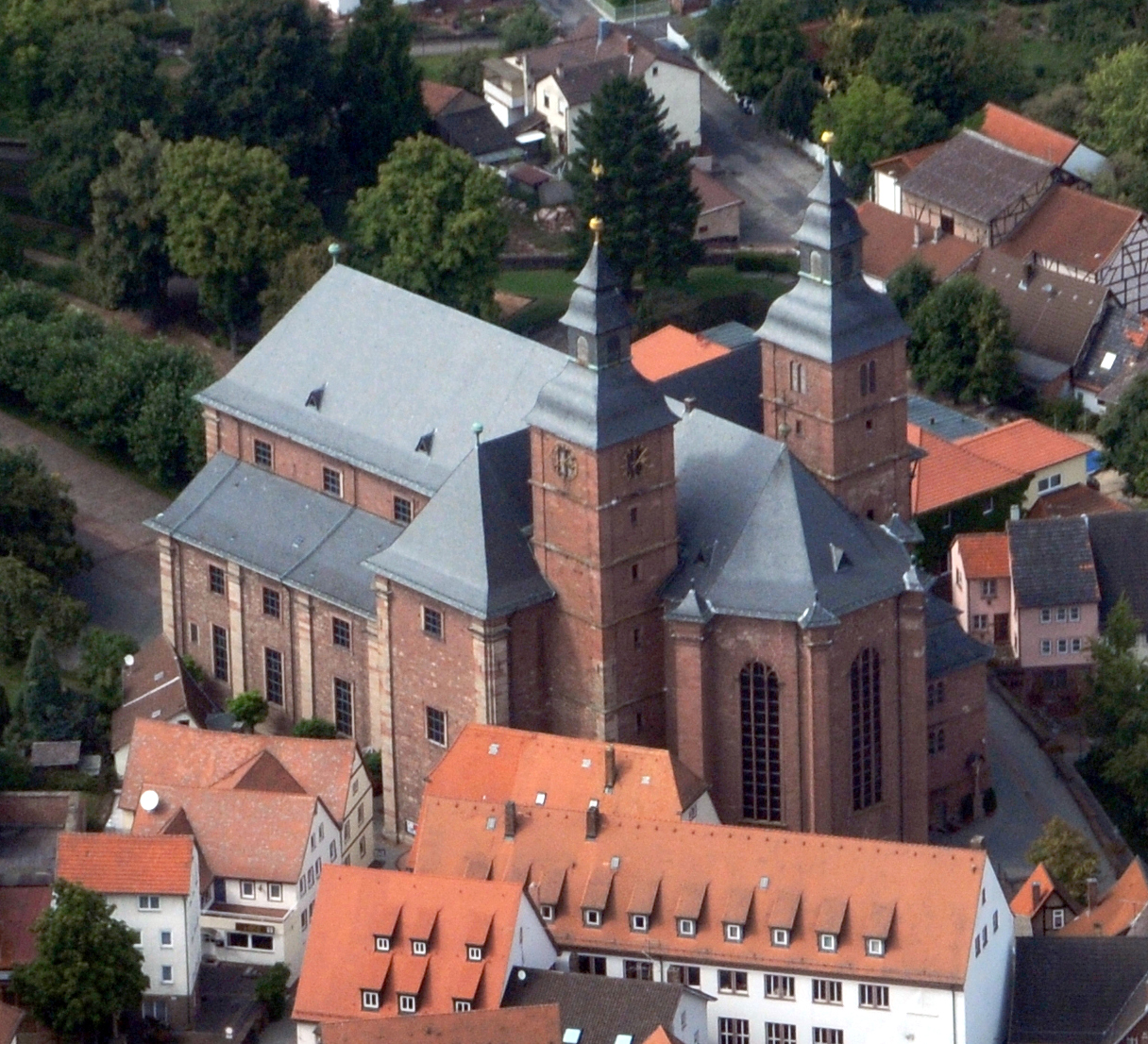
Wallfahrtskirche in Walldürn
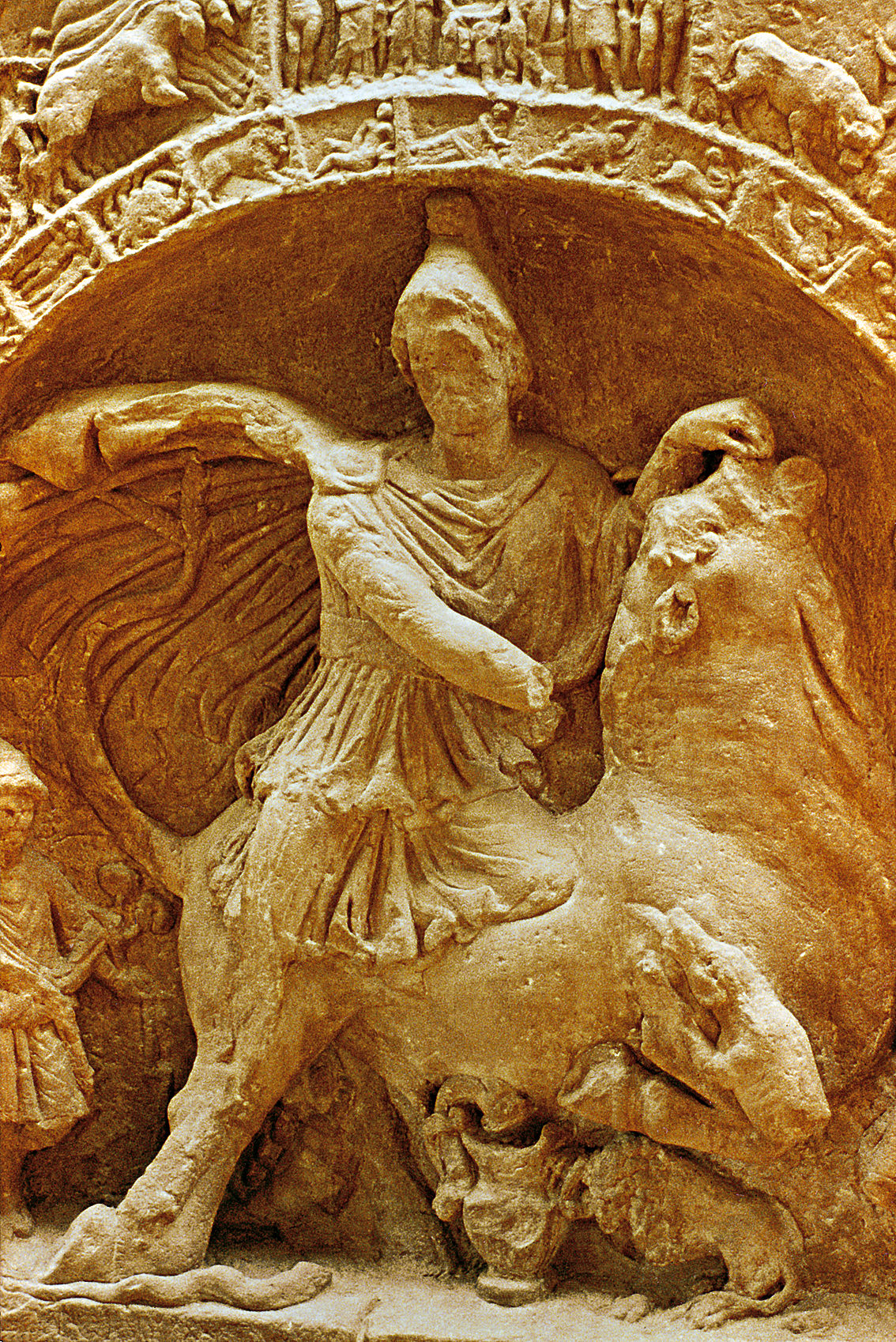
Mithrasrelief aus Osterburken
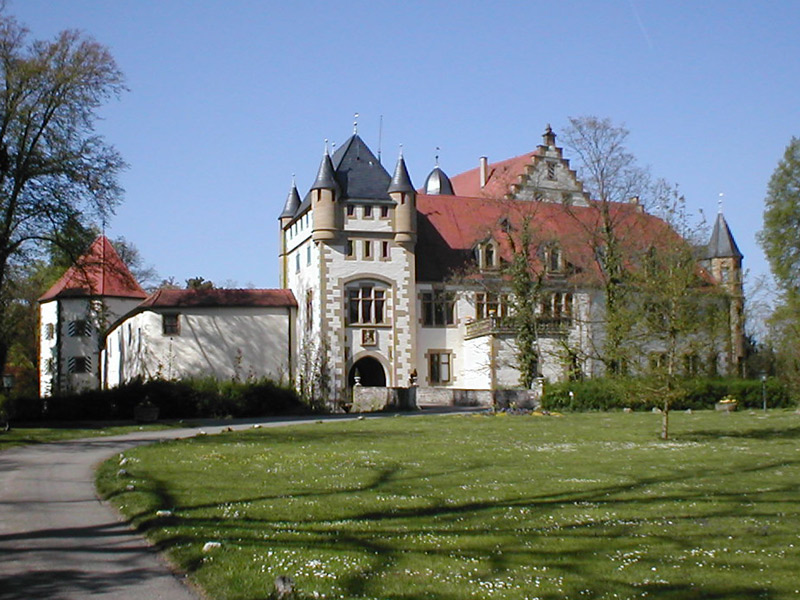
Götzenburg Jagsthausen
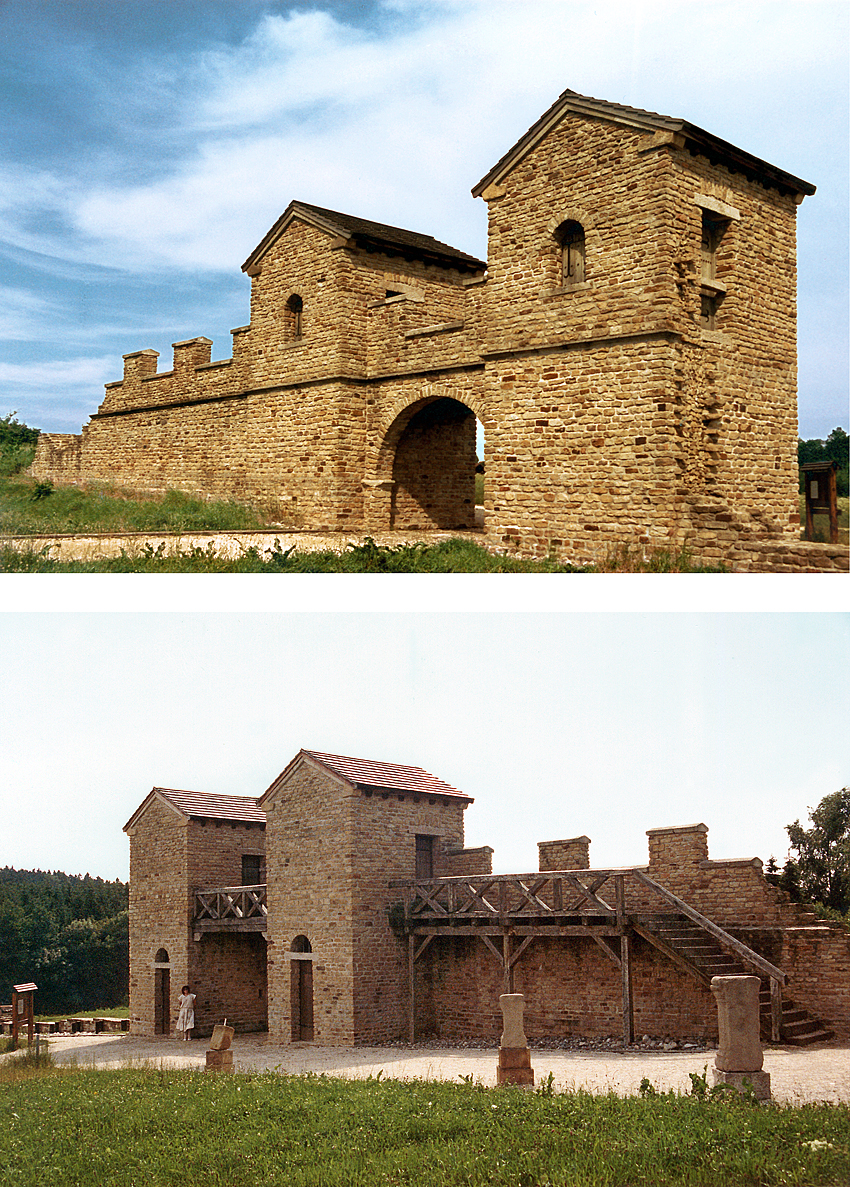
Welzheim, Ostkastell
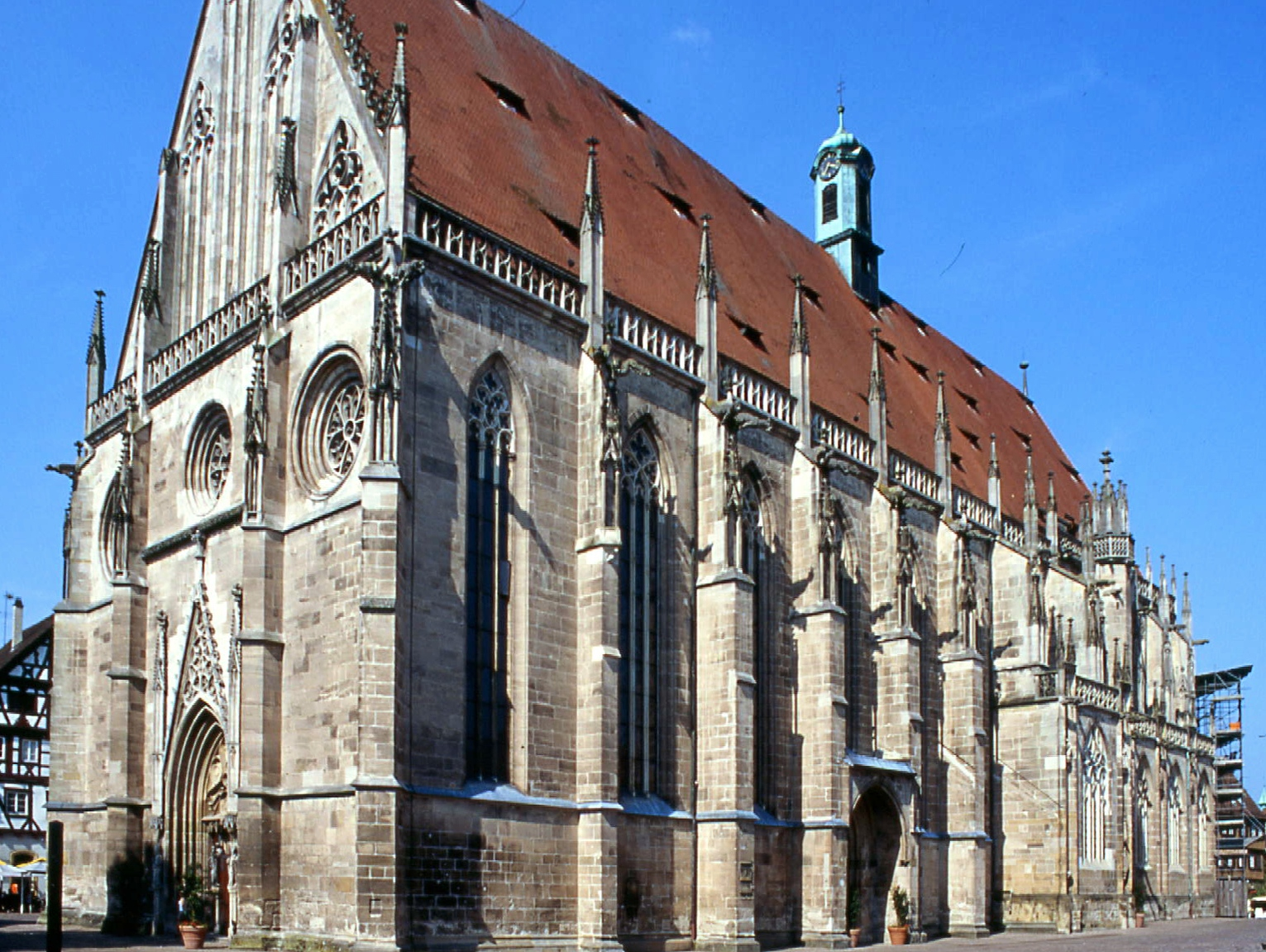
Schwäbisch Gmünd, Münster
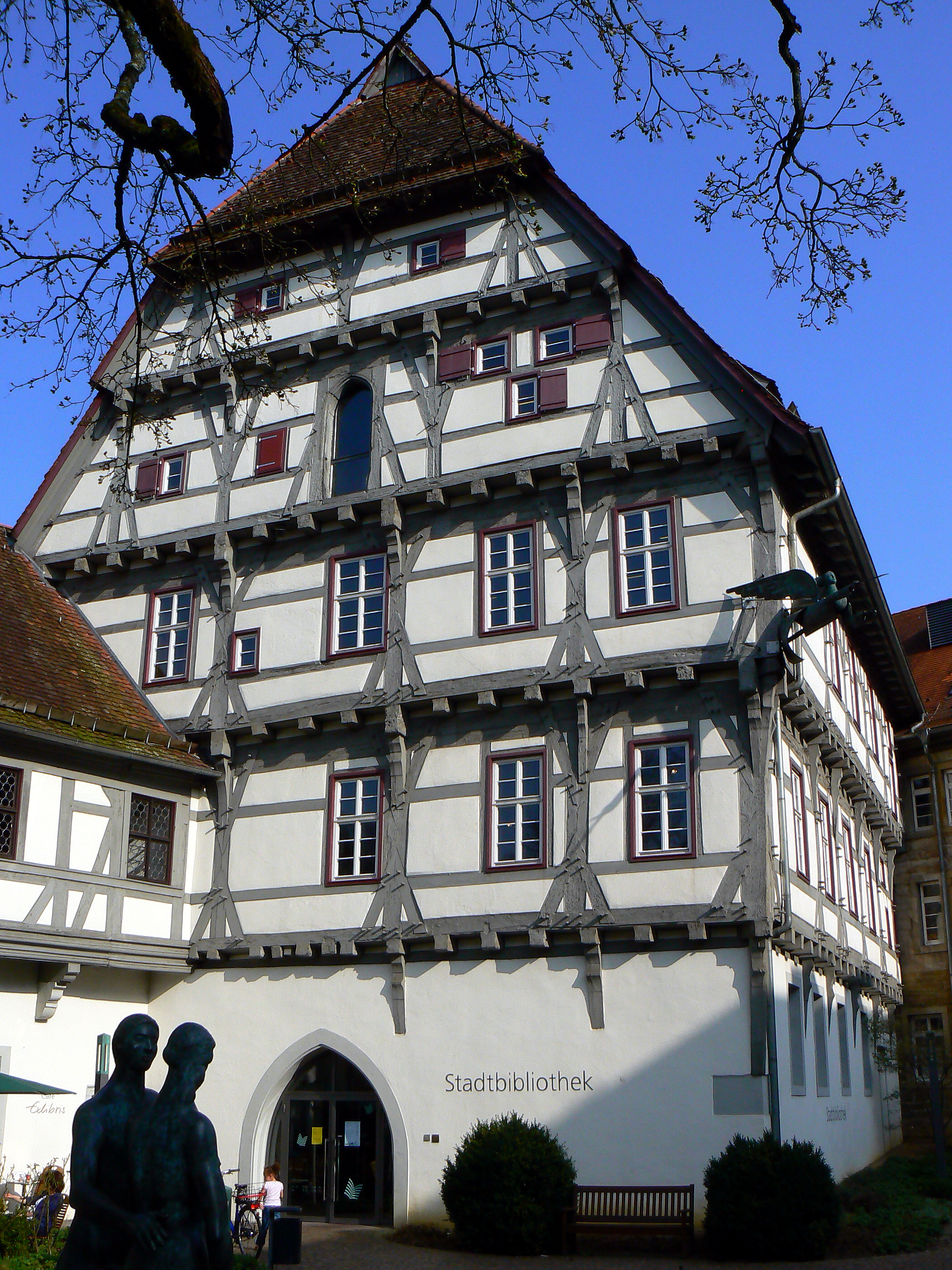
Schwäbisch Gmünd, Amtshaus
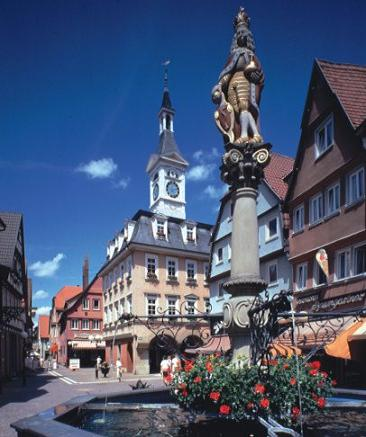
Marktbrunnen in Aalen
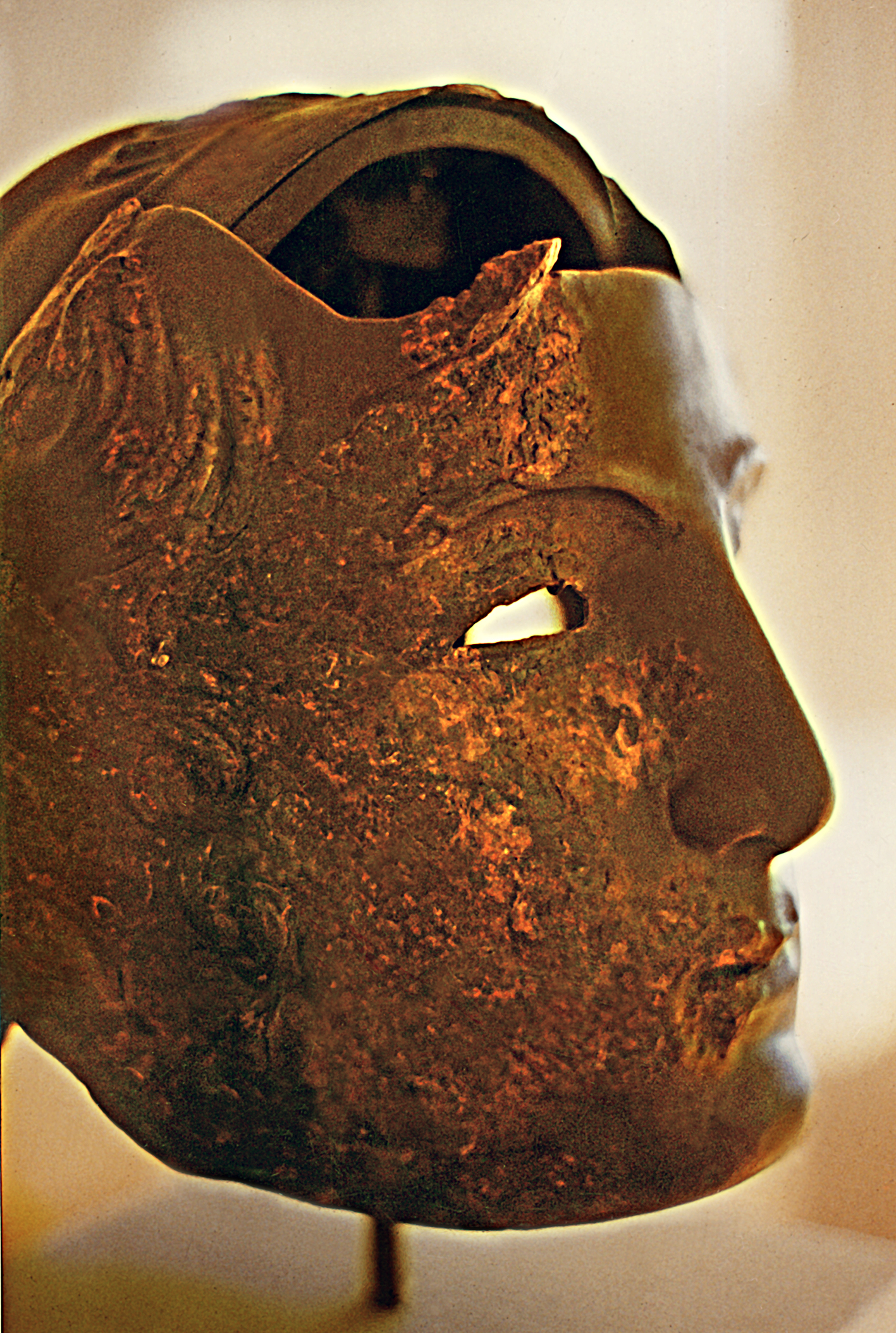
Maskenhelm in Limesmuseum Aalen

- In Großkrotzenburg sind noch Teile des ehemaligen Kastells erhalten bzw. rekonstruiert. Das Heimatmuseum zeigt die Geschichte der Stadt mit Funden und Informationen zur Römerzeit. Unter anderem über die hier betriebene römische Ziegelei, deren Produkte entlang von Main und Rhein gefunden wurden.

- Seligenstadt die Stadt am Main hatte bereits in der karolingischen Zeit große Bedeutung. Sie wurde von Einhard, dem Biographen Karls des Großen, gegründet. Der bedeutendste Bau Seligenstadts ist die Einhard-Basilika St. Marcellinus und Petrus. Obwohl der Bau im Laufe der Jahrhunderte stark verändert wurde, handelt es sich dennoch um eine der eindrucksvollsten Basiliken mit karolingischer Bausubstanz nördlich der Alpen. Die südlich angrenzende, 1803 aufgehobene Benediktiner-Klosteranlage mit barocken Flügelbauten und großflächigen Hof- und Gartenanlagen wurde in vollem Umfang restauriert. Die Stadt besitzt eine Vielzahl von historischen Gebäuden und Fachwerkhäusern aus dem 17. und 18. Jahrhundert. Die meisten dieser zwei- bis dreigeschossigen Fachwerkhäuser gibt es am Marktplatz und in den umliegenden Straßenzügen. Im Stadtteil Klein-Welzheim liegt bei den historischen Klosterfischteichen eine Wasserburg im Stil einer mittelalterlichen Burg, jedoch mit barocken Anbauten, die sich der Seligenstädter Abt 1707 als Sommersitz gestaltete.

- Die Stadt Aschaffenburg bietet eine Vielzahl von Sehenswürdigkeiten. Direkt Am Radweg liegen Pompejanum und Schloss Johannisburg (siehe auch Aschaffenburg#Kultur und Sehenswürdigkeiten).

- In Obernburg am Main gibt es ein Römermuseum, das vorwiegend Fundstücke aus dem Kastell Obernburg und der dazugehörigen Siedlung. Auf dem Museumsgelände befindet sich die Nachbildung einer Jupitergigantensäule. In der Stadt befinden sich die Reste der Stadtbefestigung, das Obere Tor, der Almosenturm sowie der Runde Turm, das Rathaus und die Annakapelle sowie die Barockkirche in Eisenbach.

- In Wörth am Main gibt es das Schifffahrts- und Schiffbaumuseum, das die historische Entwicklung der Binnenschifffahrt und des Schiffbaus am Main dokumentiert, sowie die mittelalterlich geprägte Altstadt. Dort befindet sich neben vielen Fachwerkhäusern das alte Rathaus, das obere Tor der ehemalige landseitige Stadtzugang, der Tannenturm aus dem 15. Jahrhundert, der den nördlichen Abschluss der mainseitigen Stadtmauer bildet. Diese wurde inzwischen gleichzeitige als Hochwasserschutzmauer ausgebaut.

- Die Altstadt von Miltenberg liegt etwa einen Kilometer abseits des Limes-Radweges, ist aber einen Abstecher auf dem Main-Radweg wert. In der historischen Altstadt gibt es unter anderem folgende Sehenswürdigkeiten:
  - Die Mildenburg liegt oberhalb der Altstadt.
  - Das Museum Stadt Miltenberg zeigt die historisch-kulturellen Entwicklung der Stadt und erhielt 1999 für seine Konzeption und Präsentation den Bayerischen Museumspreis.
  - Das „Schnatterloch“ befindet sich am historischen Marktplatz. Der Schnatterlochturm bietet einen Durchgang vom Marktplatz direkt in den Wald. Unter diesem Durchgang befindet sich das eigentliche Schnatterloch: Dabei handelt es sich um ein Loch, welches in eine Entwässerungsrinne mündet, welche bis zum Marktplatz führt. Der Name Schnatter leitet sich aus dem alten Wort Snade ab, mit dem eine Grenze bezeichnet wurde, denn der Regenwassergraben war ursprünglich einmal die Stadtgrenze.[3]
  - Das Hotel Zum Riesen ist eines der ältesten oder eventuell das älteste Gasthaus Deutschlands.
  - Das alte Rathaus stammt von 1379.
  - Als Stadttore gut erhalten sind das Würzburger sowie das Mainzer Tor.
  - In unmittelbarer Nähe zum Mainzer Tor befindet sich die Laurentiuskapelle mit dem angrenzenden Laurentiusfriedhof (ca. 14. Jahrhundert).

- Amorbach entwickelte sich aus dem ehemaligen Benediktiner-Kloster Amorbach, dessen barocke Klosterkirche mit Rokoko-Stuck noch heute das Bild der Altstadt dominiert. Unweit der Klosterkirche befindet sich das Fürstlich-Leiningensche Palais, das bis heute der Familiensitz der Fürsten zu Leiningen ist.

- Walldürn liegt im sogenannten Madonnenländchen und ist vor allem als Wallfahrtsort bekannt, in dessen Zentrum die Wallfahrtsbasilika St. Georg steht. Die Wallfahrt entwickelte sich um das Blutwunder von Walldürn, das sich um 1330 ereignet haben soll. Daneben gibt es im Altstadtgebiet zahlreiche historische Bauten, darunter das Rathaus von 1448.

- Bei Osterburken befindet sich die archäologische Ausgrabungszone um das ehemalige Kastell Osterburken. Das Kohortenkastell nebst Annexkastell, Badegebäuden und Weihebezirk ist einer der ergiebigsten provinzialrömischen Fundplätze Südwestdeutschlands. Das Kastellbad wurde nach seiner Freilegung in das Römermuseum Osterburken integriert. Dort befindet sich auch die Kopie des bedeutendsten archäologischen Fundes aus Osterburken, eines Mithrasreliefs, das die mythologische Tötung des Urstieres durch den Gott Mithras darstellt.

- In Jagsthausen steht die Burg Jagsthausen, auch Götzenburg genannt. Sie geht auf die historische Burg aus dem 14. und 15. Jahrhundert zurück, auf der Götz von Berlichingen einige Jahre seiner Kindheit verbrachte und die später vor allem durch Goethes Drama Götz von Berlichingen bekannt wurde. Das im Alten Rathaus untergebrachte Friedrich-Krapf-Museum beherbergt mehr als 2000 römische Fundstücke. Eine andere wichtige Antikensammlung zur Ortsgeschichte befindet sich im Schlossmuseum in der Götzenburg. Dort wird auch eine angeblich echte Eiserne Hand des Götz von Berlichingen ausgestellt. In der Ortsmitte befindet sich das archäologische Denkmal und Freilichtmuseum Römerbad Jagsthausen.

- Der mittelalterliche Marktplatz ist das Herzstück der Öhringen. Dort befindet sich das ehemals hohenlohische Schloss, zusammen mit der Stiftskirche das Wahrzeichen der Stadt. Das Renaissanceschloss war Residenz der Grafen und Fürsten zu Hohenlohe. An der ehemaligen Stadtmauer sind einige Türme erhalten geblieben.

- In Welzheim gab es zwei römische Kastelle. Zur 800-Jahr-Feier der Stadt im Jahre 1980 wurde am kleineren Ostkastell das Westtor mit einem Abschnitt der Wehrmauer wissenschaftlich rekonstruiert und im Jahr 1993 durch einen archäologischen Park ergänzt; die Reste des Westkastells wurden im 20. Jahrhundert überbaut.

- Die Hauptattraktion der Stadt Lorch im Remstal ist das Kloster Lorch auf dem Klosterberg. Im Kapitelsaal des Klosters zeigt ein 100 m² großes Rundbild die Geschichte des Staufergeschlechts.

- Schwäbisch Gmünd besitzt eine gut erhaltene Altstadt mit sehr vielen historischen Bauwerken. Neben den Profanbauten prägen vor allem die Kirchen- und Klosterbauten das Bild der Altstadt.
  - Eines der Wahrzeichen der Stadt ist das Heilig-Kreuz-Münster, die im 14. Jahrhundert im gotischen Stil entworfen, größte Hallenkirche Süddeutschlands prägt das Stadtbild.
  - Ein weiteres Wahrzeichen der Stadt ist die 1225 erstmals erwähnte, romanische Johanniskirche mit ihrem romanischen Glockenturm, einem der ersten Vertreter dieser Bauweise.
  - Das ehemalige Franziskanerkloster wird als katholisches Verwaltungs- und Gemeindezentrum genutzt. Die dazugehörige Klosterkirche, die heutige katholische Pfarrkirche St. Franziskus, ist für ihren Zimmermann-Hochaltar und die Wannenmacher-Fresken bekannt.
  - Über der Altstadt befindet sich der Wallfahrtskomplex St. Salvator am Nepperstein. Er besteht aus Kreuzweg, Kapellen und Kirche und wurde ab 1616 erbaut.
  - Neben den kirchlichen Gebäuden prägen auch viele Profanbauten die Altstadt. Besondere Beachtung findet der historische Marktplatz. Eines der ältesten Häuser am Marktplatz ist die Grät. Dieses große Fachwerkhaus diente bereits als Rathaus, Schultheißensitz und Kaufhaus.
  - Am anderen Ende des Marktplatzes befindet sich das ehemalige Spital zum Heiligen Geist mit seinem großen mittelalterlichen Amtshaus, welches heute als Stadtbibliothek genutzt wird.

- Der historische Mittelpunkt Aalens ist der Marktplatz. Dort befinden sich das historische Rathaus, heute Paläontologischen Museum und das Alte Rathaus. Bis 1851 befand sich im Gebäude das Hotel Krone-Post, das gleichzeitig auch Station der Thurn-und-Taxis-Post war. Die Innenstadt wird beherrscht von der evangelischen Stadtkirche St. Nikolaus im Herzen der Fußgängerzone. Die in heutiger Form von 1765 bis 1767 erbaute Kirche ist das einzige größere Gebäude des Spätbarocks in Aalen. In der Aalener Kernstadt gibt es zwei Museen.
  - Das  Limesmuseum steht an der Stelle, an der sich das größte Reiterkastell der Römer nördlich der Alpen befand. Es zeigt zahlreiche Funde aus der Zeit der römischen Besatzung. Die neben dem Museum befindliche Ruine des Reiterkastells kann begangen werden.
  - Im geologisch-paläontologischen Museum (genannt Urweltmuseum) im historischen Rathaus sind mehr als 1500 Versteinerungen der Schwäbischen Alb wie Ammoniten, Fischsaurier und verkieselte Korallen zu sehen.

### Schwäbische Alb, Fränkische Alb und Donau

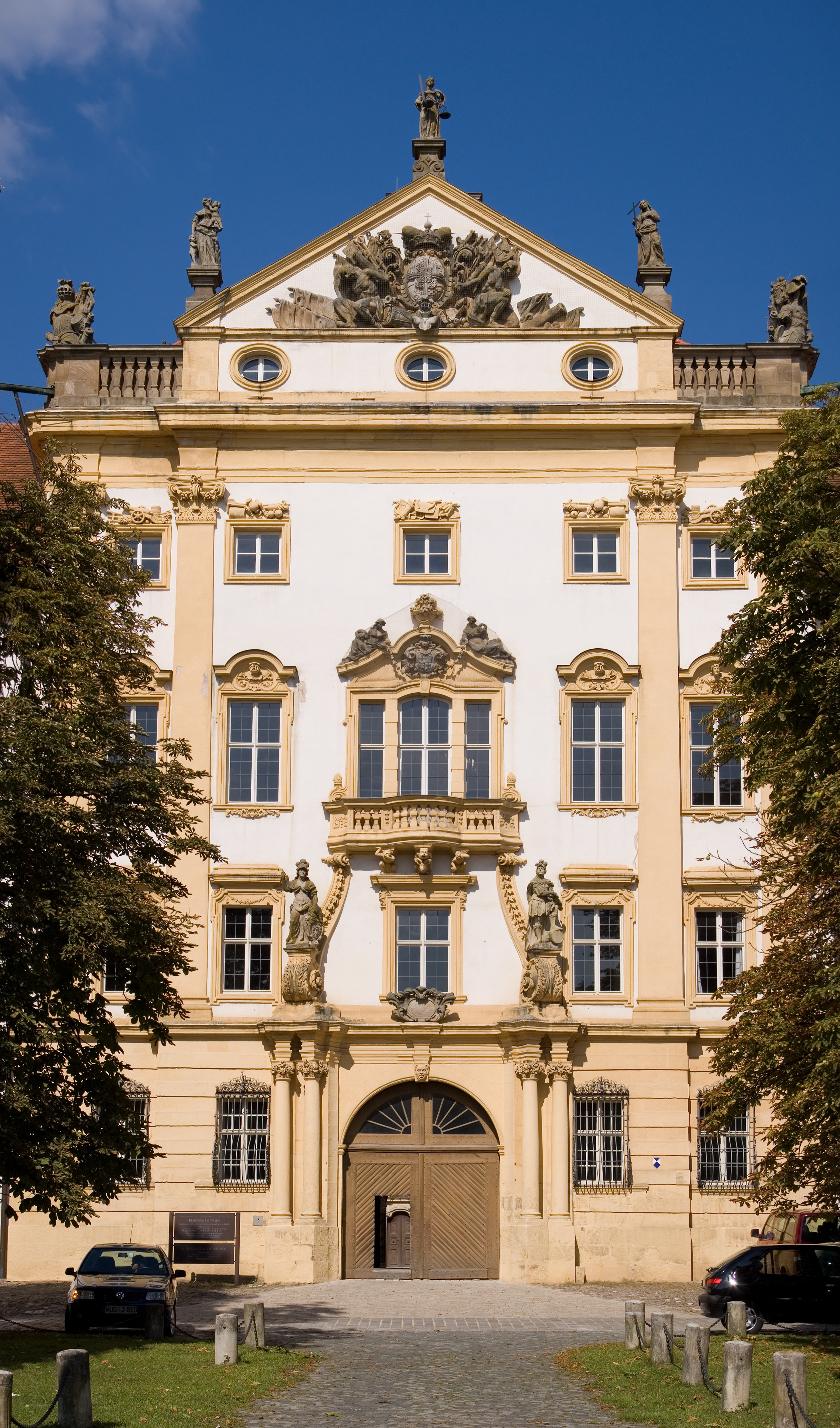
Residenz Ellingen
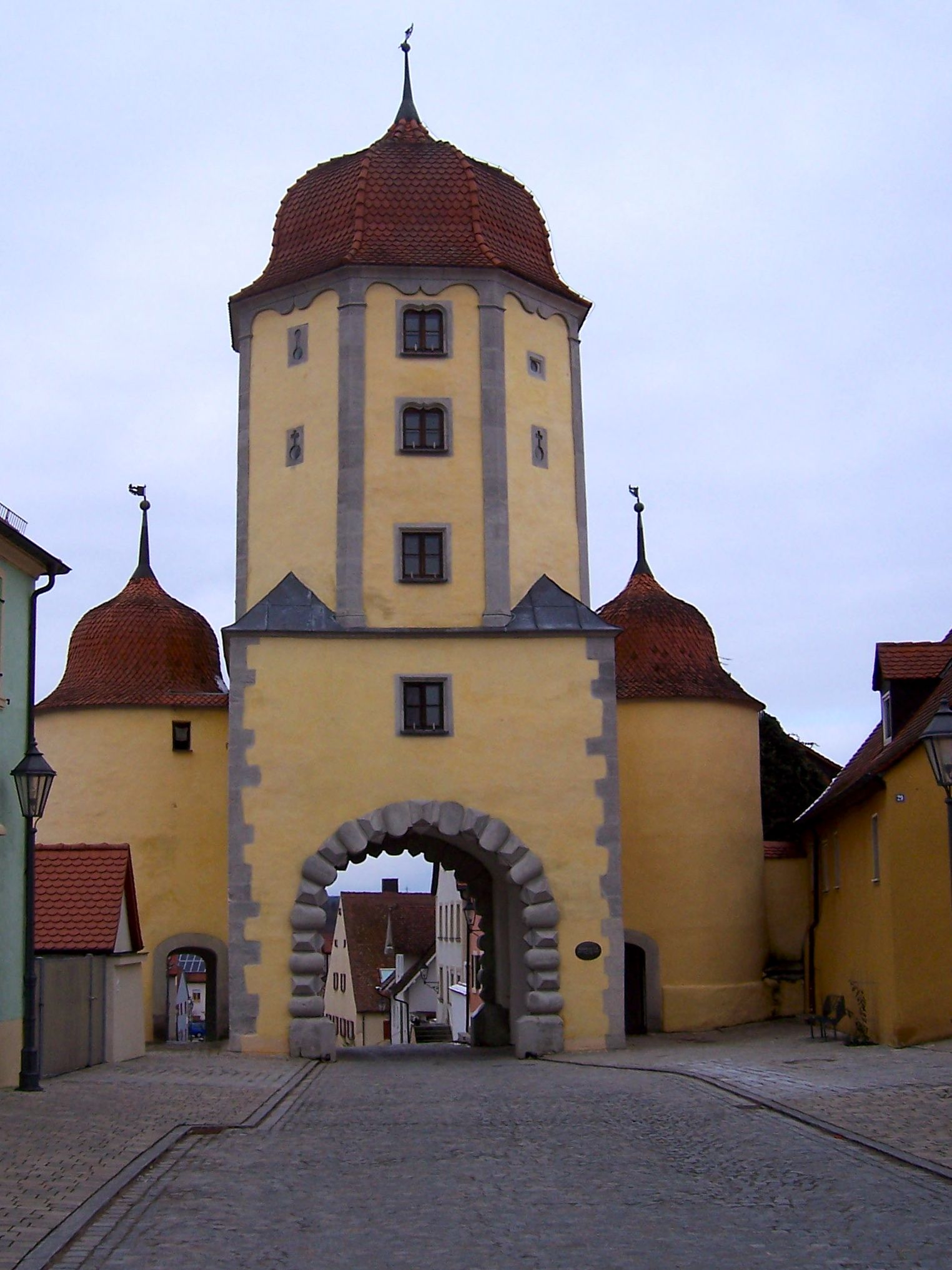
Pleinfelder Tor in Ellingen
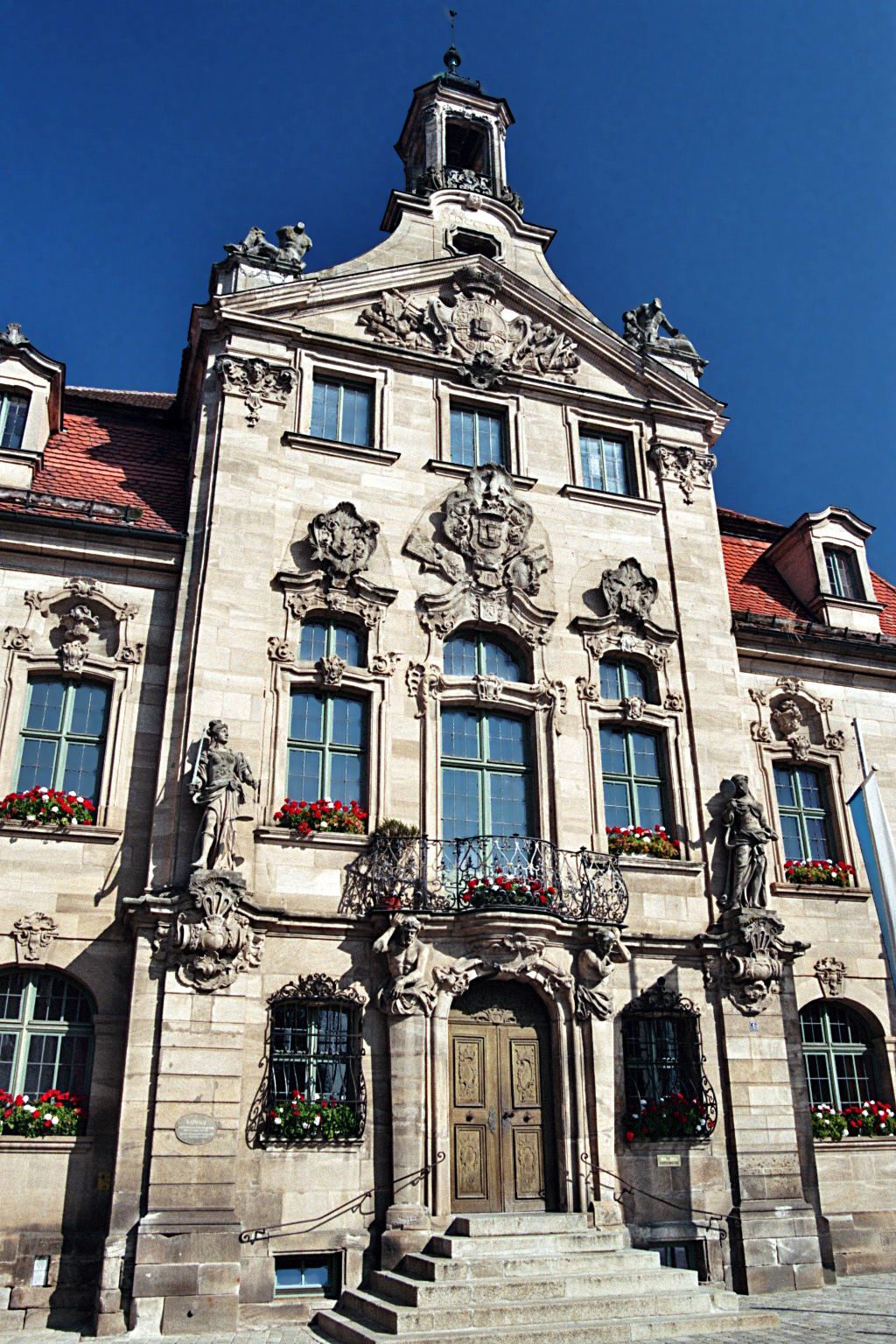
Rathaus in Ellingen
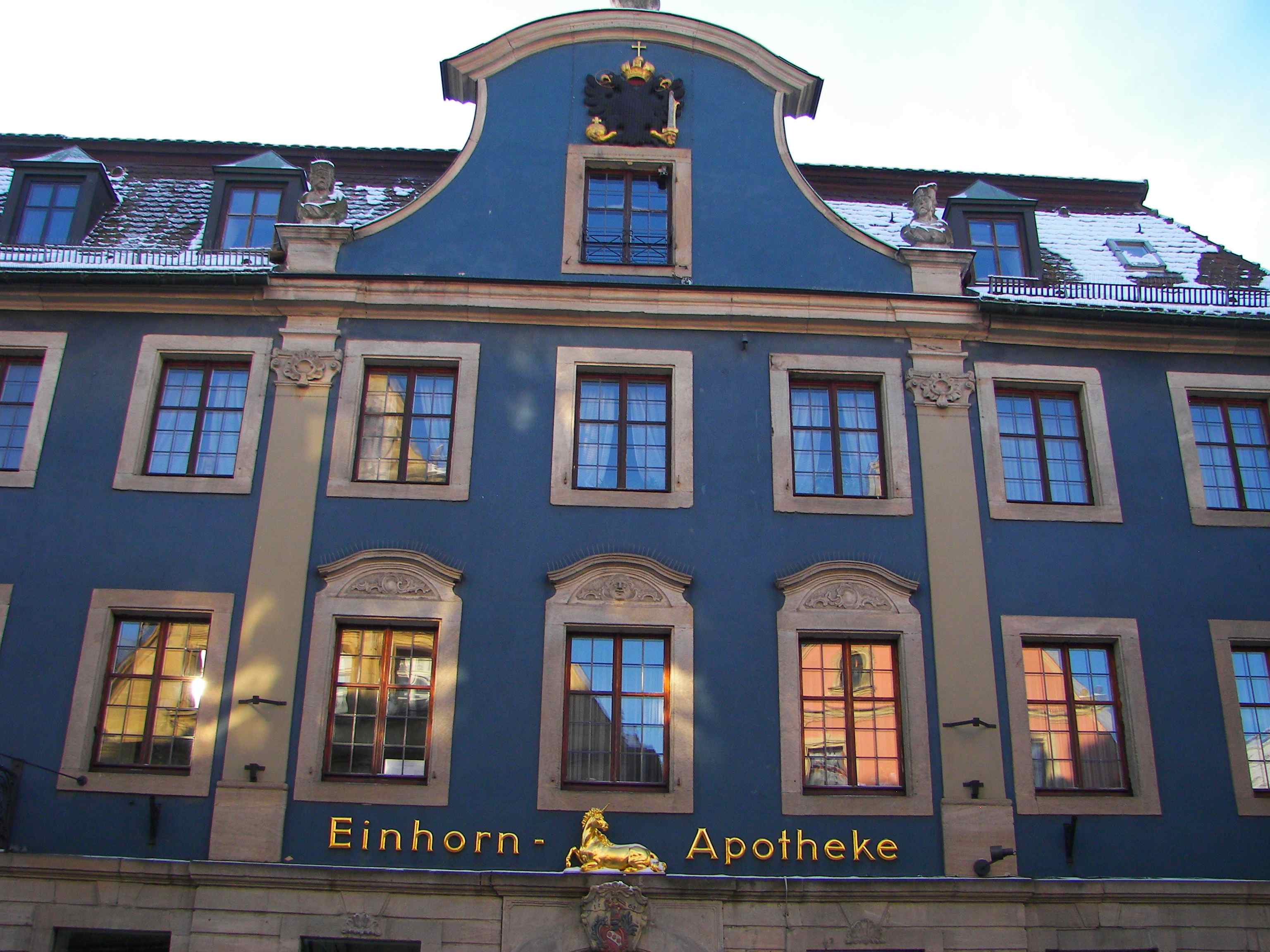
Einhorn Apotheke in Weißenburg
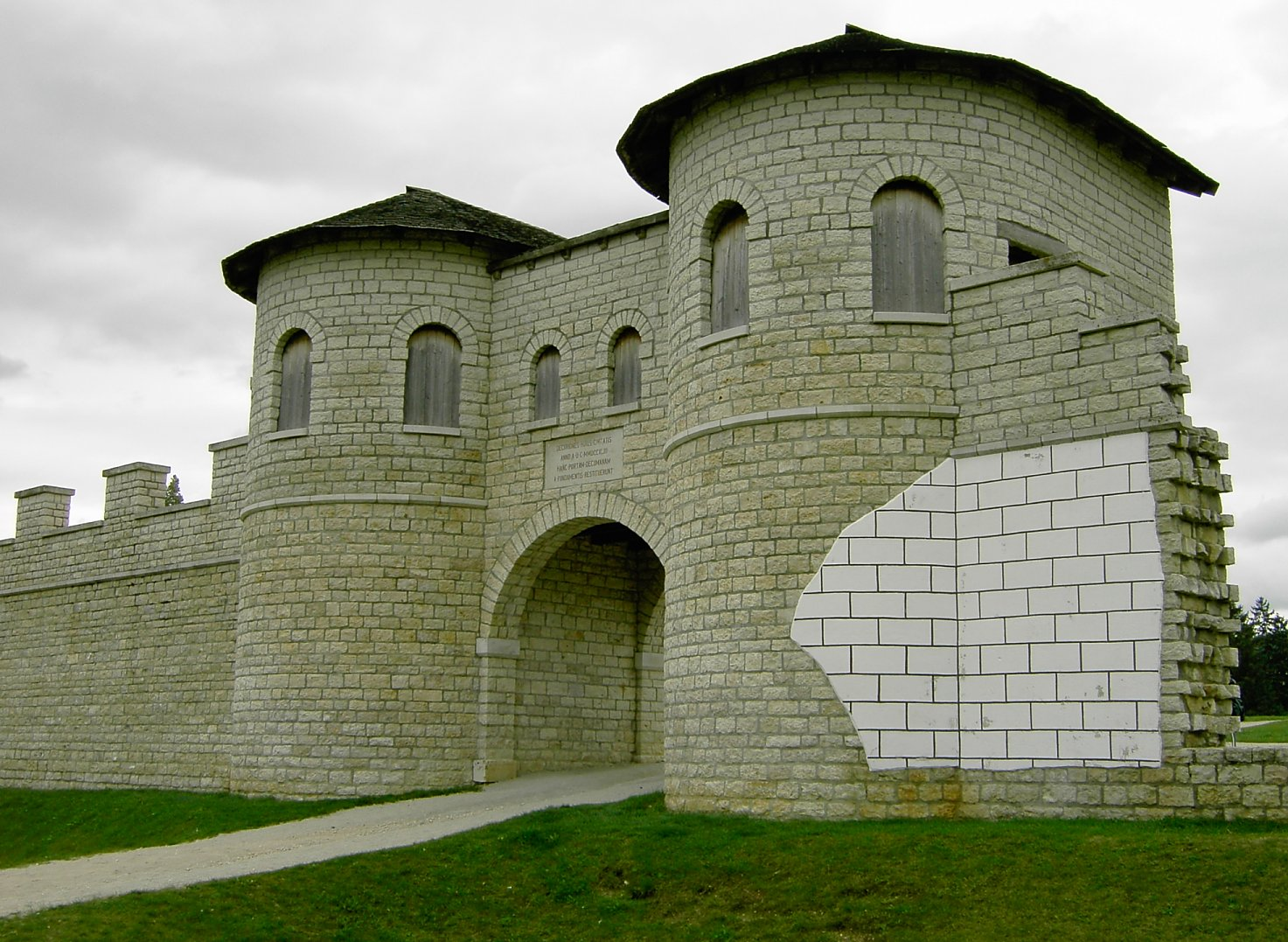
Kastell-Rekonstruktion in Weißenburg
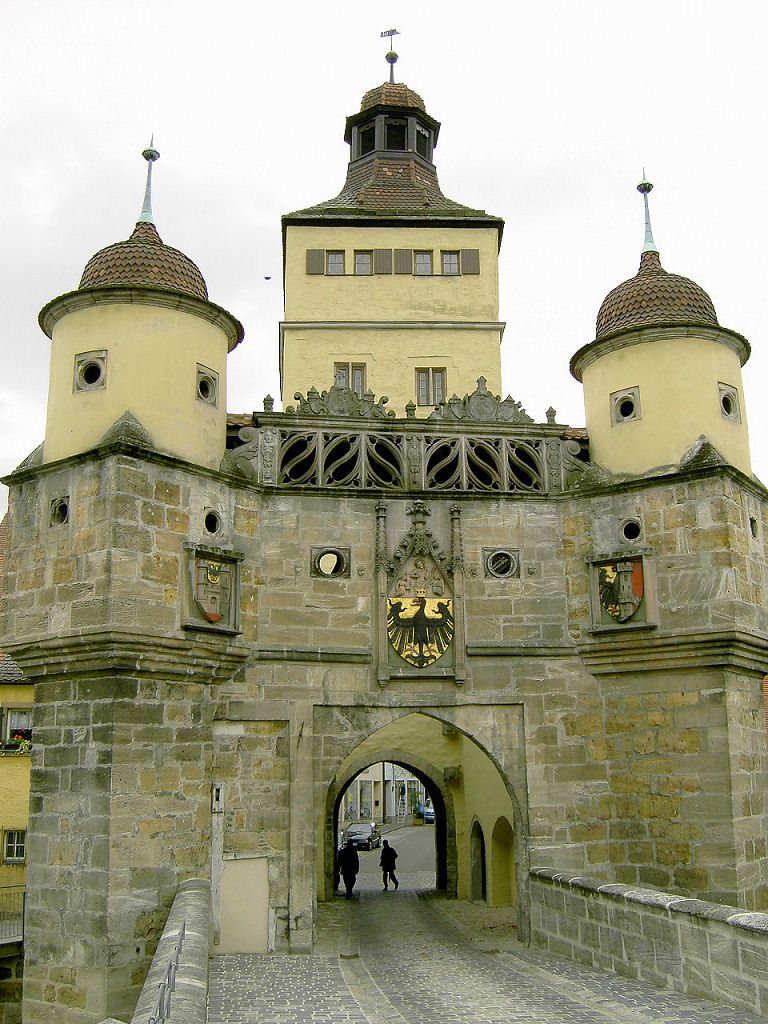
Ellingertor in Weißenburg
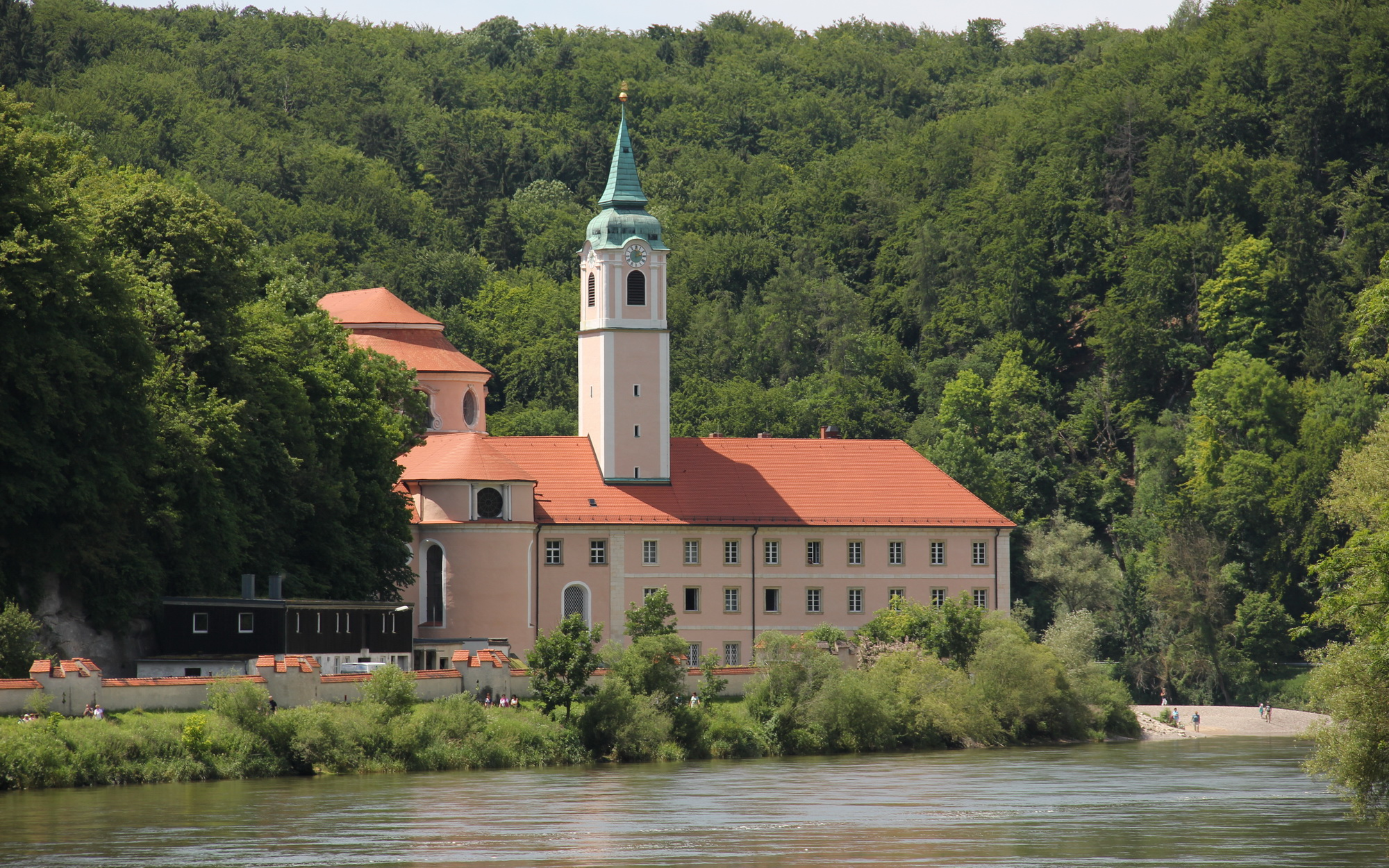
Kloster Weltenburg
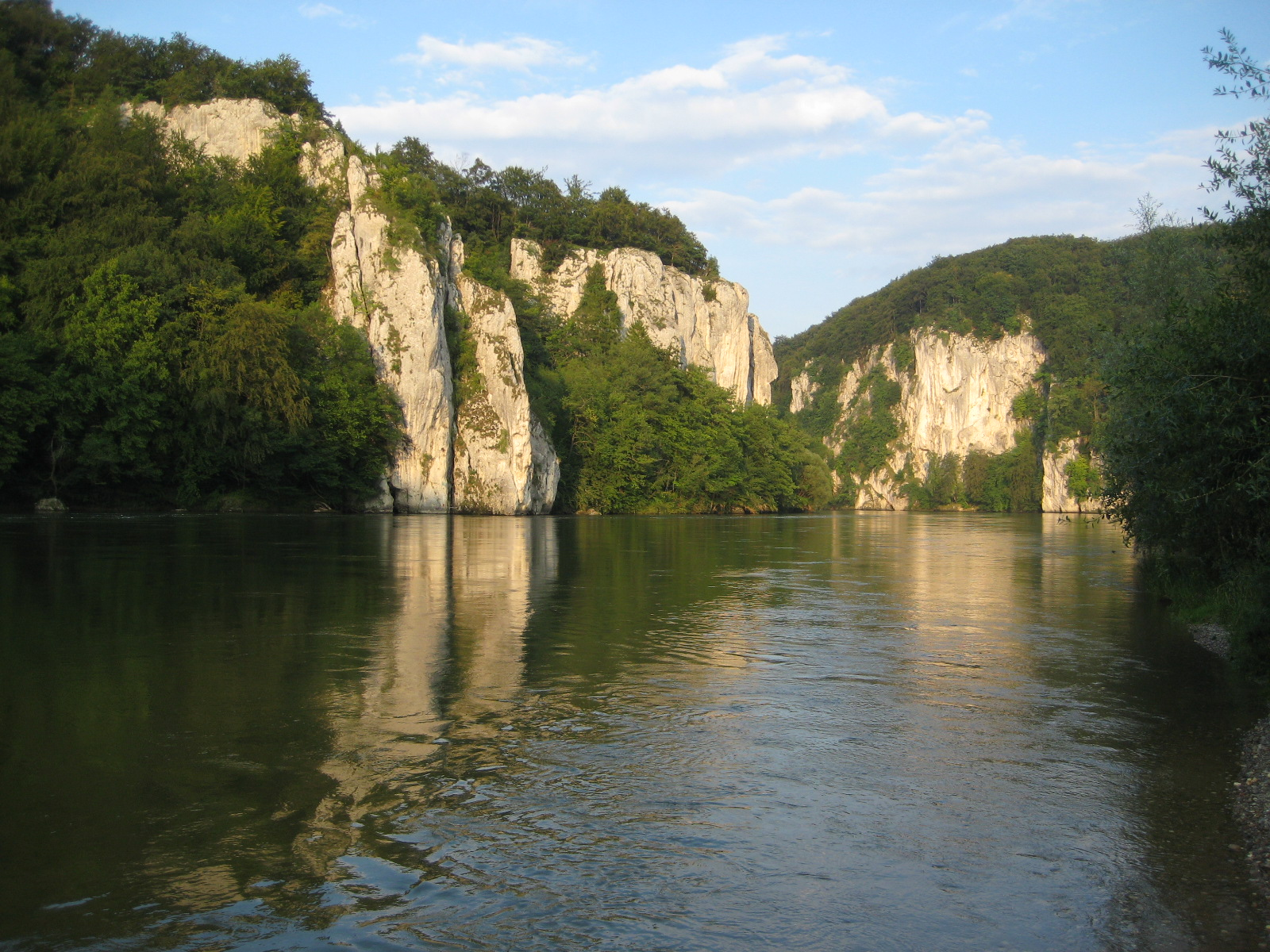
Donaudurchbruch
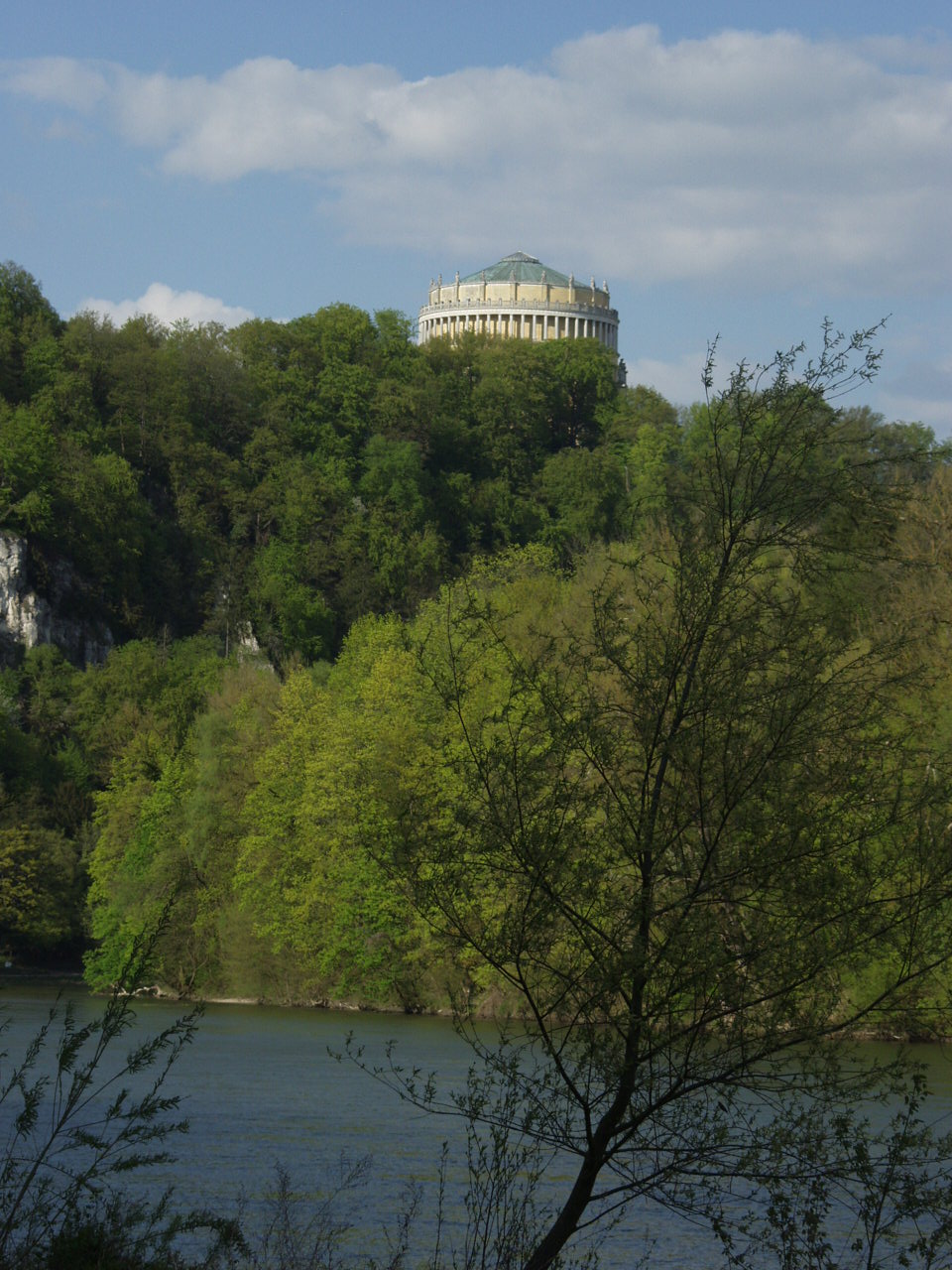
Befreiungshalle über der Donau
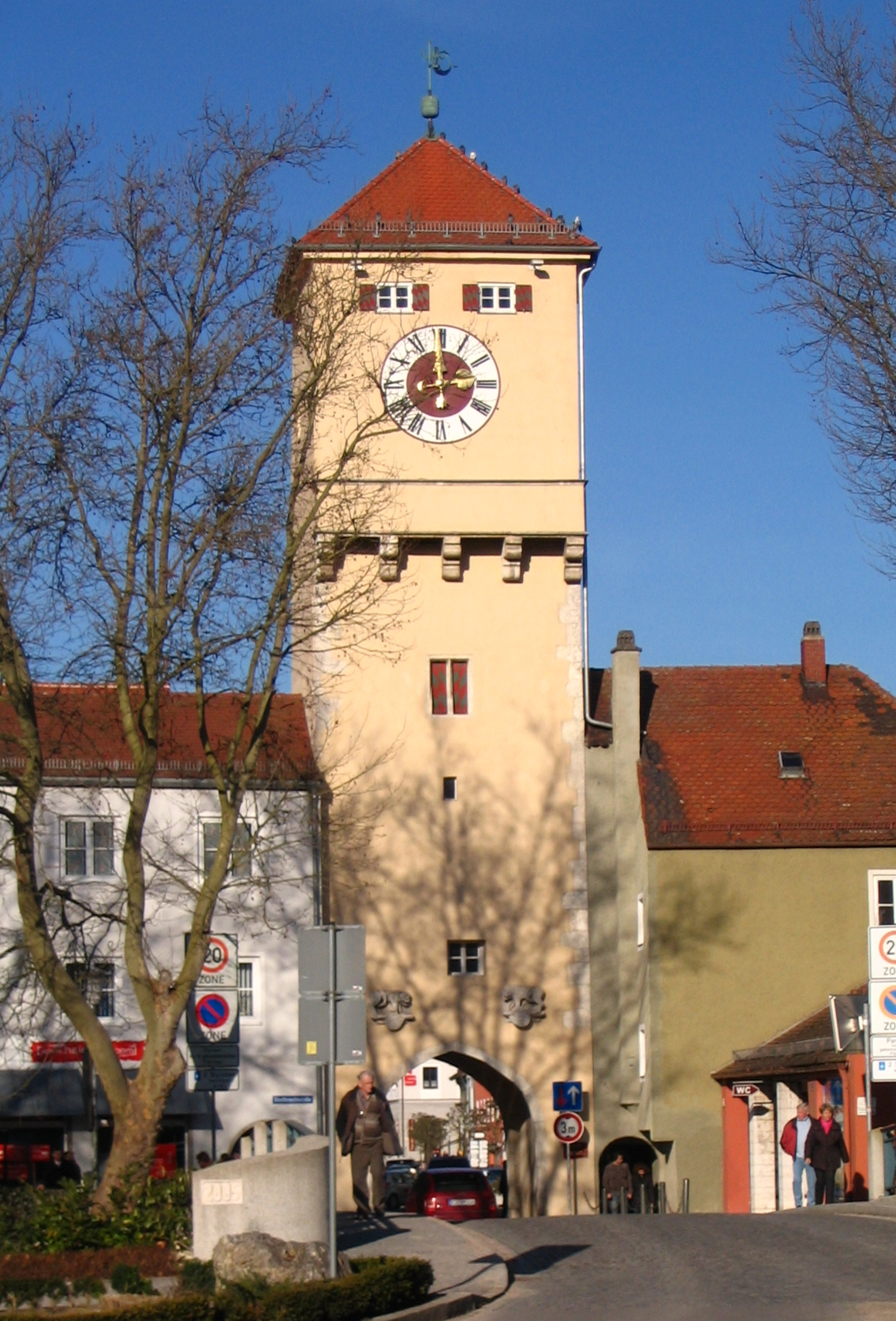
Donautor Kelheim
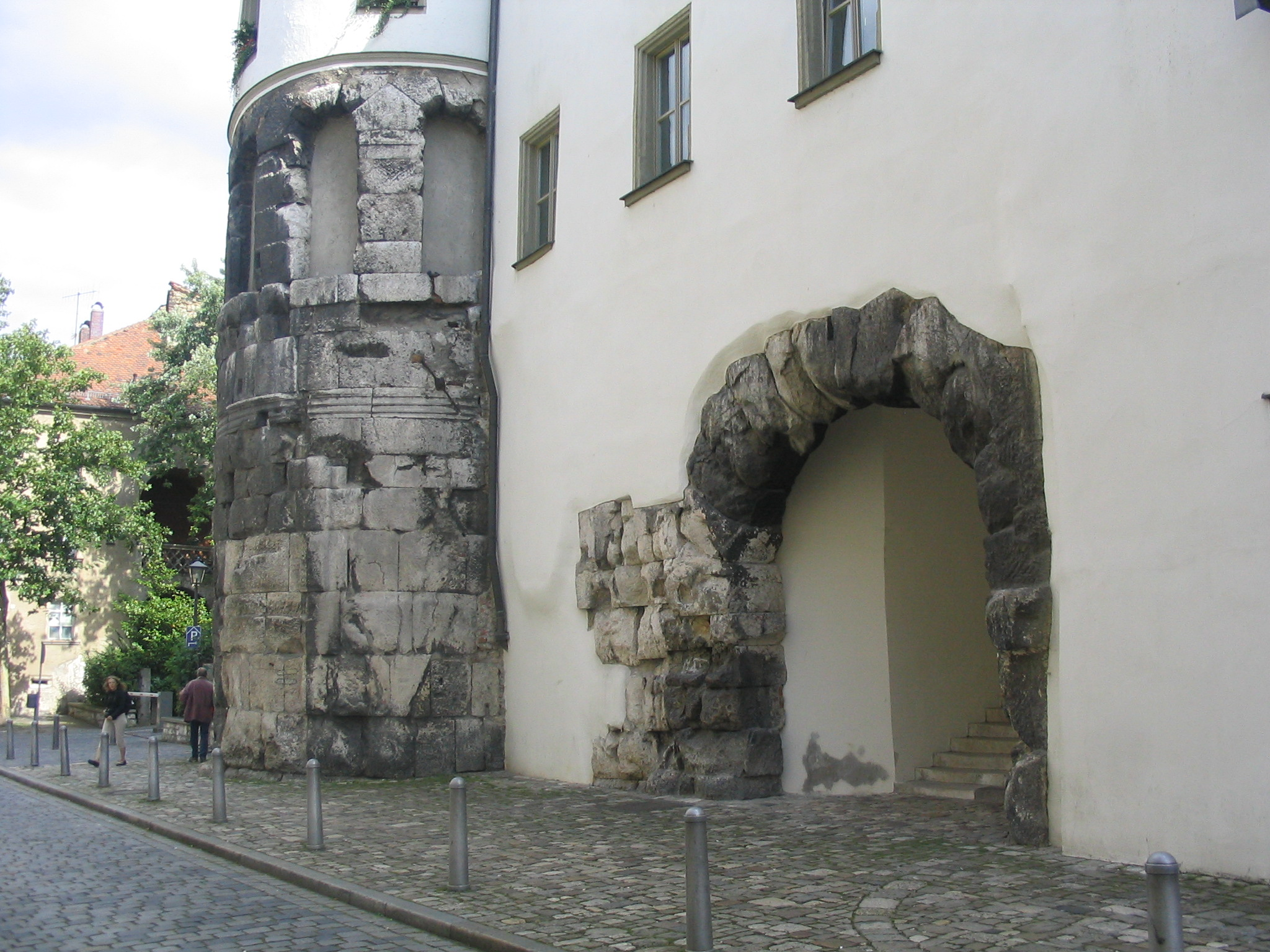
Porta Praetoria in Regensburg
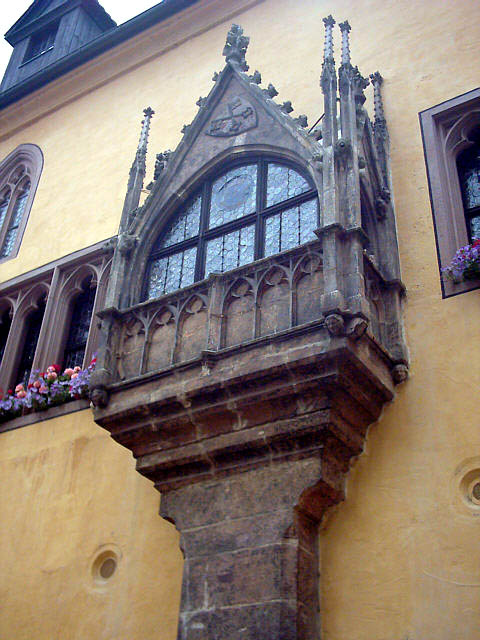
Erker des Regensburger Reichstagssaals
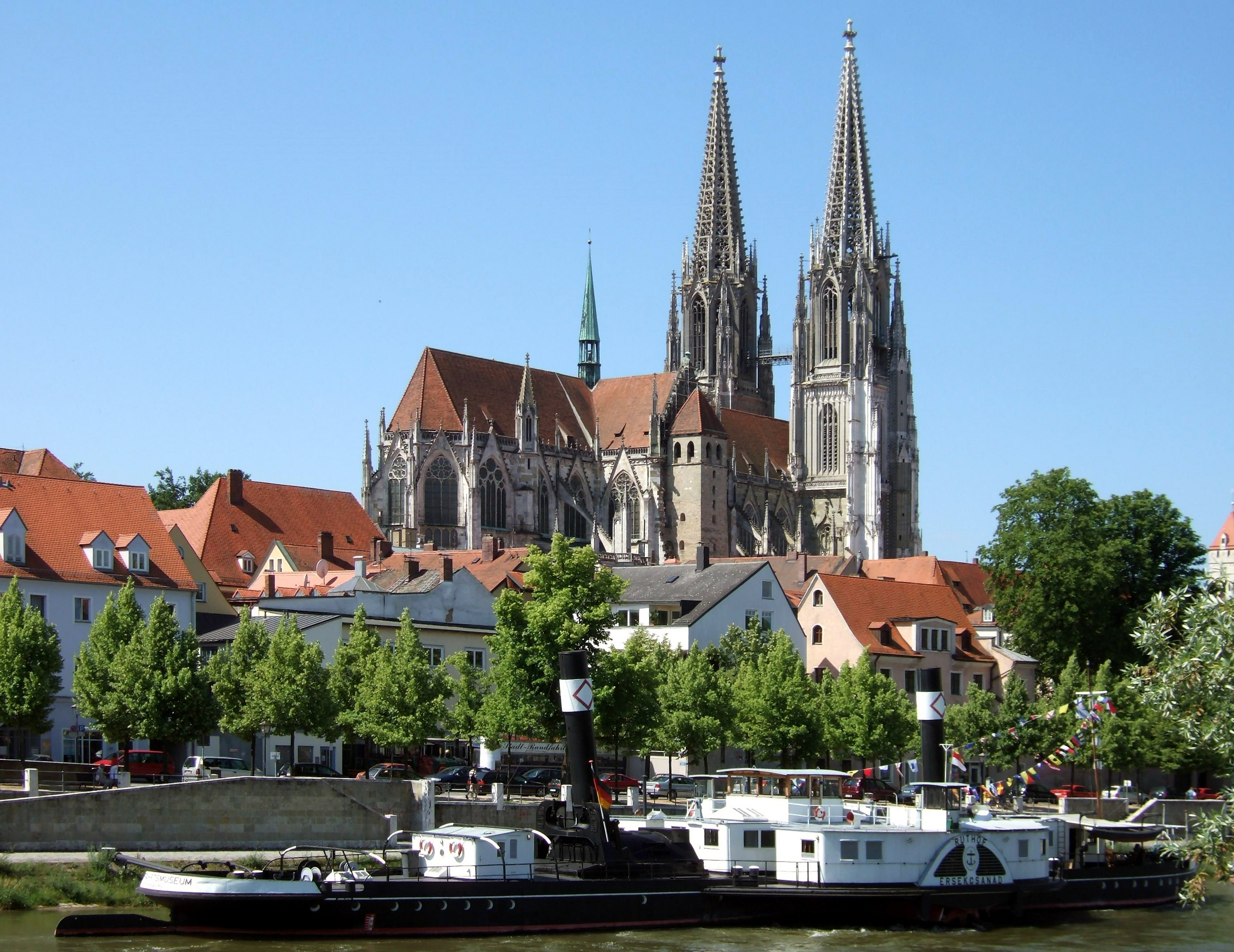
Dom St. Peter, Regensburg
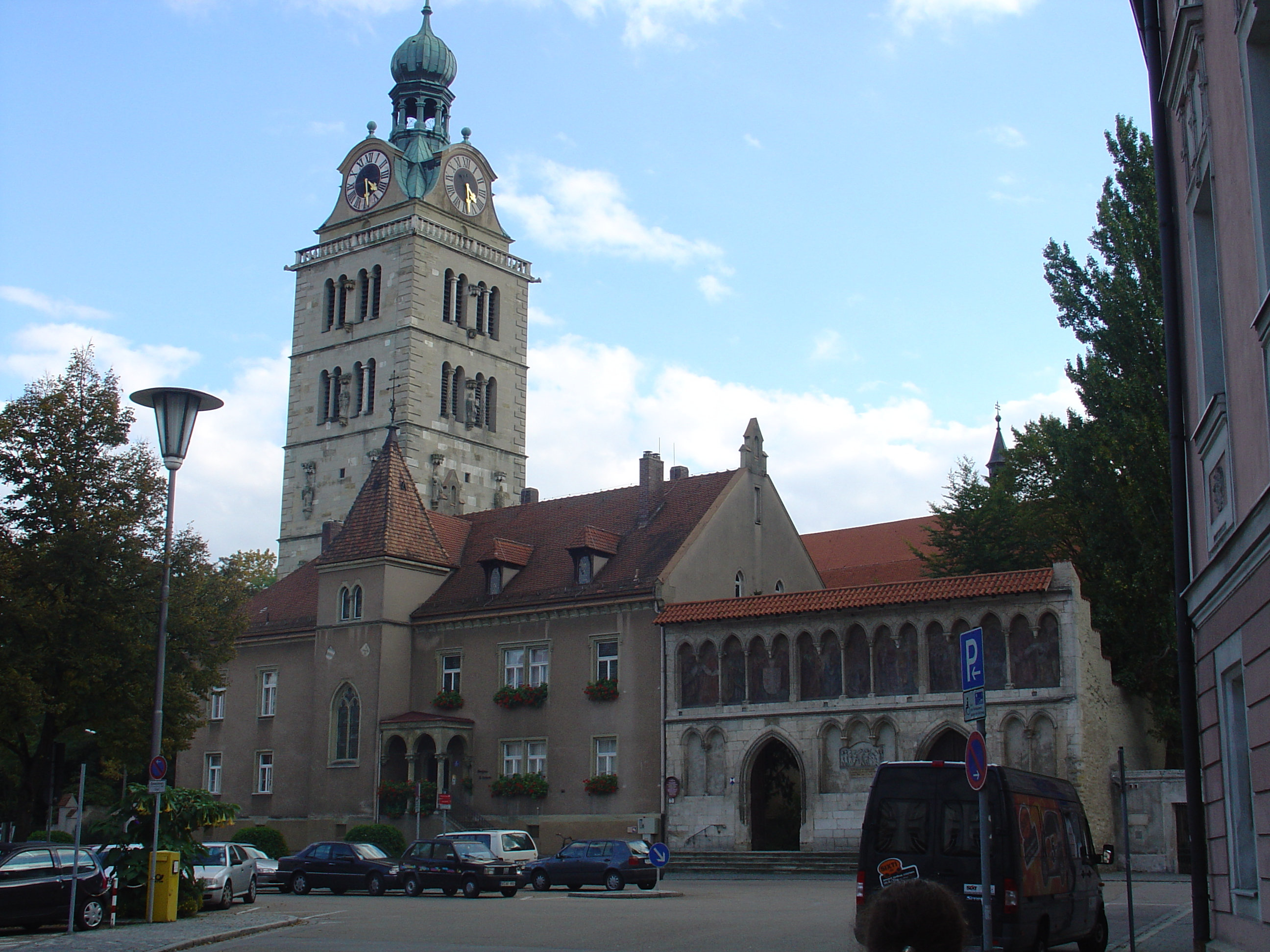
Kloster St. Emmeram, Regensburg

- In Hüttlingen an der Kocher stehen die Nachbildungen verschiedener Ausbaustufen des Limes in Palisaden- und Mauerbauweise.

- Der Römerpark Ruffenhofen ist ein Archäologischer Park. Auf einer Gesamtfläche von etwa 40 ha sind das Kastell Ruffenhofen sowie weite Teile der zugehörigen Zivilsiedlung untertägig und unüberbaut erhalten. Am 13. Oktober 2012 konnte ein eigenes Museum, das Limeseum, eröffnet werden. Die Ausstellung informiert vor allem über die drei Welterbe-Bestandteile: die Limeslinie, das Kastell sowie die Zivilsiedlung von Ruffenhofen.

- In der Stadt Gunzenhausen sind von der mittelalterlichen Stadtbefestigung ein Stück des Wehrgangs sowie drei Türme erhalten. Den historischen Marktplatz prägen bedeutende Barockbauten, die in der Regierungszeit des „Wilden Markgrafen“ entweder entstanden oder ihr heutiges Aussehen erhielten. Ein Abschnitt des Limes zwischen zwei ehemaligen Wachtürmen wurde vom Bayerischen Landesamt für Denkmalpflege konserviert und teilrekonstruiert.

- Das Stadtbild Ellingens ist maßgeblich durch das Wirken des Deutschen Ordens geprägt und zeigt die stilistische Geschlossenheit einer kleinen Barockresidenz. Im Ellinger Barockrundweg sind wichtige Gebäude aus der Vergangenheit zusammengefasst, darunter die Residenz Ellingen sowie der zugehörige Schlosspark, das Rathaus, das Pleinfelder Tor, das ehemalige Franziskanerkloster, die katholische Pfarrkirche St. Georg, die Maximilianskirche, die Orangerien im Hofgarten, die Heiligenbrücke und die Johannesbrücke.
- In Weißenburg in Bayern erinnern die römischen Thermen, eine alte römische Dorfanlage und Überreste des Römerkastells Biriciana an die römische Zeit. Die Thermen wurden 1977 entdeckt und sind seit 1983 zu einem Museum ausgebaut. Im Römerkastell wurde das Nordtor auf Grund wissenschaftlicher Ausgrabungen in voller Höhe rekonstruiert und das Römermuseum Weißenburg zeigt bedeutende archäologische Funde, deren Mittelpunkt der 1979 gefundene römische Schatz von Weißenburg bildet. Er besteht aus 114 Spitzenprodukten antiken Kunsthandwerks, zu einem großen Teil aus Metallartefakten, besteht. Weitere Funde aus dem ehemaligen römischen Kastell Biriciana und Funde aus nahezu allen Epochen von der Steinzeit bis ins späte Mittelalter runden die Ausstellung ab.
  - Seit 1882 ist die gut erhaltene Renaissance-Festung Wülzburg auf einem nahen Berg oberhalb der Stadt im Besitz Weißenburgs. Sie war ursprünglich ein Benediktinerkloster, das 1588 in eine Festung umgewandelt wurde. Seit 1968 hat sie den Rang eines National bedeutenden Baudenkmals.
  - In Altstadt liegen:
  - Das Ellinger Tor, das als letztes von drei Toren der Stadtbefestigung erhalten blieb.
  - Das Stadtbild ist geprägt von spätmittelalterlichen Fachwerkhäusern und barocken Bürgerhäusern, darunter die Alte Lateinschule, der Scheibleinsturm, das ehemalige Wildbad, das Alte Amtsgericht, das Blaue Haus, das Lebküchnerhaus, das Rosenbad, der Fünfeckturm, das Neue und das Alte Rathaus sowie die Rosenstraße.
  - Die heutige gotische, evangelische Stadtpfarrkirche St. Andreas wurde 1327 geweiht, um 1400 erweitert, 1891 erhöht und 1958 in ihre ursprüngliche gotische Gestalt umgewandelt. Der Hallenchor der denkmalgeschützten Kirche ist relativ hoch und gilt als herausragendes Werk der süddeutschen Spätgotik.

- Kipfenberg ist eine Marktgemeinde im Altmühltal. Der Ort wird überragt von der mittelalterlichen Burg Kipfenberg. In einem ihrer Wirtschaftsgebäude ist das Römer und Bajuwaren Museum Burg Kipfenberg mit dem integrierten Limes-InfoPoint untergebracht.

- Im Kelheimer Ortsteil Weltenburg liegt das Kloster Weltenburg. Die direkt an der Donau gelegene Benediktinerabtei ist vor allem durch die vielbesuchte Klosterbrauerei und den nahen Donaudurchbruch bekannt, der von hier mit dem Ausflugsschiff durchfahren werden kann. Schon im Jahre 45 n. Chr. lag bei Weltenburg auf dem Südufer der Donau der Ausgangspunkt einer römischen Grenz- und Militärstraße, die der Donau stromaufwärts folgend bis zum Kastell Hüfingen bei Donaueschingen führte. Diese Donausüdstraße war lange Zeit eine der beiden wichtigsten Ost-West-Verbindungen nördlich der Alpen. Das um das Jahr 617 durch die iro-schottischen Mönche Eustachius und Agilus aus Luxeuil nach den Regeln des Heiligen Kolumban gegründete Kloster gilt als ältestes Kloster Bayerns. Die seit 1050 bestehende Brauerei ist die vermutlich älteste bestehende Klosterbrauerei der Welt.

- Kelheim liegt im Mündungsdreieck von Donau und Altmühl unterhalb des Michelsbergs, auf dem die im 19. Jahrhundert erbaute Befreiungshalle steht. Darüber hinaus gibt es:
  - die historische Altstadt mit Teilen der Stadtbefestigung aus dem 13. und 14. Jahrhundert mit dem Donautor, Mittertor und Altmühltor;
  - die Stadtapotheke mit Erker und hebräischem Grabstein von 1249;
  - den Ludwigsplatz mit dem 1598 erbauten Alten Rathaus, der ehemaligen Stadtschreiberei;
  - das Neue Rathaus von 1912 in einem umgestalteten Renaissancebau mit geschweiftem Giebel;
  - den Alten Kanalhafen, der Teil des 1846 in Betrieb genommenen historischen Ludwig-Donau-Main-Kanals war;
  - den Schleiferturm (1474–1486), fälschlich auch „Römerturm“ genannt, da beim Bau Quader verwendet wurden, die antiken Steinen ähneln, jedoch aus dem Bergfried des im Übrigen geschleiften Schlosses der Wittelsbacher stammen.

- Der heutige Bischofssitz und Bezirkshauptstadt der Oberpfalz, Regensburg befindet sich an der Stelle des 179 n. Chr. von Kaiser Marc Aurel gegründeten römischen Legionslagers. Im ehemaligen Bischofshof zeugt die Porta praetoria aus dieser Zeit. Regensburg als eine der ältesten deutschen Städte blickt auf eine bewegte Geschichte zurück. Die wohl bekannteste historische Funktion der ehemals freien Reichsstadt ist der im Reichssaal des Regensburger Rathauses von 1663 bis 1803 tagende Immerwährende Reichstag des Heiligen Römischen Reiches Deutscher Nation, das sich mit dem Reichsdeputationshauptschluss 1803 infolge der Kriege mit dem revolutionären Frankreich selbst auflöste. Die Liste der Sehenswürdigkeiten in Regensburg mit dem seit 2006 zum Weltkulturerbe gehörenden Altstadt-Ensemble „Altstadt mit Stadtamhof“ ist lang. Hier ein kleiner Ausschnitt:
  - Die Steinerne Brücke, vermutlich von 1135 bis 1146 erbaut, war für mehr als 800 Jahre die einzige Donaubrücke in Regensburg.
  - Der Regensburger Dom ist das auffälligste, die Altstadt beherrschende Bauwerk der Altstadt. Die auch Kathedrale St. Peter genannte Kirche ist Kathedrale des Bistums Regensburg und das Hauptwerk gotischer Architektur in Süddeutschland.
  - Im Westen des Neupfarrplatzes war die ehemalige Kaufmannsstadt, hier befinden sich zahlreiche ehemalige Patrizierpaläste. In der Mitte des 13. Jahrhunderts wetteiferten die Regensburger Kaufmannsfamilien durch den Bau von Geschlechtertürmen um das größte Ansehen. Sie hatten durch den Fernhandel bis Paris, Venedig und Kiew große Reichtümer angehäuft.
  - Am Rathausplatz befindet sich das Alte Rathaus mit dem Reichstagsmuseum, ehemals Sitz des „Immerwährenden Reichstags“.
  - Am Emmeramsplatz liegt das bedeutende Klosterkirche St. Emmeram. Das Kloster selbst wurde zum heutigen Schloss St. Emmeram umgestaltet, das mehrere Museen enthält. Von 1792 bis 1812 beherbergte das Schloss die Hofhaltung der Fürsten von Thurn und Taxis, die als Prinzipalkommissar den Kaiser beim „Immerwährenden Reichstag“ vertraten. Das Schloss wird von Angehörigen der Familie von Thurn und Taxis bewohnt. Besichtigt werden können die Prunkräume des Schlosses mit Wandteppichen der Brüsseler Zeit und Inneneinrichtung aus dem Palais Thurn und Taxis in Frankfurt am Main.